# Candes-Saint-Martin
Vous lisez un « article de qualité » labellisé en 2016.
Ne doit pas être confondu avec Candé.
Candes-Saint-Martin (prononcé /kɑ̃d sɛ̃ maʁ.tɛ̃/), parfois abrégé « Candes » dans le langage courant, est une commune française du département d'Indre-et-Loire, en région Centre-Val de Loire.
Dès le début de notre ère, une agglomération antique, probablement importante, existe sur ce site stratégique, situé au carrefour des territoires de trois peuples gaulois et contrôlant le confluent Vienne-Loire. Candes profite d'ailleurs de cette situation privilégiée : sa batellerie et les activités qui y sont liées sont longtemps florissantes, mais la disparition du transport fluvial, détrôné par le chemin de fer au milieu du XIXe siècle, marque l'arrêt du développement et la mutation progressive de la commune. À compter de cette date et jusqu'aux années 1930, la population baisse de manière très importante. Elle semble se stabiliser depuis, avec 227 habitants en 2022. C'est également vers le milieu du XIXe siècle, alors que l'économie locale est fragilisée, que des artistes, peintres ou dessinateurs, viennent à Candes pour en reproduire les paysages.
Fondée par Martin de Tours à la frontière occidentale de son diocèse dans le dernier quart du IVe siècle, Candes est l'une des premières paroisses tourangelles. Saint Martin meurt à Candes le 8 novembre 397, ce qui assoit la notoriété de cette petite paroisse où s'élève, au Moyen Âge, une collégiale célèbre par la richesse de son décor sculpté. L'étude de sa chronologie, de son architecture et de son décor, particulièrement complexe, est toujours en cours ; l'édifice est protégé au titre des monuments historiques dès 1840. Le village, lieu de pèlerinage, reçoit dès le IXe siècle la visite régulière des rois de France, alors que ses châteaux successifs, également protégés au titre des monuments historiques, sont une résidence d'été pour les archevêques de Tours. Plusieurs demeures médiévales et Renaissance ainsi qu'un ancien moulin à vent complètent l'inventaire des édifices remarquables de la commune.
La richesse et la diversité du patrimoine naturel de Candes-Saint-Martin, dues principalement à la présence de la vallée de la Loire (patrimoine mondial de l'humanité reconnu par l'Organisation des Nations unies pour l'éducation, la science et la culture) et de la confluence du fleuve et de la Vienne, font que le territoire communal est intégré à trois sites du réseau Natura 2000 et trois zones naturelles d'intérêt écologique, faunistique et floristique. Au XXIe siècle, Candes-Saint-Martin cherche à mettre à profit ce patrimoine naturel et les paysages du confluent, mais également l'histoire et le patrimoine bâti religieux du village. La commune est ainsi membre de l'association « Les Plus Beaux Villages de France » et concourt à l'édition 2016 de l'émission de télévision française  Le Village préféré des Français.

## Géographie

### Localisation et communes limitrophes
La commune de Candes-Saint-Martin est située au niveau du confluent de la Loire et de la Vienne, à l'ouest-sud-ouest de Tours en direction de Saumur, le bourg se développant sur la rive gauche, tout comme la plus grande partie du territoire communal qui inclut toutefois le confluent lui-même et une partie de la rive droite de la Vienne. Elle se trouve en limite du département d'Indre-et-Loire, à l'extrémité occidentale de l'arrondissement de Chinon. Ainsi, la situation géographique de la petite cité tourangelle lui confère un statut quasi-frontalier : depuis le bourg de Candes-Saint-Martin, il suffit de parcourir un seul kilomètre pour se rendre dans le département de Maine-et-Loire. Tours, préfecture du département, se trouve à 50,3 km à l'est-nord-est, Chinon, chef-lieu d'arrondissement et bureau centralisateur du canton homonyme à 14,1 km à l'est-sud-est. Saumur, troisième ville de Maine-et-Loire, n'est distante que de 12,3 km à l'ouest-nord-ouest. Toutes ces distances sont indiquées « à vol d'oiseau ».
La commune est rattachée au bassin de vie de Beaumont-en-Véron et à la zone d'emploi de Chinon.
Candes-Saint-Martin est limitrophe de six communes, dont deux dans le département de Maine-et-Loire. Au nord, la commune de Chouzé-sur-Loire est adjacente par un simple quadripoint, au confluent de la Vienne et de la Loire.
| - Limite communale de Candes-Saint-Martin sur la carte openstreetmap. - Carte topographique de Candes-Saint-Martin. - Candes-Saint-Martin (en rose) dans l'arrondissement de Chinon (en vert). |

| Montsoreau (Maine-et-Loire)          | Chouzé-sur-Loire    | Savigny-en-Véron         |
|                                      | Candes-Saint-Martin | Saint-Germain-sur-Vienne |
| Fontevraud-l'Abbaye (Maine-et-Loire) |                     | Couziers                 |

### Géologie et relief

Carte géologique simplifiée de Candes-Saint-Martin.
Bourg et limites communales
Calcaire turonien (C3a)
Tuffeau blanc turonien (C3b)
Tuffeau jaune turonien (C3c)
Limons des plateaux quaternaires (LP)
Alluvions fluviatiles modernes (Fy-z)

Le Bassin parisien, au sens géologique du terme, s'étend vers le sud jusqu'au Massif central, englobant l'ensemble du département d'Indre-et-Loire. Les plus importantes formations géologiques du département sont des sables ou des calcaires mésozoïques du Cénomanien et du Turonien, déposés par des avancées et des retraits maritimes successifs,.
Au niveau de Candes-Saint-Martin, le plateau qui représente les quatre cinquièmes sud-ouest du territoire communal est composé de cette succession de couches calcaires. Les vallées de la Loire et de la Vienne occupent le reste de la superficie communale. Le plateau est coupé par deux vallons creusés par des ruisseaux temporaires, sur le flanc desquels affleure le calcaire du Turonien inférieur (C3a) surmonté du tuffeau blanc du Turonien moyen (C3b), lui-même recouvert du tuffeau jaune du Turonien supérieur (C3c) ; le même dispositif s'observe sur le coteau abrupt de la rive gauche de la Vienne et de la Loire. Sur le plateau, de larges placages de limon éolien (LP) du Quaternaire viennent recouvrir les strates calcaires. Au fond de la vallée, les cours d'eau ont déposé leurs alluvions modernes (Fy-z), aux faciès très différents selon qu'elles sont apportées par la Loire (plus sableuses) ou la Vienne (plus limoneuses),.
Le territoire de la commune, dont le premier plan cadastral date de 1837, s'est agrandi en 1869 d'environ six hectares sur la rive droite de la Vienne. Depuis, sa superficie s'établit à 577 hectares.
Le plateau se développe à une altitude généralement comprise entre 75 et 90 m, le point culminant (101 m) étant observé au sud du territoire, en limite de Fontevraud-l'Abbaye. L'altitude de la vallée est d'une trentaine de mètres (minimum de 27 m au niveau du lit de la Loire en aval de Candes-Saint-Martin) et le dénivelé entre plateau et vallée est important et brutal, avec une pente moyenne de 15 % au niveau du bourg.

### Hydrographie et hydrologie

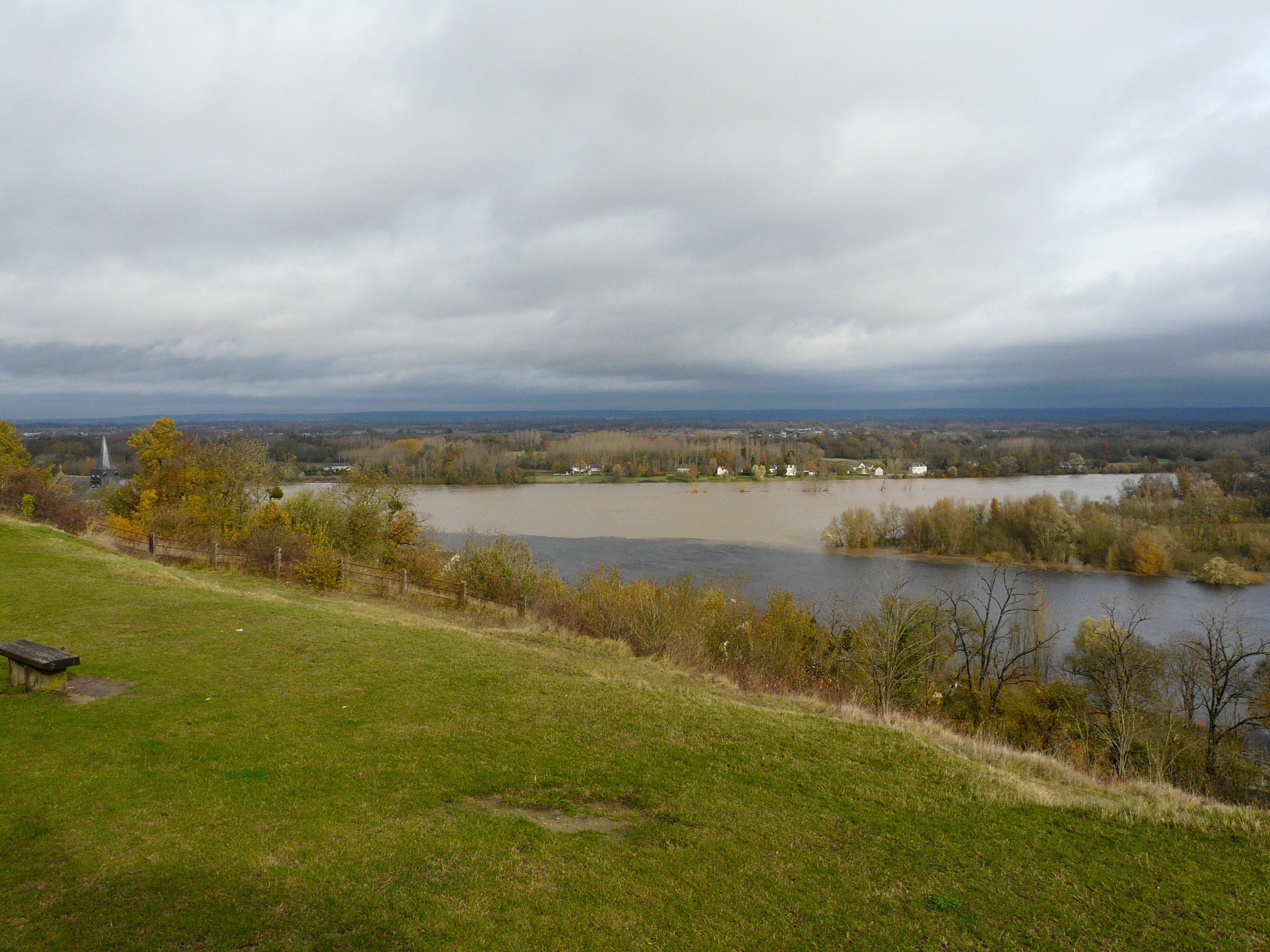
Le confluent de la Vienne (en bas, eaux sombres) et de la Loire (en haut, eaux plus claires), depuis les hauteurs de Candes.

Candes-Saint-Martin est implantée au confluent de la Loire et de la Vienne, ou « bec de Vienne ». Malgré une tradition vivace qui veut que cette confluence se soit déplacée de plusieurs kilomètres vers l'amont au cours des siècles, il semble acquis que son emplacement est relativement stable au niveau de Candes-Saint-Martin, au moins pendant la période historique et que le cours de la Vienne est fixé depuis le Miocène. La différence de densité entre les eaux de la Vienne et de la Loire fait que les eaux du fleuve et de la rivière ne se mélangent pas immédiatement ; les eaux de la Vienne dessinent un « canal » le long de la rive gauche de la Loire. Ce phénomène, consigné depuis le XIXe siècle est partiellement attribué à une différence de nature des sédiments et des matières organiques en suspension dans les deux cours d'eau. Il est renforcé plus récemment par la présence, à moins de 8 km en amont sur la Loire, de la centrale nucléaire de Chinon dont les eaux de refroidissement, partiellement rejetées dans le fleuve, provoquent une élévation de sa température qui n'est dissipée qu'en aval de Candes-Saint-Martin. Enfin, la pente plus forte de la Loire au niveau de la confluence (0,5 % contre 0,1 % pour la Vienne) contribue à rejeter vers la rive sud les eaux de la Vienne. À cet endroit, les débits moyens estimés sont de 450 m3/s pour la Loire et de 200 m3/s pour la Vienne.
Le régime de la Loire est observé à Montsoreau, commune limitrophe en aval de Candes-Saint-Martin, et celui de la Vienne à Chinon, à 14 km en amont de Candes-Saint-Martin. Le régime du fleuve, très irrégulier, est directement lié aux précipitations sur son grand bassin versant qui peuvent occasionner des montées importantes et rapides des eaux ; s'y ajoute, de manière plus saisonnière, la fonte des neiges du Massif central. Le fleuve lui-même évolue dans un lit mineur dont les contours sont très variables. La Vienne, quant à elle, est soumise à des crues hivernales dues au régime océanique des précipitations sur son bassin versant ; des pluviométries orageuses importantes au printemps ou en été peuvent également donner lieu à des variations brutales et importantes du débit. Ces dernières manifestent alors un caractère plus méditerranéen.
Le plateau est creusé de plusieurs talwegs, mais aucun d'entre eux ne recèle de cours d'eau. Seul le vallon des Rouères, au sud, est temporairement parcouru par un ruisseau alimenté par les eaux de ruissellement du plateau à la faveur de fortes pluies.
Trois zones humides ont été répertoriées sur la commune par la direction départementale des territoires (DDT) et le conseil départemental d'Indre-et-Loire : « le bocage du Véron », « Le Pré Clos » et « la vallée de la Loire de Mosnes à Candes-Saint-Martin »,.

### Paysages naturels

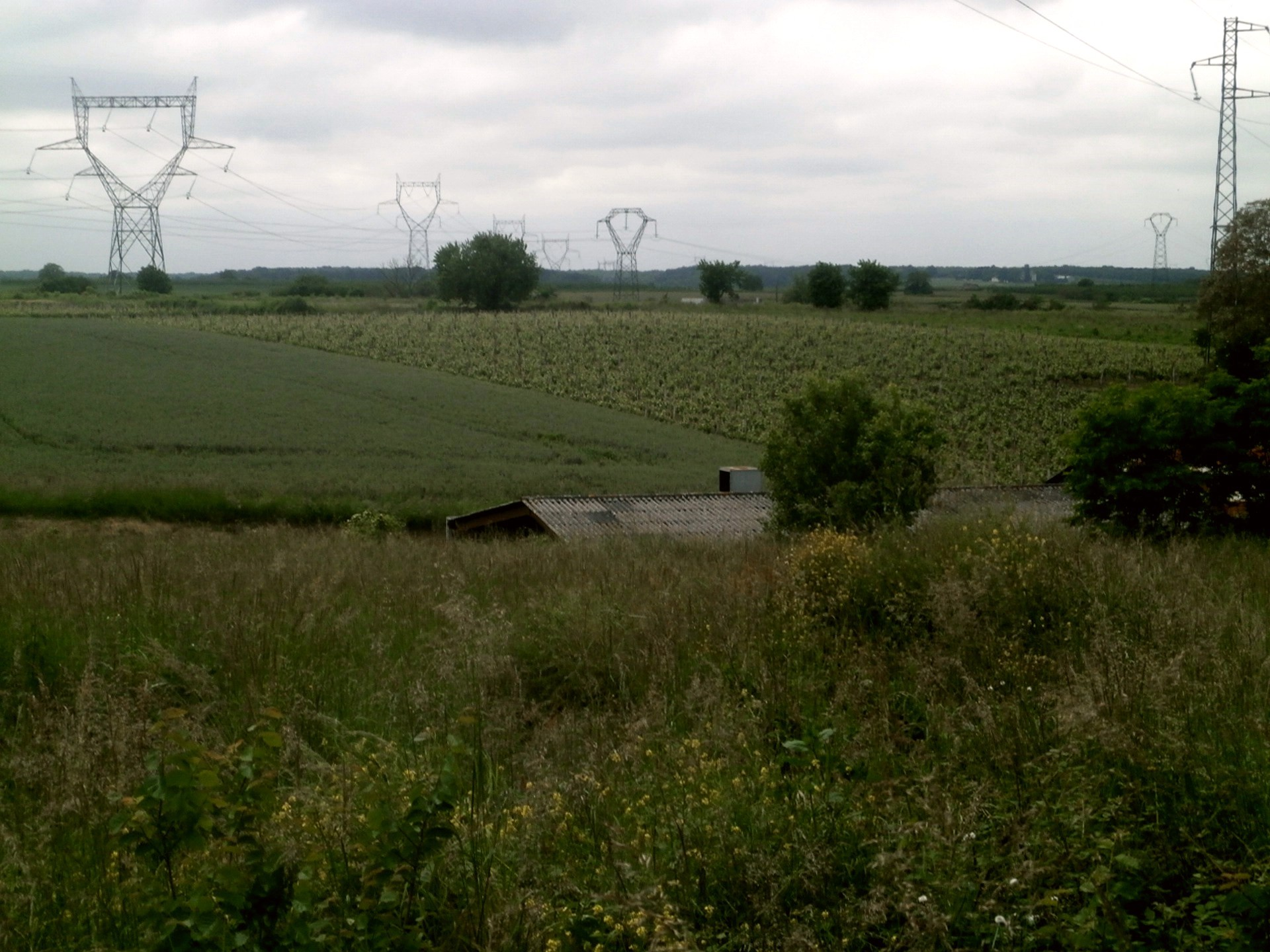
Vignes et céréales sur le plateau.

Les bois et les taillis sont encore assez présents à Candes-Saint-Martin (près de 11 % de la surface communale en 1987) où ils occupent l'extrême sud de la commune avec les premiers massifs de la forêt de Fontevraud, les pentes des vallons secs à l'ouest et au sud, les pentes abruptes qui raccordent le plateau à la vallée de la Vienne et de la Loire ainsi qu'une partie du bec de Vienne où ils se mêlent aux boires de la Loire et de la Vienne ; dans ce secteur, il peut s'agir d'un boisement spontané ou de plantations de peupliers. L'agriculture trouve encore sa place sur le plateau entre les vallons et le rebord du coteau, où alternent céréales et vignes, les vergers ayant disparu dans les dernières décennies du XXe siècle.
Sur la rive droite de la Vienne, à la pointe du Véron, se trouvent les prairies naturelles de la commune ainsi que des pelouses rases d'une grande richesse botanique qui colonisent peu à peu les bancs de sable alluvionnaires progressivement apportés par la Loire et occupent l'espace laissé libre par les bois et les landes.

### Climat
Pour des articles plus généraux, voir Climat du Centre-Val de Loire et Climat d'Indre-et-Loire.
En 2010, le climat de la commune est de type climat océanique altéré, selon une étude du CNRS s'appuyant sur une série de données couvrant la période 1971-2000. En 2020, Météo-France publie une typologie des climats de la France métropolitaine dans laquelle la commune est dans une zone de transition entre le climat océanique et le climat océanique altéré et est dans la région climatique Moyenne vallée de la Loire, caractérisée par une bonne insolation (1 850 h/an) et un été peu pluvieux.
Pour la période 1971-2000, la température annuelle moyenne est de 12,4 °C, avec une amplitude thermique annuelle de 14,7 °C. Le cumul annuel moyen de précipitations est de 660 mm, avec 10,7 jours de précipitations en janvier et 6,4 jours en juillet. Pour la période 1991-2020, la température moyenne annuelle observée sur la station météorologique de Météo-France la plus proche, sur la commune de Savigny-en-Véron à 6 km à vol d'oiseau, est de 12,6 °C et le cumul annuel moyen de précipitations est de 637,8 mm,. Pour l'avenir, les paramètres climatiques de la commune estimés pour 2050 selon différents scénarios d'émission de gaz à effet de serre sont consultables sur un site dédié publié par Météo-France en novembre 2022.

### Transport et voies de communication

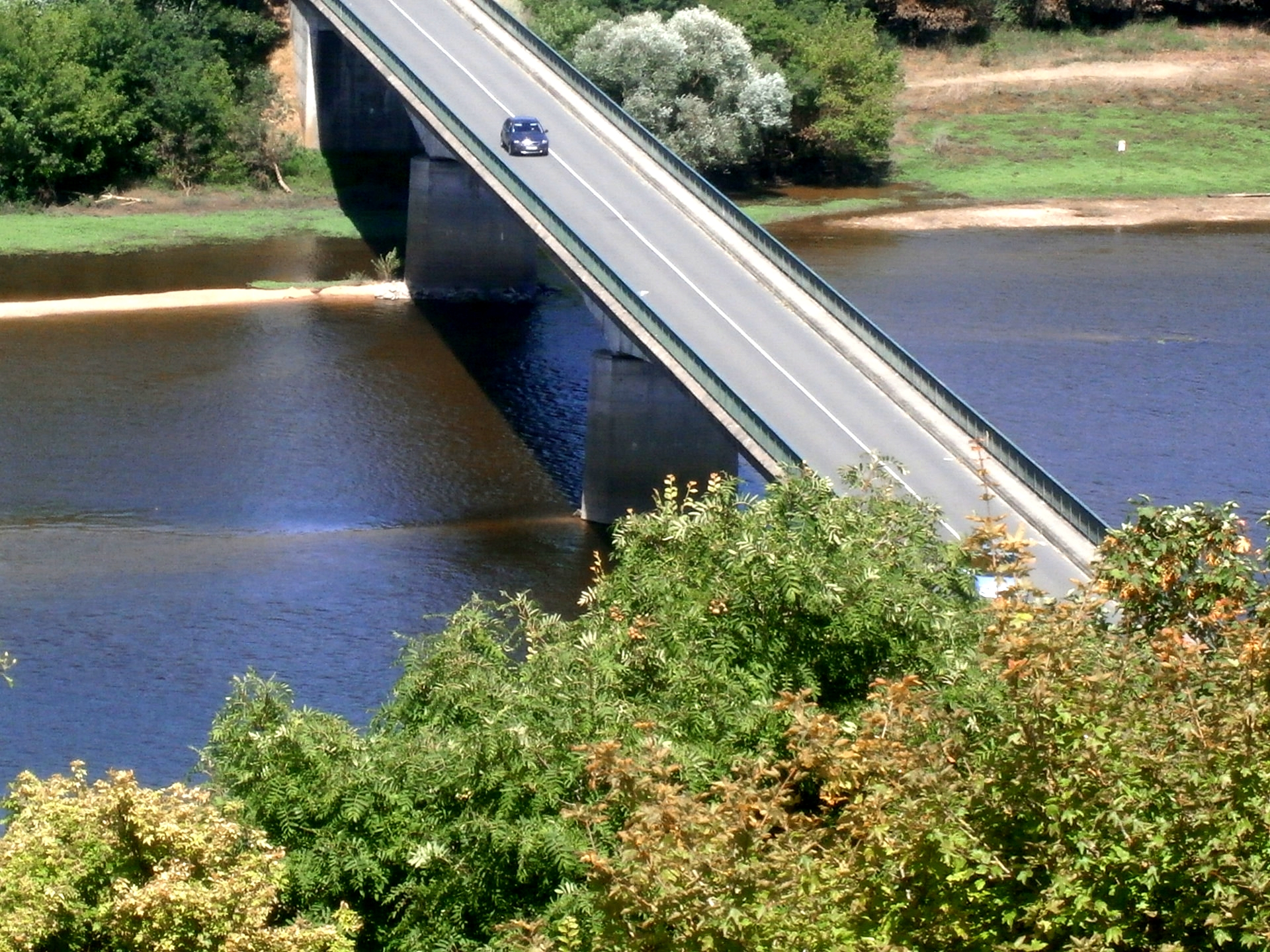
Pont sur la Vienne.

L'époque où Candes-Saint-Martin était un port actif de la batellerie ligérienne est révolue. Les accès à la commune sont exclusivement routiers, avec la D 751 qui longe la rive sud de la Vienne et qui relie Chinon à Saumur en passant par Candes-Saint-Martin et la D 147 qui, depuis Candes, rallie au sud Loudun. La traversée du bourg de Candes par la D 751 s'avérant difficile et dangereuse en raison de l'étroitesse de la route et du trafic croissant, une déviation est ouverte en 1981 ; venant de l'est, elle évite le centre de Candes et rejoint au sud la route de Loudun. Au niveau de Candes-Saint-Martin, le franchissement de l'affluent viennois s'est longtemps effectué au moyen d'un bac, dont le bourg constituait le point de départ. Ce parcours permettait ainsi de rejoindre, via le bec de Vienne, la D 7 qui longe la rive gauche de la Loire. 

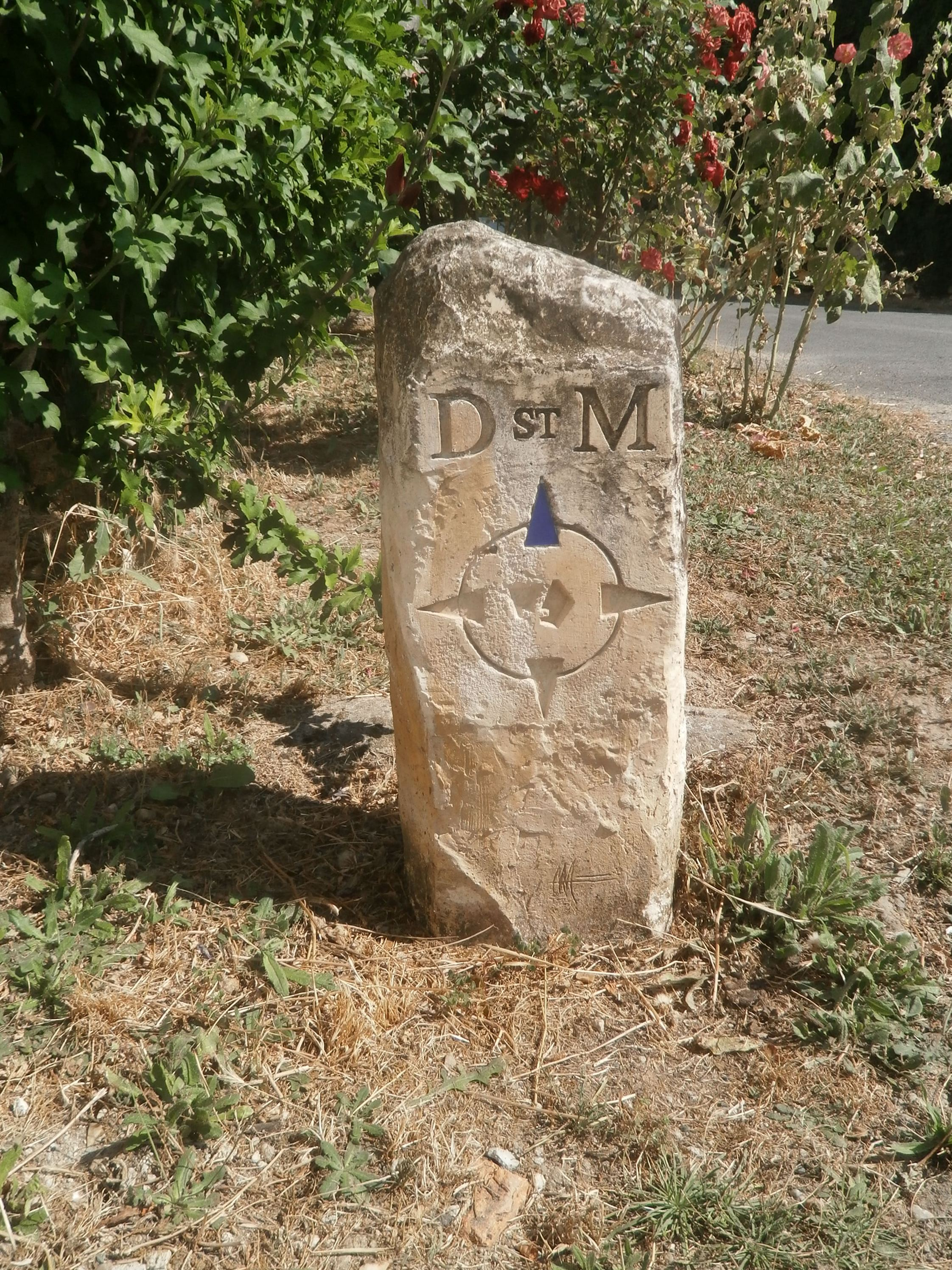
Borne balisant la Via Sancti Martini.

L'embarcation à fond plat candaise est remplacée par un pont en 1969. La traversée de la Loire peut se réaliser, depuis le début du XXe siècle, par le pont de Varennes-Montsoreau à un peu plus de deux kilomètres en aval de Candes.
Le sentier de grande randonnée 3 (GR3) qui suit la totalité du cours de la Loire, depuis le mont Gerbier de Jonc jusqu'à Guérande passe à Candes-Saint-Martin. Il en est de même pour la véloroute La Loire à vélo qui longe les bords du fleuve depuis Cuffy, dans le Cher, jusqu'à Saint-Brevin-les-Pins, en Loire-Atlantique.
La Via Sancti Martini est un ensemble d'itinéraires reliant les lieux qui, en Europe, ont été marqués par le passage de Martin, de Szombathely en Hongrie où il est né, à Candes-Saint-Martin où il est mort, en passant par Amiens, Ligugé, Tours ou Trèves en Allemagne.
Aucune offre de transport en commun n'est disponible sur le territoire de Candes-Saint-Martin lui-même. Les habitants doivent se rendre à Chinon ou à Saumur pour accéder aux lignes d'autocars régulières des réseaux Touraine Fil vert (conseil départemental d'Indre-et-Loire) ou Anjoubus (conseil départemental de Maine-et-Loire).

## Urbanisme

### Typologie
Au 1er janvier 2024, Candes-Saint-Martin est catégorisée commune rurale à habitat dispersé, selon la nouvelle grille communale de densité à sept niveaux définie par l'Insee en 2022.
Elle est située hors unité urbaine et hors attraction des villes,.

### Occupation des sols
L'occupation des sols de la commune, telle qu'elle ressort de la base de données européenne d’occupation biophysique des sols Corine Land Cover (CLC), est marquée par l'importance des territoires agricoles (69 % en 2018), une proportion identique à celle de 1990 (69 %). La répartition détaillée en 2018 est la suivante : 
terres arables (31,5 %), forêts (18,2 %), prairies (18 %), zones agricoles hétérogènes (14,6 %), eaux continentales (8 %), cultures permanentes (4,9 %), zones urbanisées (4,8 %). L'évolution de l’occupation des sols de la commune et de ses infrastructures peut être observée sur les différentes représentations cartographiques du territoire : la carte de Cassini (XVIIIe siècle), la carte d'état-major (1820-1866) et les cartes ou photos aériennes de l'IGN pour la période actuelle (1950 à aujourd'hui).

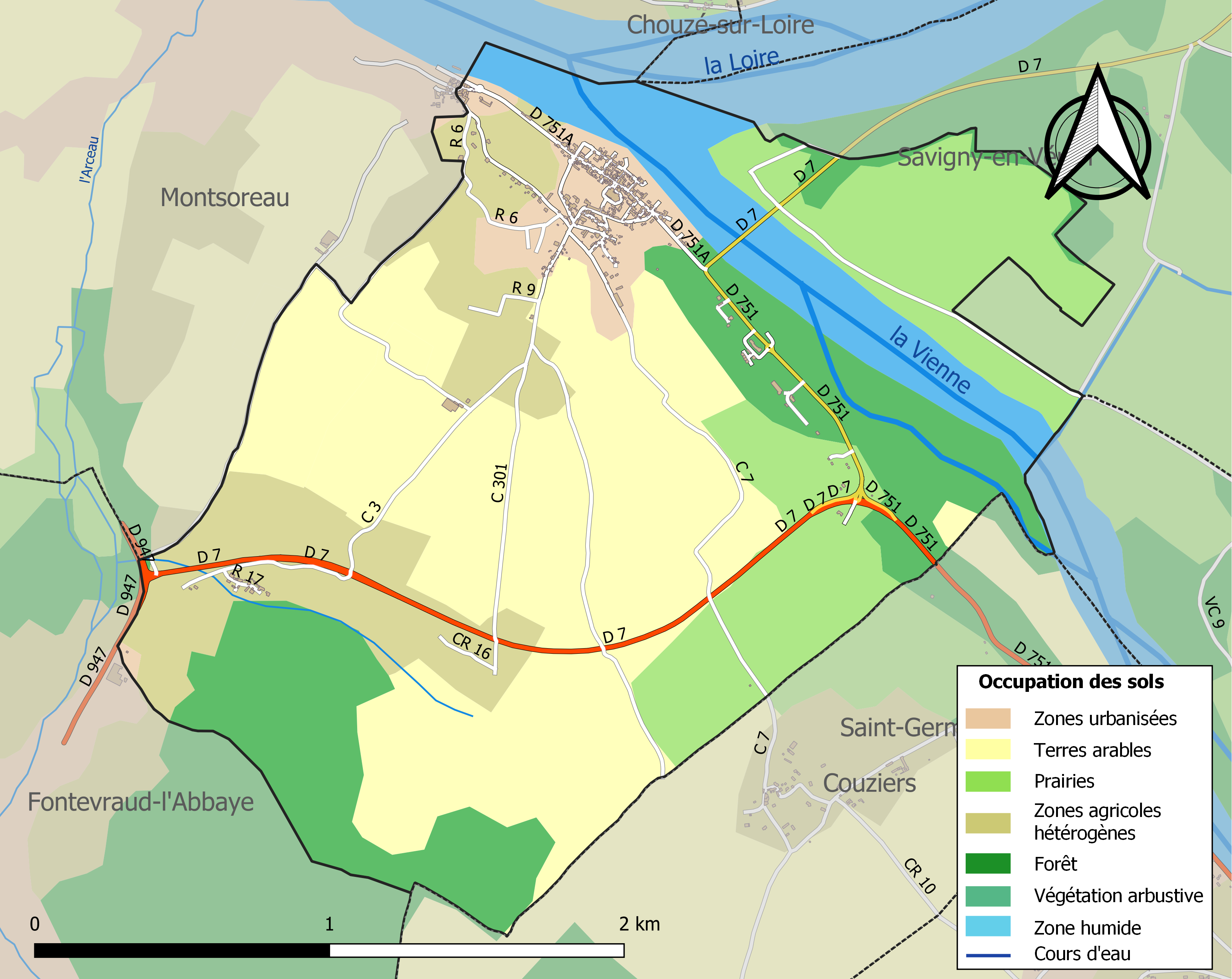
Carte des infrastructures et de l'occupation des sols de la commune en 2018 (CLC).

### Morphologie urbaine

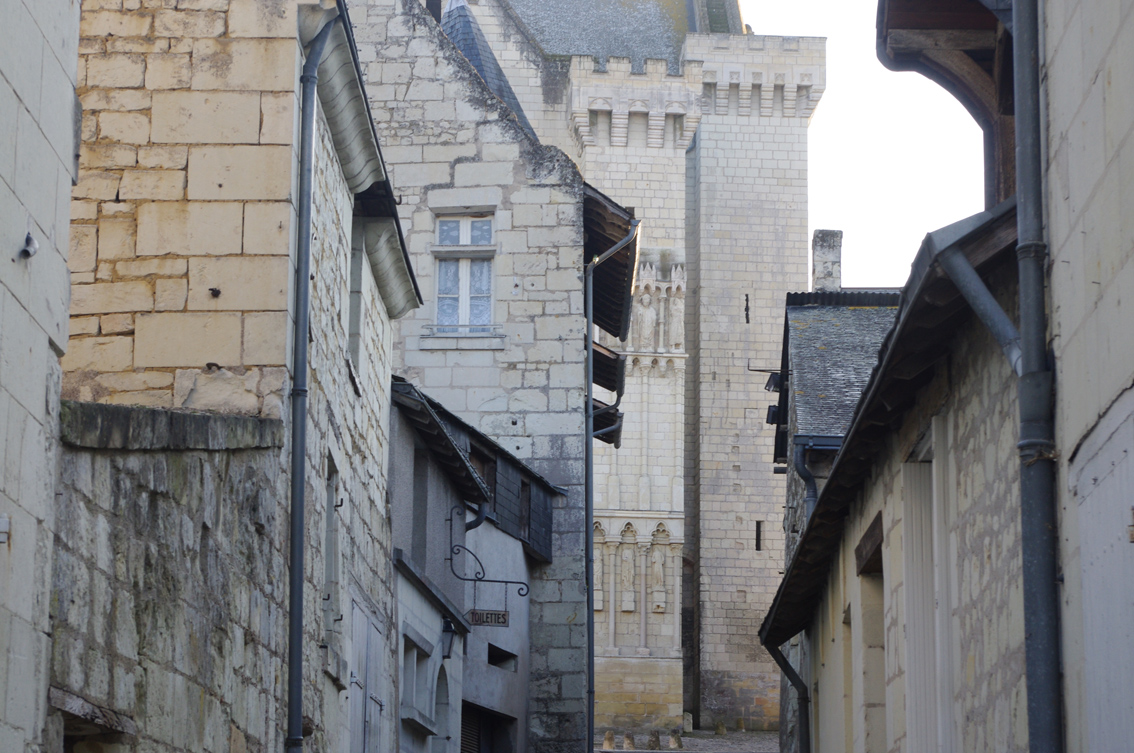
Constructions en tuffeau.

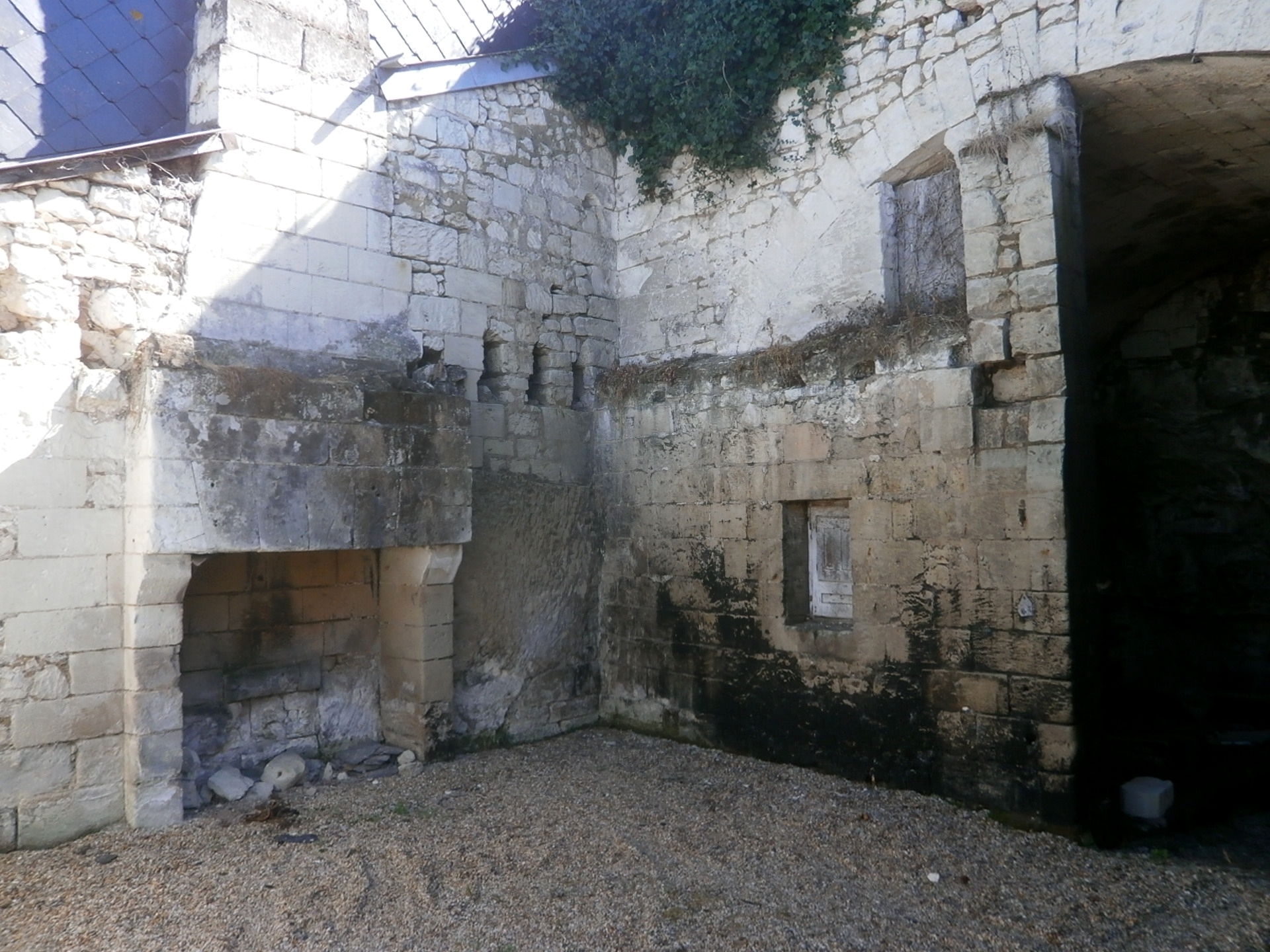
Habitation semi-troglodytique.

Au XXIe siècle, hormis un hameau, une ferme isolée et un lotissement d'une douzaine de logements construit au début des années 1980 le long de la D 751 en amont du pont sur la Vienne, aux « Basses-Vignes », la plupart des habitants de Candes-Saint-Martin sont concentrés dans le centre-bourg, bâti au flanc du coteau de la rive gauche de la Vienne, face au bec de Vienne, le long de l'axe routier reliant Chinon à Saumur et recouvrant sensiblement la voie antique. Des terrasses successives, qui se développent depuis la Vienne pour quasiment atteindre le sommet du coteau, font office d'assises aux bâtiments. Les terres du plateau, bien exposées et réservées aux usages agricoles, ne sont pas gagnées par l'extension urbaine du bourg.
L'affectation des maisons aux différents corps de métiers et classes sociales se fait, au XIXe siècle, selon un schéma clair : entre la route de Compostelle et la Vienne, les habitations de bateliers ; sur les premières terrasses du coteau et autour de la collégiale, les demeures des notables et des chanoines ; dans la partie haute de la ville, les agriculteurs, vignerons notamment. Après la disparition de la batellerie, les maisons de la « ville basse » deviennent pour partie des résidences secondaires ou accueillent des retraités.
Dans le bourg, la construction des habitations, situées au flanc d'un coteau calcaire exploité comme carrière pendant plusieurs siècles, a pour corollaire le développement de nombreuses maisons manifestant d'un caractère troglodytique total ou partiel. Ce type de bâti est complété par la présence de souterrains aménagés, découverts au XVIIIe siècle. Les matériaux le plus fréquemment utilisés pour la construction des monuments comme la collégiale, mais aussi des maisons qu'elles soient anciennes (Renaissance) ou modernes, sont le tuffeau blanc, au grain très fin, mais tendre et fragile, et le tuffeau jaune, plus résistant mais à l'aspect un peu plus « grossier » ; l'utilisation de ces matériaux dans la construction cesse toutefois dans les années 1930. Les toitures sont traditionnellement réalisées en ardoise.

### Logement
Le tableau ci-dessous présente une comparaison de quelques indicateurs chiffrés du logement pour Candes-Saint-Martin et l'ensemble du département d'Indre-et-Loire en 2013, :
|                                                                  | Candes-Saint-Martin | Indre-et-Loire |
| ---------------------------------------------------------------- | ------------------- | -------------- |
| Part des résidences principales (en %)                           | 61,8                | 87,9           |
| Part des résidences secondaires et logements occasionnels (en %) | 33,5                | 4,5            |
| Part des ménages propriétaires de leur logement (en %)           | 66,9                | 59,1           |

Le taux de résidences secondaires et de logements occasionnels constaté en 2013 est très élevé, plus de sept fois supérieur à la moyenne départementale ; les résidences principales sont en contrepartie beaucoup moins nombreuses. Le taux de logements vacants (4,7 %) est très inférieur à la moyenne départementale (7,6 %) et il est en très forte baisse par rapport à 2008 où il dépassait 11 %. Les résidences principales, qu'il s'agisse de maisons individuelles ou d'appartements, sont en moyenne plus petites que dans l'ensemble du département,.
Près de 60 % des résidences principales de Candes-Saint-Martin ont été construites avant la Seconde Guerre mondiale. La période 1946-1990 a vu ce parc s'agrandir de manière assez importante (31 % du total) , puis de façon plus réduite (9,5 % du total) depuis 1991 avec le lotissement des Basses-Vignes.

### Risques naturels et industriels

#### Inondations

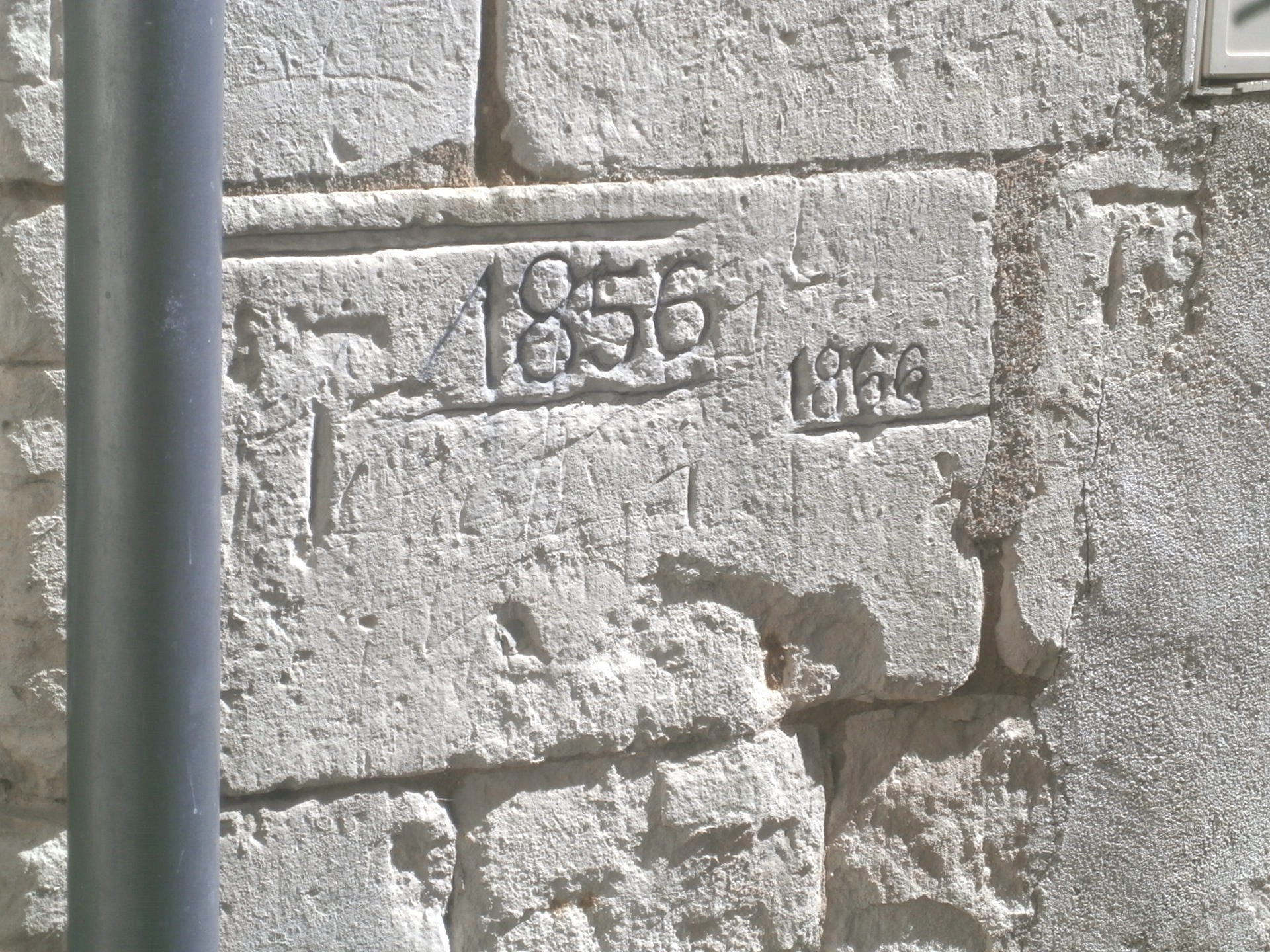
Repères de crues sur un mur de Candes-Saint-Martin près de la rive de la Vienne.

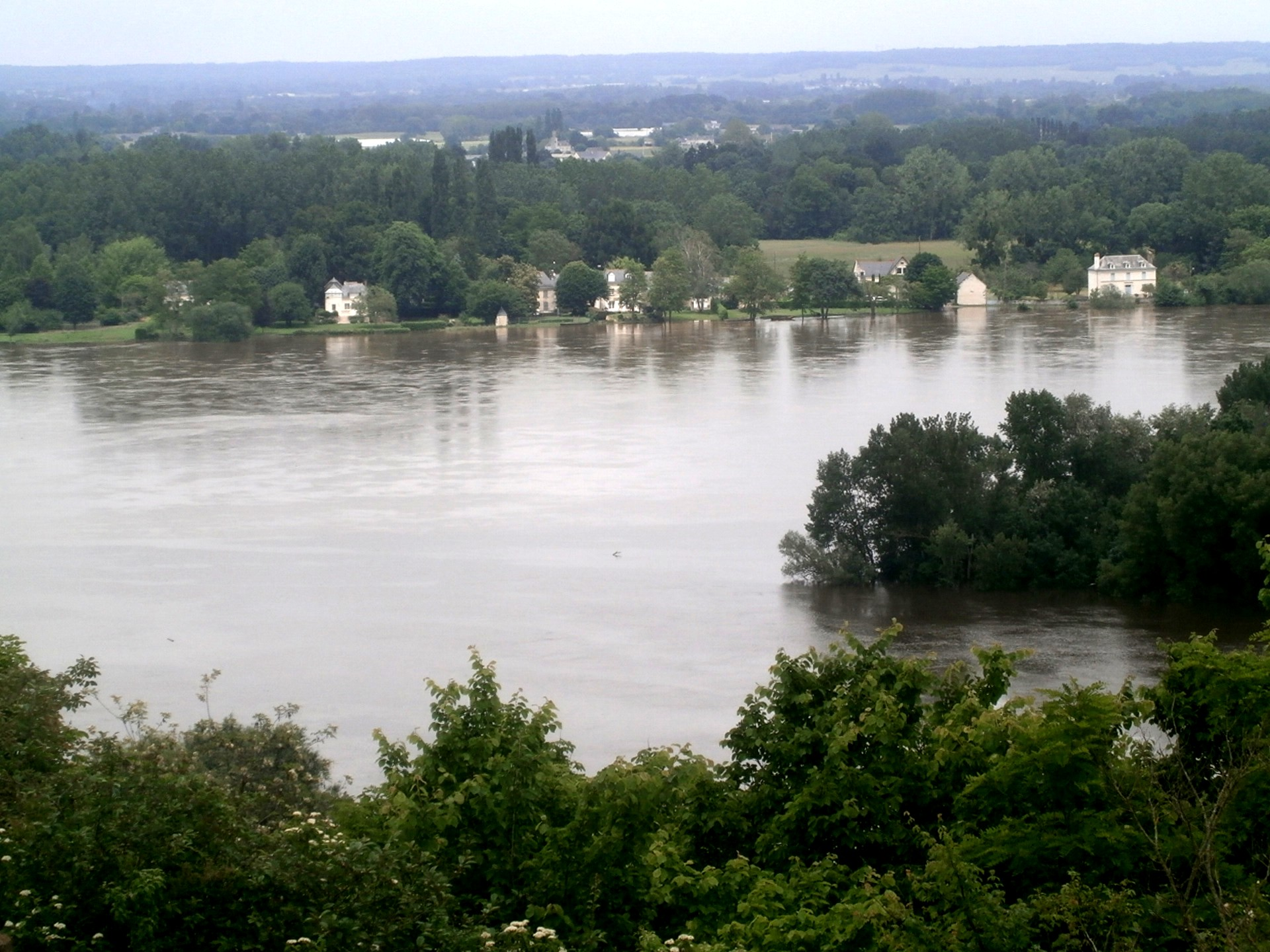
Loire et Vienne en crue à Candes-Saint-Martin (4 juin 2016).

Le site de confluence de Candes-Saint-Martin est exposé à des risques d'inondations, soit par débordement de la Loire et de la Vienne, soit par reflux de la Loire en crue dans la vallée terminale de la Vienne. La plus ancienne crue de la Vienne a été enregistrée en 1638 et la plus forte en 1792. La plus forte crue de la Loire reste celle de 1856. Début juin 2016, les crues de la Loire et de la Vienne conduisent à la prise d'un arrêté de reconnaissance de catastrophe naturelle pour de nombreuses communes, dont Candes-Saint-Martin.
La crue de la Vienne de 1638 a servi de référence pour l'élaboration du plan de prévention du risque inondation (PPRI) de la Vienne en Indre-et-Loire, publié en 2012 et qui couvre 27 communes, dont Candes-Saint-Martin. Ce plan établit un zonage de la commune : en bordure de Vienne et de Loire, une bande est déclarée inconstructible car soumise à un « aléa très fort » de crue ; au-delà, une autre bande, déjà urbanisée, est considérée à « fort aléa » ; le reste du territoire, incluant la très grande majorité de la zone urbanisée, n'est pas concerné par le PPRI.

#### Mouvements de terrain et sismicité
Le sous-sol de Candes-Saint-Martin, creusé de nombreuses cavités et de plusieurs carrières liées à l'exploitation passée du tuffeau, est ainsi fragilisé et exposé à des glissements de terrain sur les escarpements (blocs rocheux en équilibre instable) ou sur les pentes (colluvions) ou encore à des effondrements de cavités. Un plan de prévention des risques naturels mouvements de terrain, approuvé le 12 août 1991, établit un zonage du territoire communal en fonction de l'intensité de ce risque. Cette instabilité naturelle peut être accentuée par des précipitations importantes ou des séismes.

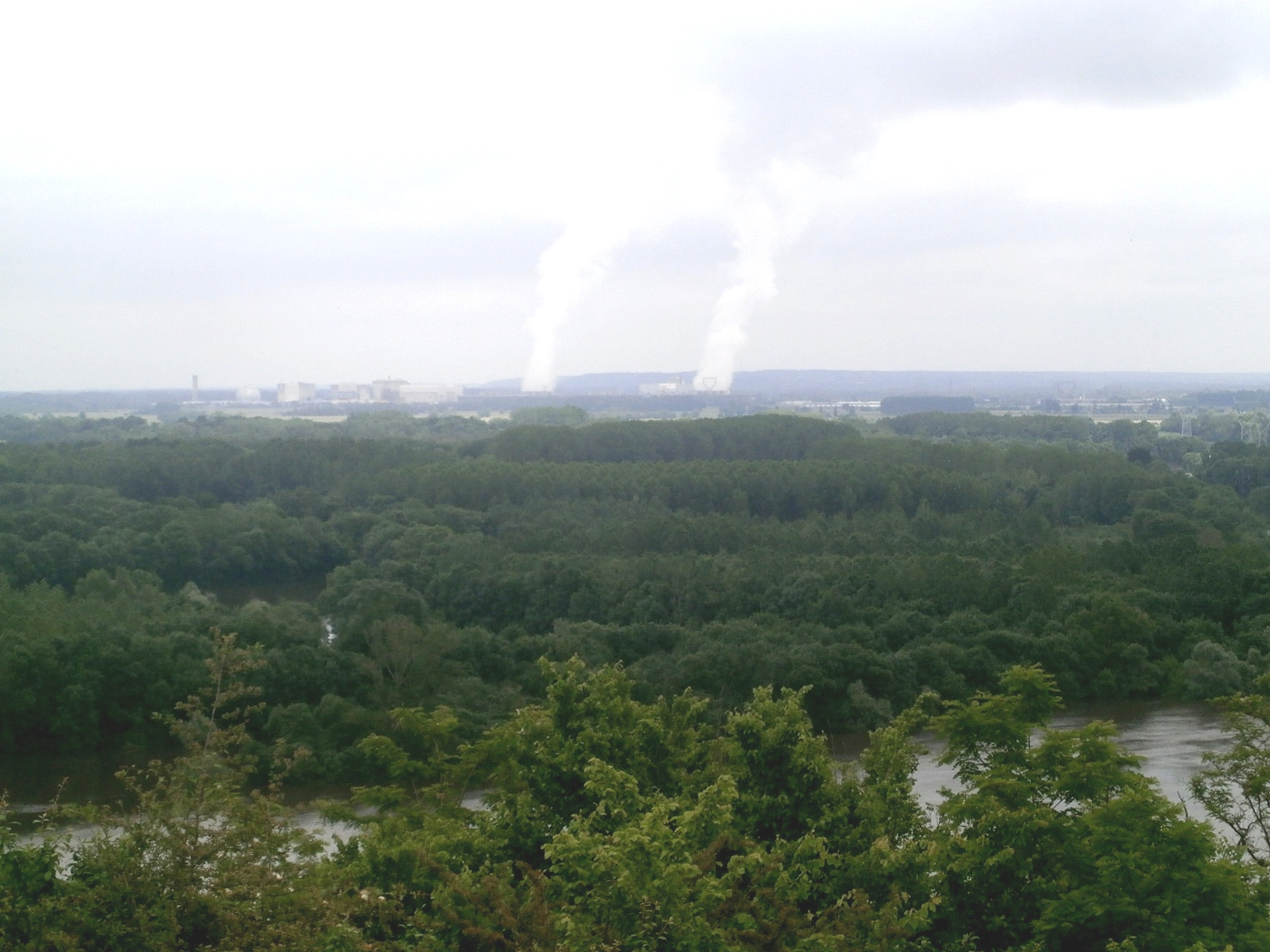
La centrale nucléaire d'Avoine vue depuis Candes-Saint-Martin.

Cette partie d'Indre-et-Loire est située en zone de sismicité faible de niveau 2, sur une échelle de 1 à 5. Les chroniques mentionnent toutefois une dizaine de séismes suffisamment importants pour avoir été consignés, dont l'un, le 6 octobre 1711, d'une magnitude de 7,5 et dû au jeu de la faille de Loudun,, cause d'importants dommages à la collégiale de Candes ; le dernier séisme ressenti dans le Chinonais a lieu le 2 mai 2016 (magnitude de 4,2). Les communes limitrophes de Candes-Saint-Martin au sud sont par ailleurs classées en zone de sismicité modérée (niveau 3).

#### Risque nucléaire
Candes-Saint-Martin est l'une des 23 communes d'Indre-et-Loire concernées en 2015 par le plan particulier d'intervention (PPI) de la centrale nucléaire d'Avoine mis en place dans un rayon de 10 km autour de la centrale et qui prévoit, en cas de crise et sous la responsabilité de la préfecture, une mise à l'abri ou une évacuation totale ou partielle de la population, des restrictions sur la consommation des produits frais de production locale ; des pastilles d'iodure de potassium sont par ailleurs distribuées de manière préventive aux habitants concernés afin qu'ils puissent les absorber en cas d'accident nucléaire.

## Toponymie, hydronymie et odonymie
| Formes successives attestées de la dénomination du vicus, de la châtellenie puis de la paroisse, : - Condacensis dioecesis (var. : vicus) : début du Ve siècle, Sulpice Sévère, Vita sancti Martini ; - Condatensis vicus : fin du VIe siècle, Grégoire de Tours, Decem libros historiarum ; - Candam : 1198, cartulaire de l'archevêché de Tours ; - Parochia Candati : 1290, Liber Jurament de l'archevêché de Tours ; - Ecclesia S. Martini de Canda : 1334, Testament de Guillaume de Sainte-Maure ; - Saint-Martin de Cande : 1479, titres de la collégiale Saint-Martin de Tours ; - Candes : 1760-1765, Carte de Cassini ; - Candes-Saint-Martin, décret du 2 décembre 1949. |

Sulpice Sévère, au début du Ve siècle, est le premier à citer Condacensis dioecesis et Condacensis vicus dans la Vita sancti Martini. Grégoire de Tours reprend le terme de Condatensis vicus dans Decem libros historiarum (Histoire des Francs), œuvre écrite dans le dernier quart du VIe siècle. Un cartulaire de l'archevêché de Tours de 1198 indique Candam. Le nom de Martin apparaît pour la première fois en 1334 dans le testament de Guillaume de Sainte-Maure pour désigner l'église (Ecclesia S. Martini de Canda).

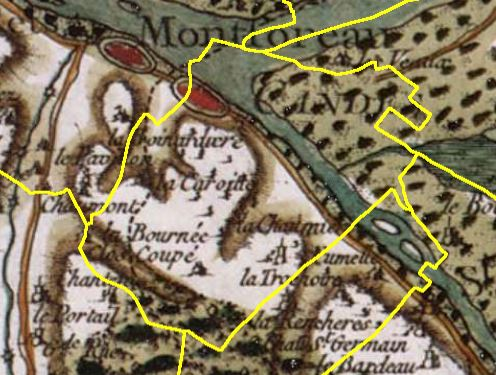
Candes-Saint-Martin sur la carte de Cassini. Les limites communales figurent en jaune.

La carte de Cassini (1760-1765 pour la feuille no 66 de Saumur-Richelieu) et le cadastre napoléonien de 1837 portent le nom de Candes. Un décret du 2 décembre 1949 donne à la commune son nom actuel de Candes-Saint-Martin. Candes [Saint-Martin] est l'un des nombreux toponymes formés à partir de la racine latine d'origine gauloise Condate, qui signale la confluence de deux cours d'eau (ici la Loire et la Vienne),.
Dès le IIe siècle av. J.-C., la Loire est mentionnée par l'historien grec Polybe sous le nom de Leigèr, qui devient Liger dans la Guerre des Gaules de Jules César ; l'étymologie de ce nom ne semble pas assurée. La Vienne n'apparaît qu'au VIe siècle dans les écrits de Venance Fortunat (Vigenna) ou de Grégoire de Tours (Vingenna) ; là encore, aucune explication sur l'origine de cet hydronyme ne fait l'unanimité chez les toponymistes. Au sud-est du territoire se trouve la « vallon des Rouères ». Dans le vocabulaire tourangeau, une rouère (ou rouâre) est un cours d'eau, généralement temporaire, qui collecte des eaux de ruissellement ; ce nom commun devient parfois un toponyme ou un hydronyme.
Les lieux-dits et hameaux de Candes-Saint-Martin sont peu nombreux ; parmi ceux-ci, la Bournée pourrait tirer son nom de sa proximité avec une borne marquant la limite de l'ancien diocèse (borne des Trois-Évêchés). Dans le village lui-même, la rue du Bac, la rue des Mariniers, la rue des Pêcheurs ou la rue du Port rappellent l'importance qu'a tenue la batellerie dans l'économie candaise jusqu'au milieu du XIXe siècle. D'autres odonymes, comme le chemin du Tire-Jarret, témoignent de l'escarpement du coteau au flanc duquel la ville est bâtie. Quant à la route de Compostelle  (rue principale de Candes-Saint-Martin), elle évoque l'ancien statut d'étape de pèlerinage du village.

## Histoire

### Probable site pré- ou protohistorique
Les indices archéologiques permettant à ce jour d'attester d'une occupation humaine sur le site de Candes-Saint-Martin avant l'époque gallo-romaine sont rares : quelques silex et des meules néolithiques ainsi qu'un fragment de céramique de l'âge du fer. La rive droite de la Vienne, au niveau du bec de Vienne, est plus riche en vestiges du Néolithique (outils en silex) ou de l'âge du bronze (tessons de poteries, pointes de flèches en bronze). Ces vestiges ne se rencontrent cependant pas dans la zone de confluence de Candes-Saint-Martin, mais un peu plus en amont, sur la commune de Savigny-en-Véron. Il est possible que cette particularité soit due à ce que ces vestiges (tous découverts lors de prospections de surface) aient été, plus près du confluent, recouverts par des alluvions récentes.
Il est pourtant envisageable que le site, situé au carrefour des territoires des Andécaves, des Pictons et des Turons, comme en témoigne la survivance du toponyme Borne-des-Trois-Évêchés (A) qui matérialise une disposition géographique voire politique bien antérieure à l'ère chrétienne, ait été occupé dès la période laténienne au moins,. Ce point, probablement identifié à l'origine par un cippe en pierre déplacé, détruit ou remployé à une époque inconnue, matérialise la rencontre du territoire de trois communes : Candes-Saint-Martin (diocèse de Tours), Montsoreau (diocèse d'Angers) et Fontevraud-l'Abbaye (diocèse de Poitiers, maison-mère de l’ordre de Fontevraud jusqu'à la Révolution),. Ces limites diocésaines sont souvent héritées des frontières des territoires des peuples gaulois et des civitates gallo-romaines.

### Agglomération antique et paroisse martinienne

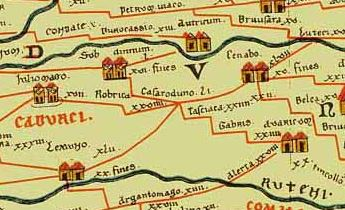
Extrait de la table de Peutinger mentionnant Robrica.

Les textes anciens et les découvertes archéologiques montrent la présence sur le site de Candes-Saint-Martin d'une agglomération secondaire importante dès le début de l'Antiquité, mais dont les contours et l'organisation apparaissent difficiles à définir car elle est fort probablement enfouie sous la ville moderne et, plus à l'ouest, sous une partie du parc du château. L'hypothèse d'une agglomération s'étendant dès le courant du Haut-Empire le long de la Vienne depuis le parc de l'actuel château à l'ouest (pôle cultuel) jusqu'au récent parking à l'est (activités commerciales) est cependant posée.
Jean-Paul Lecompte suggère que Candes-Saint-Martin pourrait être Robrica — pour Romanorum briga, « la hauteur des Romains » —, station mentionnée sur la table de Peutinger entre Caesarodunum (Tours) et Juliomagus (Angers), jamais formellement identifiée, et pour laquelle de nombreuses hypothèses ont déjà été émises.

#### Vestiges archéologiques

Vestiges connus de Candes-Saint-Martin antique.
Traits verts : voies antiques attestées ou supposées.

Des fouilles réalisées en 1858 dans le parc du château (B) aboutissent à la découverte d'importantes structures antiques, des murs, des décors sculptés ainsi qu'une urne. Des observations complémentaires ont lieu jusqu'en 2005. S'il semble avéré que le site a été occupé dès la période augustéenne et jusqu'à la fin du haut Moyen Âge, les interprétations divergent quant à la fonction de ces bâtiments. Pour Charles de Grandmaison (1858), il s'agit d'un temple de style romain, peut-être celui que Martin détruisit au IVe siècle ; Gustave de Cougny (1867) y voit les vestiges d'une villa ; pour Jean-Paul Lecompte, auteur des observations les plus récentes (2002-2005), ce serait un ensemble cultuel monumental ou un forum.
L'aménagement d'un parking à l'est du bourg en 1999, au pied du coteau (C), a mis au jour des structures et du mobilier antiques (murs, monnaies, fragments de céramique, meule) mais les vestiges ont été détruits sans étude approfondie. Il est cependant possible qu'il se soit agi d'entrepôts en lien avec les activités commerciales de l'agglomération antique et l'aménagement de la berge située à proximité.
En 1996 puis en 1998, des pieux ont été vus dans le lit de la Vienne et perpendiculairement au cours de la rivière, au niveau de son confluent (D). Il semble qu'il y ait eu presque au même emplacement deux ponts de bois successifs, l'un construit de manière assez sommaire en 14 av. J.-C. (datation attestée par dendrochronologie), l'autre, de confection plus soignée, daté de la seconde décennie de notre ère au plus tôt,. D'autres pieux ont été découverts dans le prolongement du premier pont sur la Vienne, mais dans le lit actuel de la Loire cette fois. Un lien avec les premiers ouvrages n'est pas avéré mais la présence, comme pour le pont le plus ancien, de blocs de calcaire identiques ayant pu supporter des culées, suggère qu'il peut s'agir des deux extrémités d'un seul et même pont.

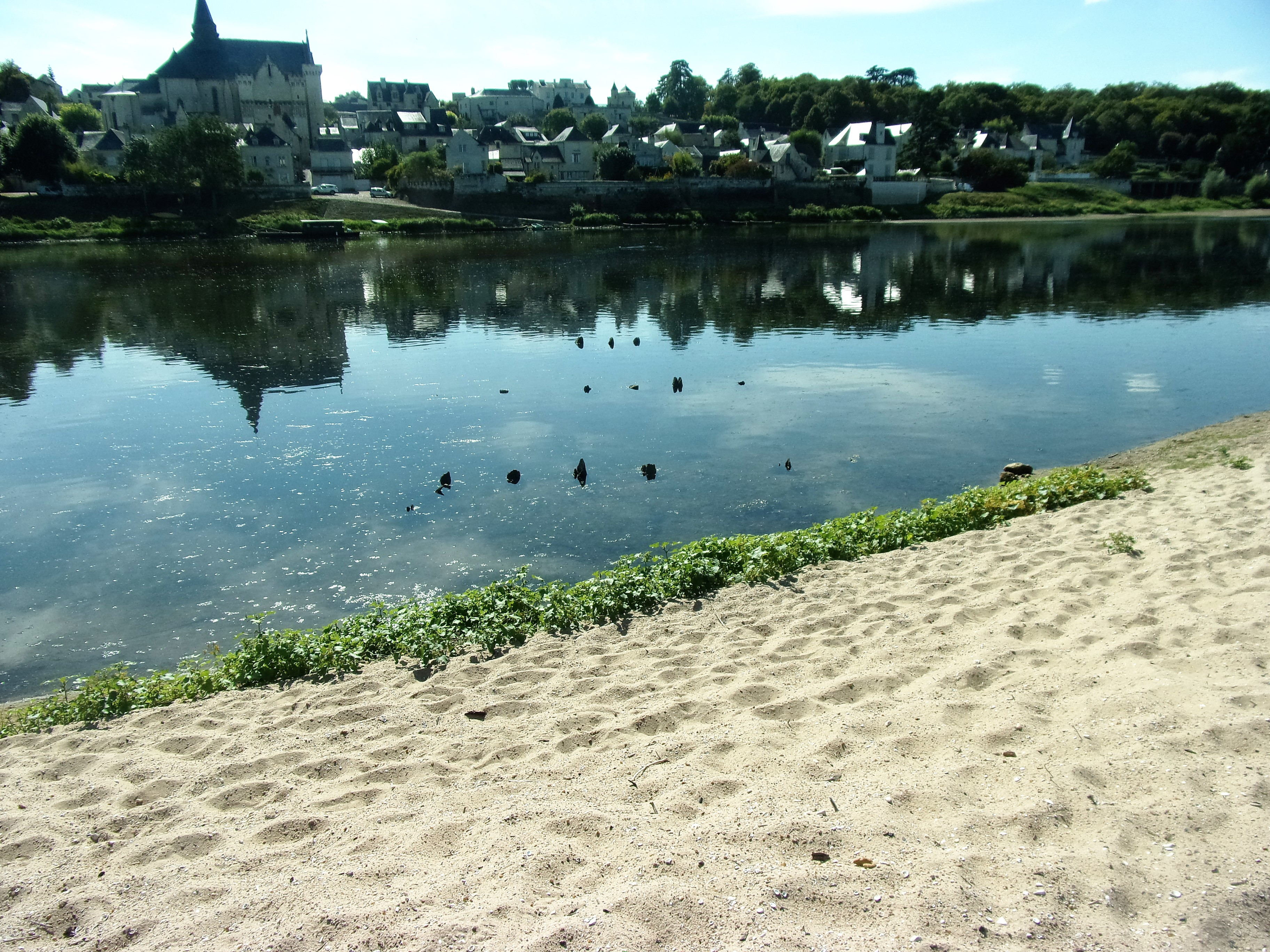
Vestiges du second pont antique.

Toujours dans le lit de la Vienne, mais parallèlement à son cours et le long de sa rive gauche, en amont des ponts antiques (E), des alignements de pieux équarris à l'herminette sont interprétés comme les vestiges d'un ponton ou d'un quai construit au début de notre ère. Le sol est remblayé avec des matériaux comprenant entre autres de nombreux fragments de poteries antiques et de tegulae,,.
Les indices permettant de reconstituer le réseau viaire de Candes-Saint-Martin (lignes vertes sur la carte Vestiges connus de Candes-Saint-Martin antique) sont ténus. Il est toutefois probable que l'agglomération était desservie par une voie longeant la rive gauche de la Vienne par Tavant et sa nécropole puis de la Loire de Chinon à Angers, — c'est non loin de cette voie qu'un balneum a été mis en évidence (F) — ; celle-ci a pu être doublée sur la rive droite jusqu'au bec de Vienne par deux autres voies se raccordant, en suivant la Vienne d'une part et la Loire d'autre part, au grand itinéraire qui au sud de Tours se dirige vers Poitiers ; un dernier chemin, venant de Loudun par Fontevraud-l'Abbaye, aurait abouti aux ponts antiques de Candes.

#### Sources hagiographiques

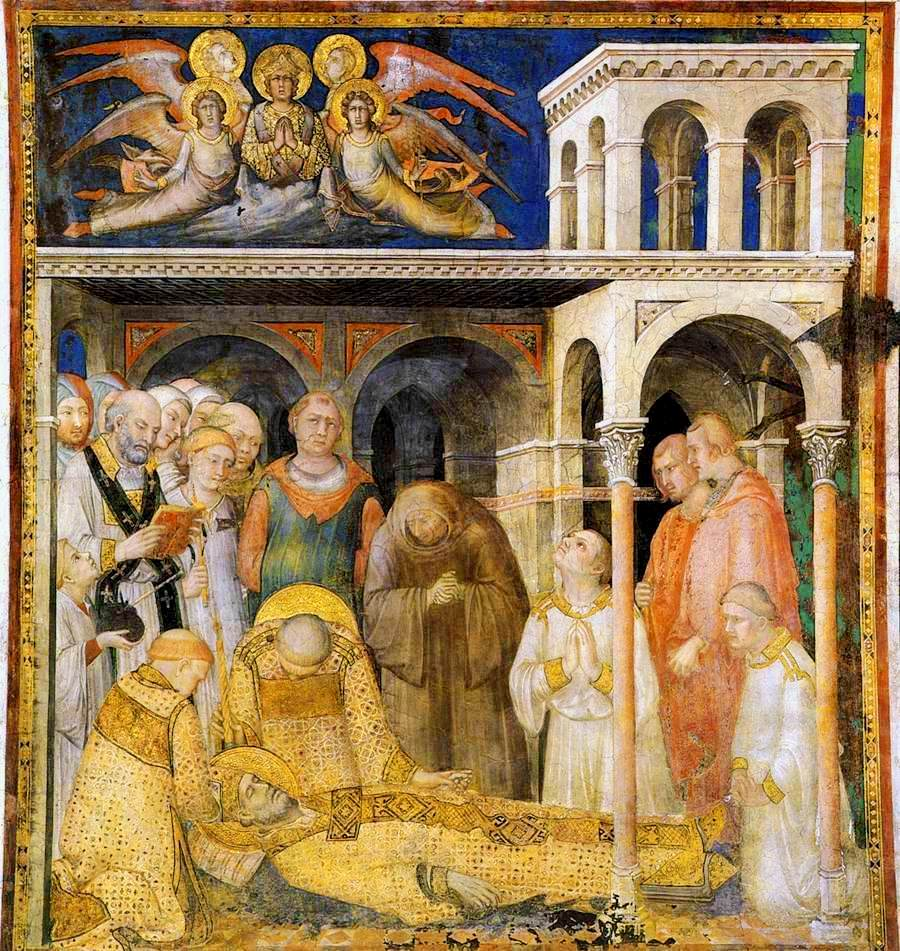
La mort de saint Martin. Fresque de la crypte de la chapelle Saint-Martin à Assise, v. 1325.

Candes est, selon Grégoire de Tours, l'une des paroisses fondées par saint Martin, et Sulpice Sévère mentionne ce lieu à plusieurs reprises. Le terme de vicus employé par Sulpice Sévère semble indiquer qu'à cette époque une population sédentaire assez importante a été présente sur le site, ce qui, joint à un emplacement symbolique aux frontières du diocèse, explique également l'intérêt qu'avait Martin à évangéliser cette population,. L'époque précise à laquelle Martin fonde la paroisse de Candes n'est pas connue, peut-être vers 387, en même temps qu'il détruit un temple païen à proximité, ; selon une tradition, les premiers religieux qui s'installent dans le nouveau prieuré sont venus de Ligugé, à la demande de Martin, mais il est également possible qu'ils soient issus de Marmoutier. Une église, dédiée à saint Maurice et qui a pu renfermer des reliques de ce saint ou d'autres martyrs de la légion thébaine, est également construite. Son emplacement précis n'est pas certifié, probablement pas celui de la collégiale mais un peu plus au sud.
Au mois d'octobre 397, Martin vient à Candes régler un différend, d'une nature non précisée, entre des religieux,. Il a alors 81 ans environ, est très fatigué et sait que ce voyage peut lui être fatal. Sur place, il arrive à ramener la paix mais il est tellement affaibli que son retour n'est pas envisageable. Finalement, il décède le 8 novembre 397, dans un bâtiment à l'emplacement duquel sera peut-être ultérieurement construite une chapelle de l'église collégiale de Candes, . La mort de Martin est narrée par Sulpice Sévère dans une lettre à sa belle-mère Bassula,. Par contre, c'est Grégoire de Tours qui, deux siècles plus tard, raconte de manière détaillée le déroulement des heures et des jours qui suivent, « l'enlèvement » du corps de Martin par les Tourangeaux, le retour en barque sur la Loire vers Tours, l'été de la Saint-Martin puis les obsèques de l'évêque le 11 novembre 397, des scènes que n'évoque pas Sulpice Sévère.

### Pèlerinage médiéval et ville close
Certains des sites attribués à l'époque antique restent utilisés, mais sous une autre forme, au haut Moyen Âge. À ce titre, au sein d'un même emplacement, l'expertise archéologique confirme l'élévation de sarcophages mérovingiens, faisant suite à un balneum. D'autre part, des investigations de terrain effectuées sur un autre site ont également matérialisé l'existence de silos et d'aires de stockage accompagnées de tessons de poteries. L'ensemble de ces occurrences sont assignées pour le début du Moyen Âge. En cet endroit, les analyses du sous-sol confirment que les éléments médiévaux ont succédé à un étage archéologique constitué de poteries et de dolia du Haut-Empire. Le maintien d'une agglomération active, dont les contours semblent peu différents de la ville antique pour autant que les vestiges permettent de le définir, paraît assuré ; le stockage (et peut-être le séchage préalable) des grains en témoigne, comme la présence des sarcophages. Au cours du haut Moyen Âge, l'activité économique de la cité candaise se spécialise également dans le secteur artisanal de la céramique « peinte en bande ». De nombreux éléments céramologiques de ce type, découverts sous forme de tessons, ont été recueillis à Candes-Saint-Martin. La présence de ces artéfacts, au sein du site chinonais et plus en amont, tend à concrétiser l'existence d'une zone de production de céramique dans la basse vallée de la Vienne, de Châtellerault à Candes, sans qu'il soit possible d'affirmer que l'un des ateliers était situé à Candes.
Bien que les Normands remontent la Loire à plusieurs reprises dans la seconde moitié du IXe siècle et qu'ils se livrent à des pillages dans des villes ou des abbayes à proximité du fleuve, ce qui est attesté par de nombreux textes,, aucune source ne semble mentionner qu'ils s'en soient pris à Candes.

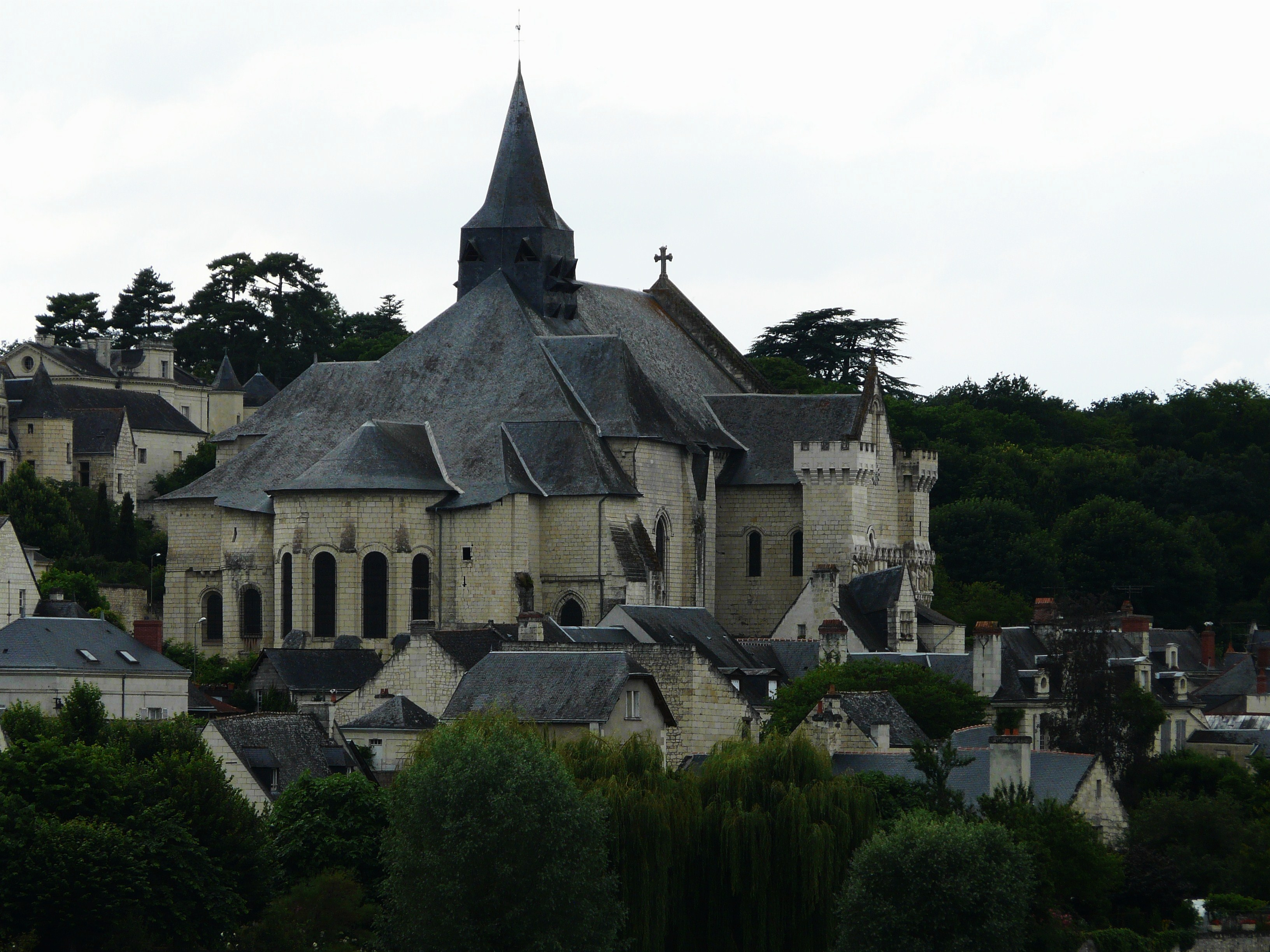
La collégiale Saint-Martin.

Candes au XIIIe siècle, sur fond de voirie moderne.

Après la mort de Martin, Candes devient vite un lieu où les pèlerins viennent se recueillir dans la cellule où il est mort, après avoir prié sur son tombeau à Tours; à partir du second millénaire, ils poursuivent parfois leur voyage vers Saint-Jacques-de-Compostelle. De nombreuses personnalités font le voyage à Candes, comme sainte Geneviève, les reines Clotilde et Radegonde, ou le roi Charles le Chauve qui inaugure ainsi une longue tradition chez les souverains français. Candes est également, vers le milieu du XIIIe siècle, un lieu de résidence régulier des archevêques de Tours pendant la période estivale. Une église est mentionnée à proximité de la cellule de Martin à partir du milieu du IXe siècle — nouvel édifice ou église martinienne remaniée —, elle possède son propre collège de chanoines dont la présence est attestée par des mentions dans le cartulaire de l'abbaye de Bourgueil en 1053 et 1070. En 1175, l'ancienne église tombe en ruines et il est décidé de bâtir un vaste édifice en forme de croix latine qui englobe aussi l'ancienne cellule du saint ; c'est aussi à cette époque que la basilique Saint-Martin de Tours est remaniée, à l'apogée du culte de saint Martin en Touraine. Le chœur et le transept sont construits à la fin du XIIe siècle, la nef dans la première moitié du XIIIe siècle alors que débutent les grands chantiers gothiques de la cathédrale Saint-Gatien de Tours et de l'église abbatiale de Marmoutier. De manière inexpliquée mais peut-être pour des raisons financières, les travaux semblent brutalement interrompus vers 1250, le décor du porche restant inachevé (statues à l'état de blocs équarris, clés de voûte brutes).
Au XIIIe siècle, la ville est close de murailles doublées, excepté sur le front de Vienne, par des fossés secs dont la rue de la Douve, la rue des Perrières (anciennement rue des Douves) et le sentier des Cavaliers reprennent le tracé ; quatre portes principales permettent d'y accéder, une à l'est (porte de Saint-Germain), une autre à l'ouest (porte de Montsoreau) — elles sont probablement franchies par la rue qui subsiste au même emplacement depuis l'Antiquité, actuelle route de Compostelle —, une au sud (porte de Torché ou de la Garnison) sur le chemin de Fontevraud et une au sud-ouest près de la tour l'Enfant, plus spécialement affectée à l'usage des châtelains ; une aquarelle de 1699 suggère qu'un accès supplémentaire, sur le front de Vienne, a pu déboucher sur un port mais le fait n'est pas archéologiquement attesté. L'existence d'un pont de bois permettant de franchir le fossé au niveau de la porte de Torché est certaine. Plusieurs poternes complètent certainement le dispositif,. Un cimetière prend place hors-les-murs, au sud-ouest et un pont sur la Vienne semble être mentionné à la fin du XIVe siècle. Candes est en tout cas une ville importante qui dispose de sa propre juridiction présidée par un bailli et à laquelle sont accordés les droits de moyenne et basse justice ; le pouvoir ecclésiastique est exercé par un prévôt, une garnison est présente, de même qu'une capitainerie des gabelles.

### Résidence des évêques et séjour des rois

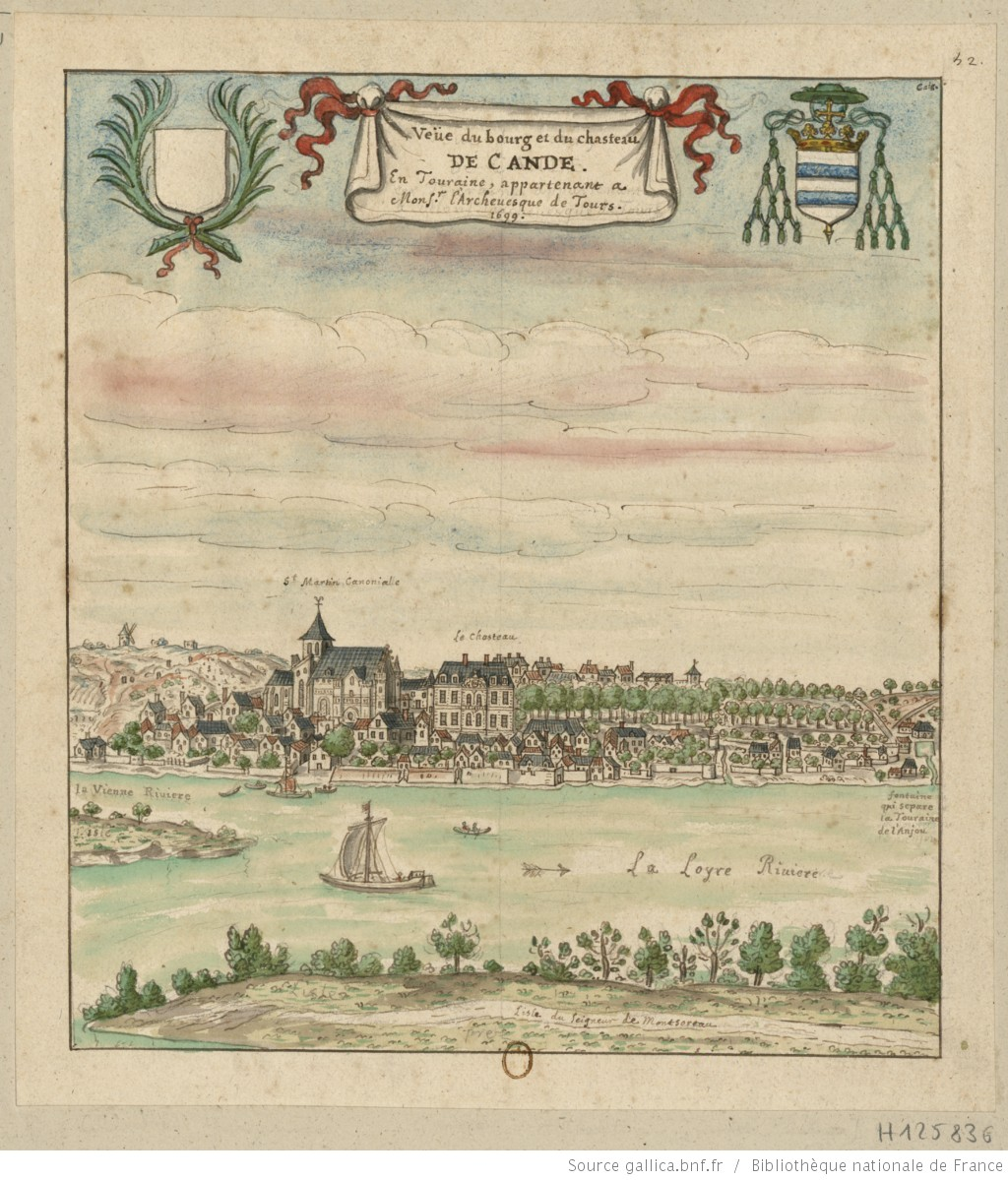
Vue de Candes au XVIIe siècle montrant le château.

Le premier château fort, proche de l'enceinte de la ville ou relié à elle, endommagé pendant la guerre de Cent Ans est réparé à la fin du XIVe siècle et au début du XVe siècle. Aucune source ne permet d'en restituer l'aspect ni de déterminer l'époque de sa construction. Il est démoli en 1485 par l'archevêque Robert de Lenoncourt qui le remplace par un château moins austère et plus conforme aux exigences en matière de confort. Cet édifice, dont la construction s'achève en 1525 sous l'épiscopat de Martin de Beaune, porte le nom de château Vieux ; il continue d'accueillir les archevêques et leurs invités. Au XVe siècle, le roi Louis XI effectue plusieurs voyages à Saint-Martin de Candes ; avant lui, Philippe Auguste et Charles VII avaient effectué le même voyage, mais les raisons de tous ces déplacements royaux ne sont pas connues. En décembre 1473, Louis XI confirme de nouveau sa protection royale sur Candes par ses lettres patentes rédigées au Plessis du Parc-lès-Tours.
Les guerres de religion causent d'importants dommages à Candes : en 1562, les troupes de Gabriel Ier de Montgommery incendient le chartrier de la collégiale ; cette destruction est à l'origine d'une connaissance très lacunaire de l'histoire antique et surtout médiévale de Candes, presque tous les documents désormais disponibles étant postérieurs à 1562. Ils détruisent également une effigie en cire de Louis XI, cadeau du roi, qui était conservée dans l'église. En 1568, l'église elle-même est pillée et nombre de statues décorant le porche décapitées, ces mutilations toujours visibles étant souvent, à tort, attribuées à l'époque révolutionnaire.
En 1682, Michel Amelot de Gournay, archevêque de Tours, entreprend la construction, à l'ouest du château Vieux qui n'est pas détruit pour autant, d'une nouvelle résidence épiscopale qu'il veut plus confortable. Ce château, démoli un peu plus d'un siècle plus tard, n'a pas laissé de vestiges architecturaux et ne semble figurer — mais la représentation de l'édifice n'est peut-être pas très fidèle — que sur une aquarelle de la collection Gaignières en 1699.

### Village de bateliers puis destination touristique

#### Révolution française

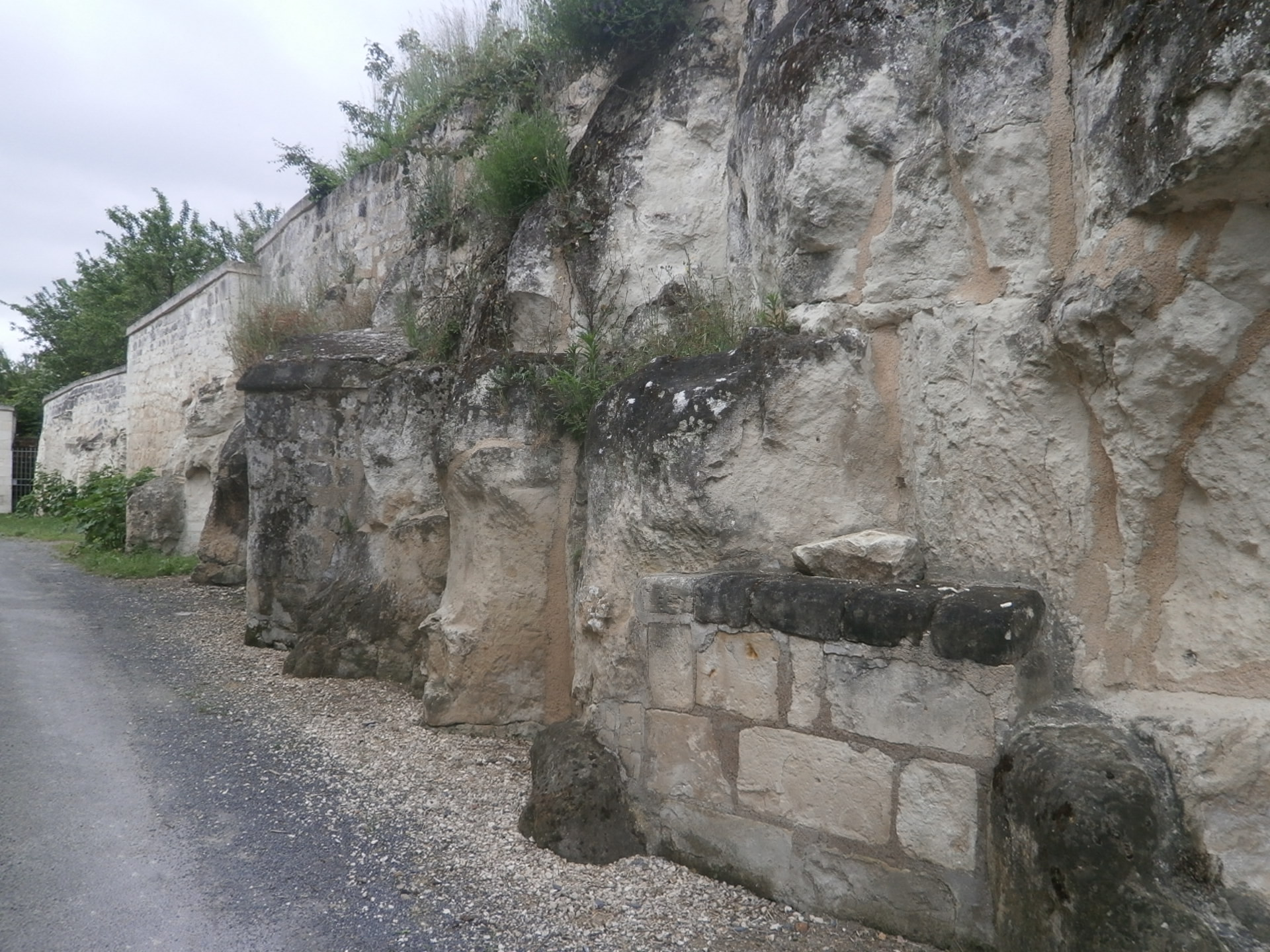
Vestiges de l'enceinte médiévale.

Dès 1779 et quatre ans seulement après sa nomination à la tête de l'archevêché de Tours, Mgr de Conzié demande au roi l'autorisation de vendre la résidence épiscopale du XVIIe siècle de Candes pour financer le réaménagement du parc de Grandmont qui vient d'être rattaché au domaine archiépiscopal ; c'est chose faite en 1781. Le nouvel acquéreur s'empresse de détruire le château pour le reconstruire en 1820 un peu plus au sud — la terrasse du nouveau château est construite à l'emplacement de l'ancien logis démoli — ; ce nouvel édifice, baptisé château Neuf, est désormais une résidence privée. La vieille enceinte médiévale, déjà partiellement ruinée et considérée comme un symbole de l'Ancien Régime, est abattue dès 1789 et seuls quelques vestiges (portions de courtine, tours) subsistent, au sud de Candes-Saint-Martin comme sur le front de Vienne.
En 1791, les biens du chapitre sont saisis, les religieux dispersés et l'église fermée au culte. À ce moment, les revenus des chanoines avoisinent les 20 000 livres par an. L'un des chanoines ayant refusé de prêter serment à la Constitution civile du clergé, il est arrêté le 30 novembre 1793 et rejoint un convoi de près de 700 prisonniers royalistes transférés de Saumur à Bourges entre le 2 et le 17 décembre de la même année. Candes se ressent de la proximité de l'Anjou, où les soutiens aux royalistes sont puissants ; en 1793, cinq habitants sont arrêtés pour avoir hissé le drapeau blanc en haut de l'église et abattu l'arbre de la liberté et, la même année, le maire et cinq conseillers municipaux sont suspendus pour « conspiration contre la république ». En 1798, le curé de Candes est dénoncé comme « ennemi des institutions républicaines ». L'église est finalement rouverte en 1802 mais les 35 chapelles qui existaient jusqu'alors, réparties sur l'ancien territoire paroissial, sont désaffectées.

#### Apogée de la batellerie auXIXesiècle

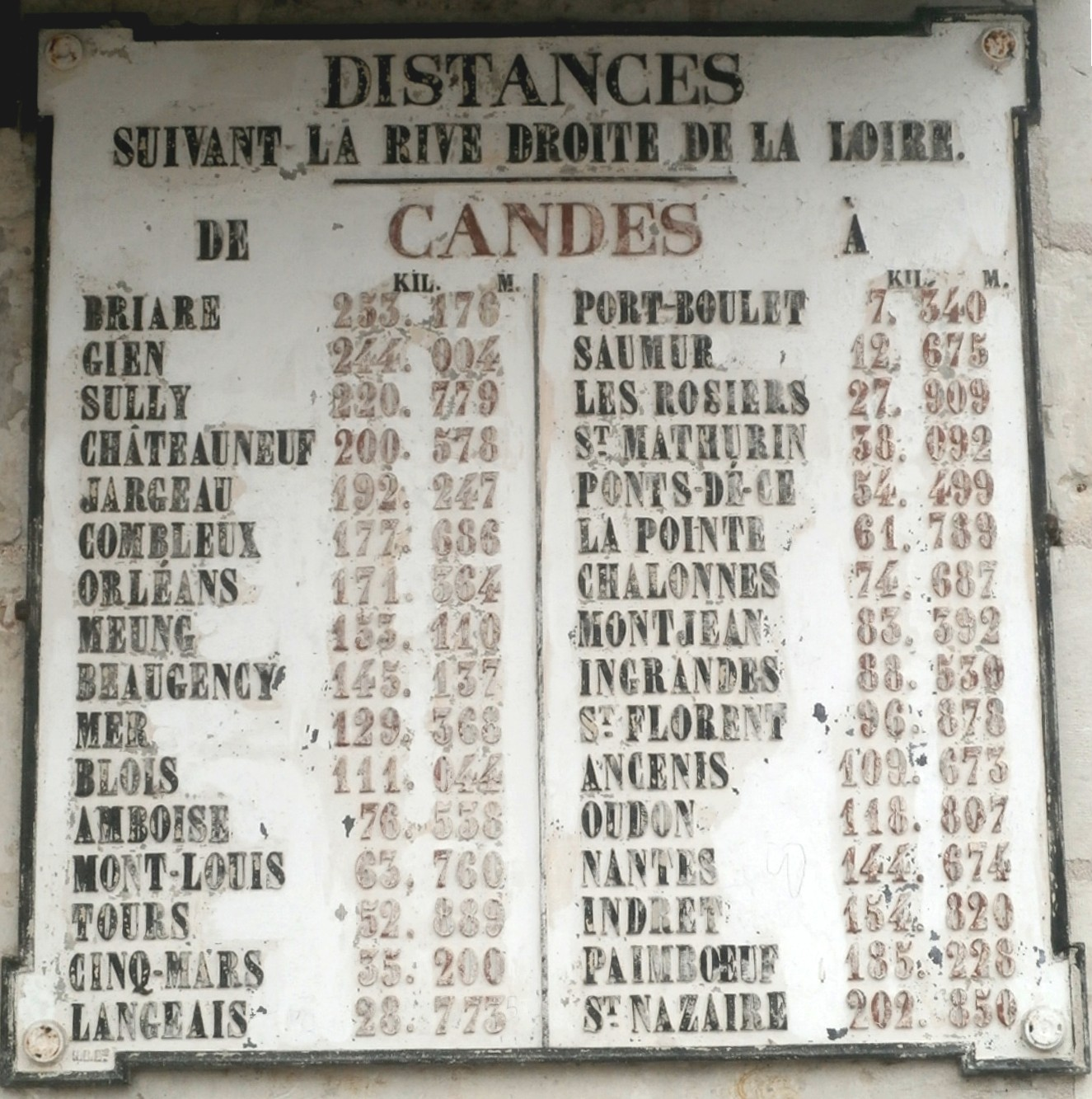
Plaque indicatrice de distances fluviales depuis Candes.

C'est encore une fois la position particulière de Candes-Saint-Martin, au confluent d'une Loire navigable sur une grande partie de son cours et d'une Vienne que les bateaux peuvent remonter jusqu'à Châtellerault, qui fait du village un port important de la navigation fluviale comme en témoigne une plaque scellée dans un mur de l'ancien port et qui indique les distances de navigation sur la Loire, .

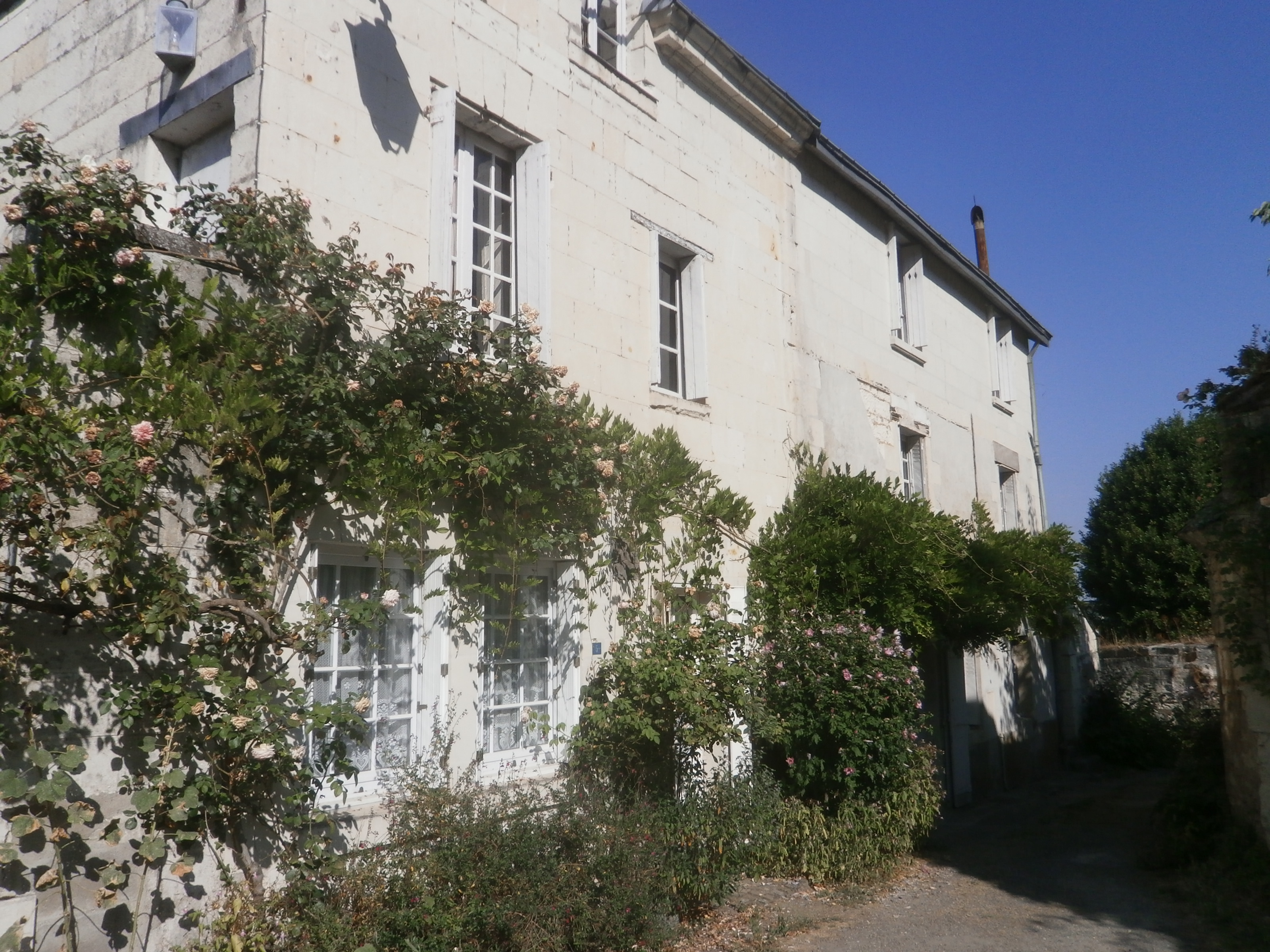
Demeure de Paul-Désiré Trouillebert.

Ce rôle, déjà attesté dans l'Antiquité, reste important tout au long de l'histoire du village et connaît son apogée après la Révolution : transitent par Candes les vins et les autres produits agricoles produits localement comme les poires tapées ou les pruneaux de Tours, la pierre de taille extraite des coteaux de la Loire ou l'ardoise angevine, le sel de Guérande et les poissons bretons, les céréales poitevines ; le transport fluvial des voyageurs est également actif. Les commerces liés à l'entretien et à la réparation des bateaux ainsi qu'au ravitaillement des mariniers de passage prospèrent aussi. L'avènement du chemin de fer, qui arrive à Tours depuis Paris en 1846, atteint Saumur en 1848 puis Nantes en 1851, ruine la batellerie de Loire ; les bateaux à vapeur disparaissent en 1863 et tout trafic commercial cesse sur cette portion de la Loire en 1913 avec un ultime chargement de tuffeau de Montsoreau à Chinon. Les bateliers candais, au lieu de transporter le vin de Touraine, se reconvertissent alors eux-mêmes dans sa production et arrivent à surmonter la crise du phylloxéra dans les dernières décennies du XIXe siècle ; d'autres activités, entièrement tributaires du transport fluvial comme l'exploitation des carrières de tuffeau cessent. La population de Candes, (750 habitants) sous Louis-Philippe, baisse alors dramatiquement (268 habitants en 1932). C'est, en contrepartie, également au XIXe siècle que l'intérêt pour le site de Candes se manifeste ; des artistes comme Paul-Désiré Trouillebert, Albert Robida ou les frères Adolphe et Émile Rouargue viennent dans le village pour le peindre ou le dessiner ; ils s'y installent même parfois.

#### Candes-Saint-Martin auxXXeetXXIesiècles

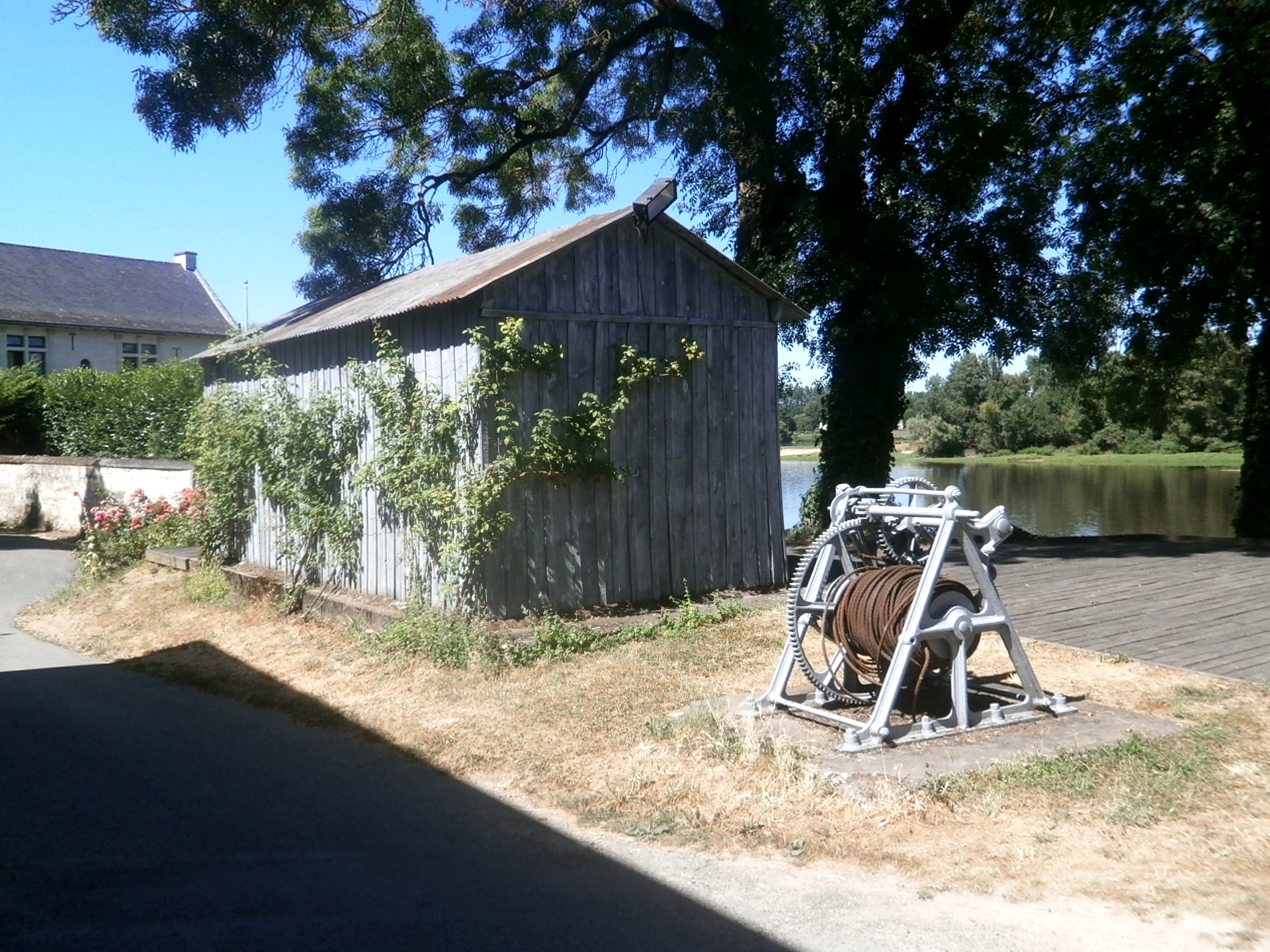
Treuil de l'ancien bac et cabane du passeur.

Les anciennes carrières de tuffeau sont, un temps, réutilisées comme caves pour la production de champignon de couche, mais cette activité s'éteint au XXe siècle tout comme la pêche en Loire, le dernier professionnel cessant son activité en 1975.
Les deux conflits mondiaux de 1914-1918 et 1939-1945 font respectivement dix et deux victimes dans la population masculine de Candes. Les 19 et 20 juin 1940, les Cadets de Saumur — plus de 600 élèves officiers de réserve de l'école de la Cavalerie et du Train de Saumur sous les ordres du colonel Charles Michon — participent à la défense de la Loire face à l'avancée de l'armée allemande, l'un de leurs postes étant installé sur les hauteurs de Candes ; des éléments du 6e régiment de cuirassiers interviennent également, depuis Candes, dans la défense des ponts sur la Loire sur ce secteur.
L'époque à laquelle un bac est utilisé pour la première fois pour traverser la Vienne à Candes n'est pas connue, mais cette pratique date au moins de la fin du XIIe siècle. À partir du XIXe siècle, plusieurs systèmes de bacs de succèdent mais, en 1966, alors que la décision de construire un pont est déjà prise car le trafic croissant l'impose, le bac de Candes, à bout de souffle, doit être retiré du service sans attendre l'ouverture du pont qui n'intervient que trois ans plus tard, marquant un tournant dans le réseau des voies de communication candaises.

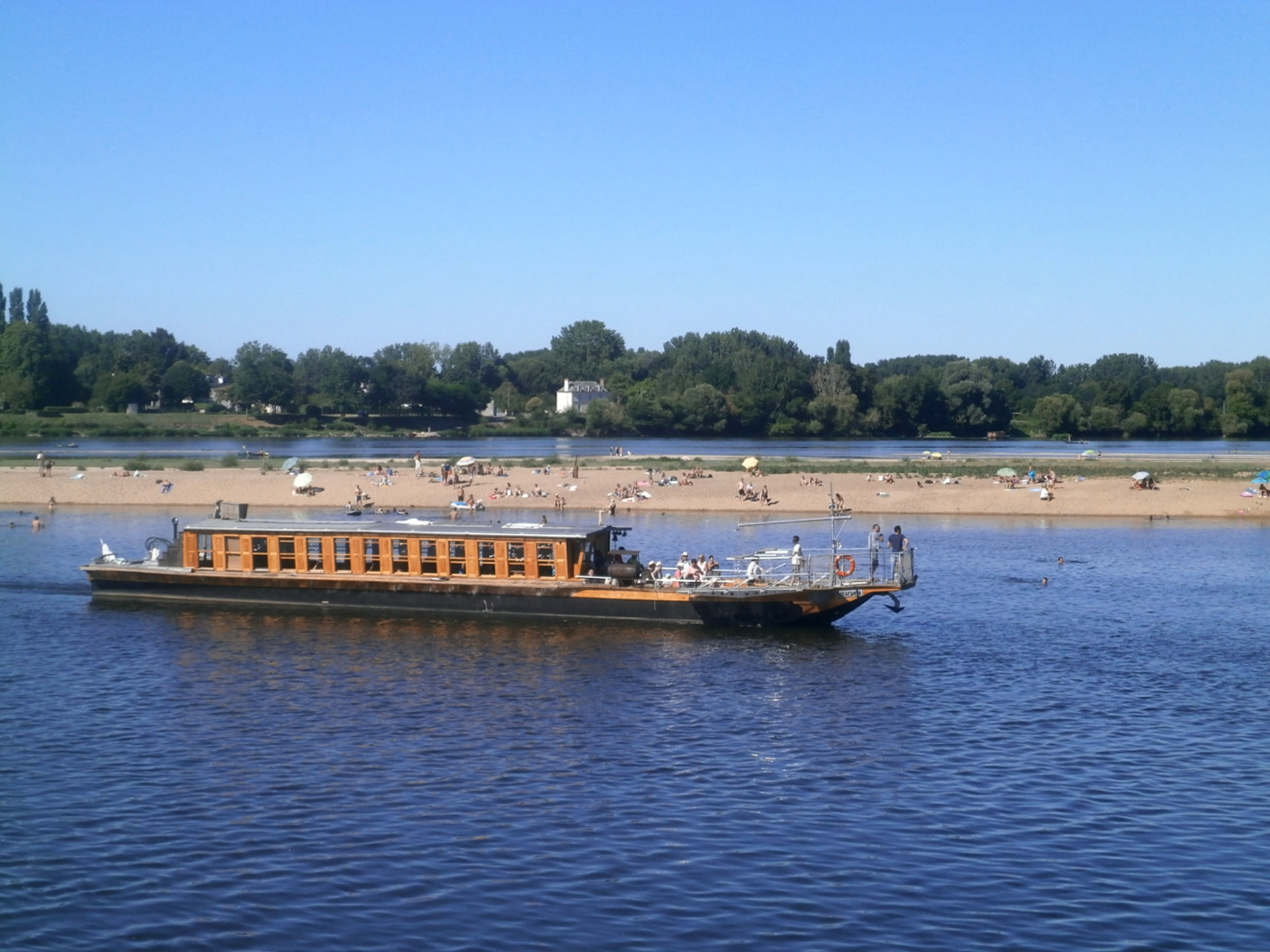
Activités de loisirs à Candes-Saint-Martin.

Depuis 1959, l'église de Candes ne possède plus de desservant attitré. Un prêtre officie pour l'ensemble des communes de la paroisse Sainte-Jeanne-d'Arc dont fait partie la commune. Sur place toutefois, des séminaristes et des prêtres de la communauté Saint-Martin participent à la liturgie.
Aux XXe et XXIe siècles, Candes-Saint-Martin cherche à promouvoir son image historique, liée à saint Martin, et patrimoniale auprès du grand public, afin de développer les activités liées au tourisme. C'est ainsi que la commune choisit en 1949 de se rebaptiser « Candes-Saint-Martin », décision entérinée par décret du 2 décembre 1949. Ceci se traduit également par l'adhésion du village à l'association des Plus Beaux Villages de France, comme 153 autres communes françaises, ainsi que par la participation de la commune à l'édition 2016 de l'émission de télévision française Le Village préféré des Français sur France 2, aux côtés de douze autres villages français, Candes-Saint-Martin représentant la région Centre-Val de Loire. Le risque d'un village réduit à l'état de musée, au détriment de la vie locale, est pourtant évoqué.
Quelques dates de l'histoire de Candes-Saint-Martin.
■ Quelques dates de l'histoire de France et de la Touraine
■ Histoire politique et religieuse de Candes-Saint-Martin ■ Histoire architecturale de Candes-Saint-Martin

## Politique et administration

### Rattachements administratifs et électoraux
Candes-Saint-Martin est située dans l'arrondissement de Chinon du département d'Indre-et-Loire.
Lors du recensement de 1793, la commune de Candes apparaît rattachée au canton de Candes qui dépend du district de Chinon jusqu'en 1795, date de suppression des districts. Lorsque ce canton est supprimé par la loi du 8 pluviôse an IX (28 janvier 1801)  portant sur la « réduction du nombre de justices de paix », la commune est rattachée au canton de Chinon dépendant de l'arrondissement de Chinon. Elle prend le nom de Candes-Saint-Martin en 1949. Dans le cadre du redécoupage cantonal de 2014 en France, ce canton s'étend, passant de 15 à 27 communes.
Pour l'élection des députés, la commune fait partie de la 4e circonscription d'Indre-et-Loire.
Jusqu'à la fin 2009, Candes-Saint-Martin se trouvait dans la juridiction du tribunal d'instance de Chinon. La réforme de la carte judiciaire mise en place le 1er janvier 2010 a supprimé cette structure et depuis lors, le tribunal d'instance de Tours est compétent pour l'ensemble du département. Ainsi, Candes-Saint-Martin relève donc en 2016 : du tribunal d'instance, du tribunal de grande instance, du tribunal pour enfants, du conseil de prud'hommes et du tribunal de commerce de Tours ; de la cour d'assises d'Indre-et-Loire, également à Tours ; du tribunal paritaire des baux ruraux de Saumur ; de la cour d'appel et du tribunal administratif d'Orléans ; de la cour administrative d'appel de Nantes.

### Intercommunalité
Candes-Saint-Martin faisait partie de la communauté de communes de la Rive gauche de la Vienne (CCRGV), intercommunalité créée le 26 novembre 1993 qui regroupait environ 3 000 habitants.
L'article 35 de la loi no 2010-1563 du 16 décembre 2010 « de réforme des collectivités territoriales » prévoit d'achever et de rationaliser le dispositif intercommunal en France, et notamment d'intégrer la quasi-totalité des communes françaises dans des EPCI à fiscalité propre, dont la population soit normalement supérieure à 5 000 habitants.
Dans ce cadre, la CCRGV et deux autres intercommunalités ont fusionné, formant le 1er janvier 2014 la communauté de communes Chinon Vienne et Loire (CC CVL), dont la commune est désormais membre, et qui exerce ses compétences dans les domaines du développement culturel, économique, social, sportif et touristique de son territoire, de la scolarité, de l'enfance et de la jeunesse, du logement, de l'environnement et du transport ainsi que de la voirie.
Comme toutes les communes d'Indre-et-Loire, Tours exceptée, Candes-Saint-Martin est adhérente, aux termes de l'arrêté préfectoral en date du 23 avril 2008 du syndicat intercommunal d'énergie d'Indre-et-Loire (SIEIL). Cette structure contrôle et coordonne l'ensemble des concessionnaires opérant en Indre-et-Loire dans le domaine de la distribution de gaz et d'électricité ; elle intervient également sur le renforcement des réseaux de distribution d'électricité.
Candes-Saint-Martin fait également partie de plusieurs syndicats mixtes intercommunaux, directement ou par l'intermédiaire de la CC CVL : syndicat mixte d'adduction d'eau potable (SMAEP) de Montsoreau Candes (gestion des ressources en eau potable), syndicat mixte de collecte et de traitement des ordures ménagères (SMICTOM) du Chinonais (collecte et traitement des ordures ménagères),, mais également SI Cavités 37 (recensement et suivi des cavités naturelles ou artificielles et des risques qu'elles entraînent), SATESE 37 (gestion des installations d'assainissement individuel) et Syndicat mixte de gestion du parc naturel régional Loire Anjou Touraine.

### Tendances politiques et résultats
Si, depuis quinze ans, les électeurs candais montrent leur préférence pour le candidat de la droite lors des scrutins législatifs, leur comportement est beaucoup plus variable dans les autres élections sur la même période.
Élection présidentielle de 2017
En 2017, au deuxième tour des élections présidentielles, Emmanuel Macron (En marche !), élu, a obtenu 64,62 % des voix et Marine Le Pen (FN), 35,38 %. Le taux de participation s'est élevé à 79,38 %.
Élection municipale de 2014
Le nombre d'habitants au recensement de 2010 étant compris entre 100 et 500, le nombre de membres du conseil municipal pour l'élection de 2014 est de 11.
Lors des élections municipales de 2014, les 11 conseillers municipaux ont été élus dès le premier tour ; le taux de participation était de 83,33 %. Stephan Pinaud représente la commune au sein du conseil communautaire de la communauté de communes Chinon Vienne et Loire.

### Liste des maires
| Période      | Période       | Identité              | Étiquette | Qualité                                                     |
| ------------ | ------------- | --------------------- | --------- | ----------------------------------------------------------- |
| 1944         | 1947          | Baptiste Beaudouin    |           |                                                             |
| 1947         | 1959          | Simonne Denis         |           |                                                             |
| 1959         | 1965          | Fernand Legrand       |           |                                                             |
| 1965         | 1971          | Robert Gautier        |           |                                                             |
| 1971         | juin 1995     | Yvan Richard-Lacapère |           |                                                             |
| juin 1995    | mars 2008     | Michel Dauge          |           | Médecin                                                     |
| mars 2008    | décembre 2012 | Lise Couëdy-Gruet     |           | Professeur documentaliste                                   |
| janvier 2013 | En cours      | Stéphan Pinaud        | DVG       | Cadre Industrie aéronautique Réélu pour le mandat 2020-2026 |

### Politique de développement durable
La commune a engagé une politique de développement durable en lançant une démarche d'Agenda 21 en 2009.

#### Eau potable et assainissement collectif
Le SMAEP de Montsoreau Candes a mis en place une délégation de service public avec la compagnie Veolia Eau pour les six communes d'Indre-et-Loire et de Maine-et-Loire (4 546 habitants en 2014) qui le composent. Deux forages sur la commune de Montsoreau, profonds respectivement de 6 et 38 m et exploitant la nappe captive à la limite entre les couches géologiques du Sénonien et du Turonien, assurent l'approvisionnement en eau potable de l'ensemble des abonnés.
Depuis le mois de juin 2014, et après des travaux d'extension du réseau communal de collecte, les eaux usées issues de Candes-Saint-Martin sont prises en charge par la station d'épuration de Turquant, d'une capacité de 8 000 EH (équivalent-habitant) à boues activées, avec rejet des eaux épurées en Loire.

#### Traitement des déchets
Le SMICTOM du Chinonais se charge de la collecte des déchets et assure leur traitement. Déchets ménagers, recyclables ou non, sont collectés en porte-à-porte de manière hebdomadaire. Les autres déchets font l'objet d'un apport volontaire en conteneurs dans la commune ou en déchèterie sur la commune de Chinon.

### Finances locales
Le tableau ci-dessous présente l'évolution de la capacité d'autofinancement, un des indicateurs des finances locales de Candes-Saint-Martin, sur une période de onze ans :
|                      | 2005 | 2006 | 2007 | 2008 | 2009 | 2010 | 2011 | 2012 | 2013 | 2014 | 2015 |
| -------------------- | ---- | ---- | ---- | ---- | ---- | ---- | ---- | ---- | ---- | ---- | ---- |
| Candes-Saint-Martin  | 74   | 155  | -13  | 106  | 117  | 134  | 225  | 258  | 238  | 145  | 170  |
| Moyenne de la strate | 180  | 209  | 224  | 215  | 209  | 203  | 240  | 252  | 239  | 201  | 191  |

| ■ CAF de Candes-Saint-Martin ■ CAF moyenne de la strate Ordonnées du graphique : valeurs de la CAF exprimées en €/habitant. |

Au cours des onze dernières années, la capacité d'autofinancement de la commune est toujours inférieure ou très proche de la valeur moyenne de la strate ; elle est même légèrement négative en 2012. Le « résultat comptable », très variable selon les années, est le plus souvent inférieur à celui de la strate, étant même négatif en 2007. Le fonds de roulement , toujours positif, fluctue de manière importante autour de la moyenne de la strate.

## Population et société

### Démographie
Les habitants de Candes-Saint-Martin sont les Candais.
Les registres paroissiaux expriment, avant la Révolution française, les populations en nombre de feux. Pour la paroisse de Candes, la population est de 89 feux en 1687 et de 101 feux en 1789, dernière année où cette méthode de recensement est utilisée.

#### Évolution démographique
L'évolution du nombre d'habitants est connue à travers les recensements de la population effectués dans la commune depuis 1793. Pour les communes de moins de 10 000 habitants, une enquête de recensement portant sur toute la population est réalisée tous les cinq ans, les populations de référence des années intermédiaires étant quant à elles estimées par interpolation ou extrapolation. Pour la commune, le premier recensement exhaustif entrant dans le cadre du nouveau dispositif a été réalisé en 2008.

En 2022, la commune comptait 182 habitants, en évolution de −14,15 % par rapport à 2016 (Indre-et-Loire : +1,67 %, France hors Mayotte : +2,11 %).
| 1793 | 1800 | 1806 | 1821 | 1831 | 1836 | 1841 | 1846 | 1851 |
| ---- | ---- | ---- | ---- | ---- | ---- | ---- | ---- | ---- |
| 638  | 525  | 631  | 719  | 748  | 750  | 749  | 721  | 711  |

| 1856 | 1861 | 1866 | 1872 | 1876 | 1881 | 1886 | 1891 | 1896 |
| ---- | ---- | ---- | ---- | ---- | ---- | ---- | ---- | ---- |
| 664  | 630  | 613  | 518  | 482  | 437  | 420  | 412  | 388  |

| 1901 | 1906 | 1911 | 1921 | 1926 | 1931 | 1936 | 1946 | 1954 |
| ---- | ---- | ---- | ---- | ---- | ---- | ---- | ---- | ---- |
| 362  | 320  | 327  | 291  | 238  | 222  | 250  | 252  | 313  |

| 1962 | 1968 | 1975 | 1982 | 1990 | 1999 | 2006 | 2008 | 2013 |
| ---- | ---- | ---- | ---- | ---- | ---- | ---- | ---- | ---- |
| 294  | 264  | 269  | 268  | 244  | 227  | 222  | 221  | 229  |

| 2018 | 2022 | - | - | - | - | - | - | - |
| ---- | ---- | - | - | - | - | - | - | - |
| 185  | 182  | - | - | - | - | - | - | - |

|                                           | 1968 - 1975 | 1975 - 1982 | 1982 - 1990 | 1990 - 1999 | 1999 - 2008 | 2008 - 2013 |
| ----------------------------------------- | ----------- | ----------- | ----------- | ----------- | ----------- | ----------- |
| Taux de variation annuel de la population | + 0,3 %     | - 0,1 %     | - 1,2 %     | - 0,8 %     | - 0,3 %     | + 0,7 %     |
| Solde naturel                             | - 0,4 %     | - 0,2 %     | - 0,4 %     | + 0,3 %     | - 0,1 %     | - 0,3 %     |
| Solde migratoire                          | + 0,6 %     | + 0,2 %     | - 0,7 %     | - 1,1 %     | - 0,2 %     | + 1,1 %     |

Entre 1836 et 1931, Candes-Saint-Martin perd 70 % de sa population ; la baisse est très régulière. À partir des années 1930 et jusqu'au XXIe siècle, la population reste globalement stable même si des fluctuations ponctuelles sont observées. L'évolution de la population candaise sur la période de 1968 à 2011 reflète principalement celle du solde migratoire dont les valeurs sont toujours supérieures au solde naturel,,.

#### Pyramide des âges
La population de la commune est relativement âgée.
En 2018, le taux de personnes d'un âge inférieur à 30 ans s'élève à 22,1 %, soit en dessous de la moyenne départementale (34,9 %). À l'inverse, le taux de personnes d'âge supérieur à 60 ans est de 43,2 % la même année, alors qu'il est de 27,8 % au niveau départemental.
En 2018, la commune comptait 89 hommes pour 96 femmes, soit un taux de 51,89 % de femmes, légèrement inférieur au taux départemental (51,91 %).
Les pyramides des âges de la commune et du département s'établissent comme suit.
| Hommes | Classe d’âge | Femmes |
| ------ | ------------ | ------ |
| 0,0    | 90 ou +      | 2,1    |
| 12,4   | 75-89 ans    | 15,6   |
| 27,0   | 60-74 ans    | 29,2   |
| 22,5   | 45-59 ans    | 22,9   |
| 12,4   | 30-44 ans    | 11,5   |
| 16,9   | 15-29 ans    | 13,5   |
| 9,0    | 0-14 ans     | 5,2    |

| Hommes | Classe d’âge | Femmes |
| ------ | ------------ | ------ |
| 0,9    | 90 ou +      | 2,2    |
| 7,9    | 75-89 ans    | 10,2   |
| 17,3   | 60-74 ans    | 18,1   |
| 19,8   | 45-59 ans    | 19,1   |
| 17,9   | 30-44 ans    | 17,2   |
| 18,5   | 15-29 ans    | 17,5   |
| 17,6   | 0-14 ans     | 15,6   |

### Enseignement
Candes-Saint-Martin se situe dans l'Académie d'Orléans-Tours (Zone B) et dans la circonscription de Chinon.
Un regroupement pédagogique intercommunal assure la scolarisation primaire des enfants des communes de Candes-Saint-Martin, Saint-Germain-sur-Vienne et Thizay. Dans ce cadre, Saint-Germain-sur-Vienne accueille les élèves de maternelle et de cours préparatoire, Candes-Saint-Martin ceux du cours élémentaire (CE1 et CE2), et Thizay les élèves de cours moyen (CM1 et CM2). Au niveau secondaire, la scolarité des enfants candais se poursuit dans les établissements de Chinon ou de Saumur. Depuis la rentrée 2015 et le redécoupage des zones de vacances scolaires, les élèves bénéficient des mêmes dates de vacances, qu'ils soient scolarisés en Indre-et-Loire ou en Maine-et-Loire, ce qui n'était pas le cas auparavant.
Un service de transport scolaire entre Candes-Saint-Martin et le lieu de scolarisation des élèves est mis en place par la CC CVL.

### Vie culturelle et sportive

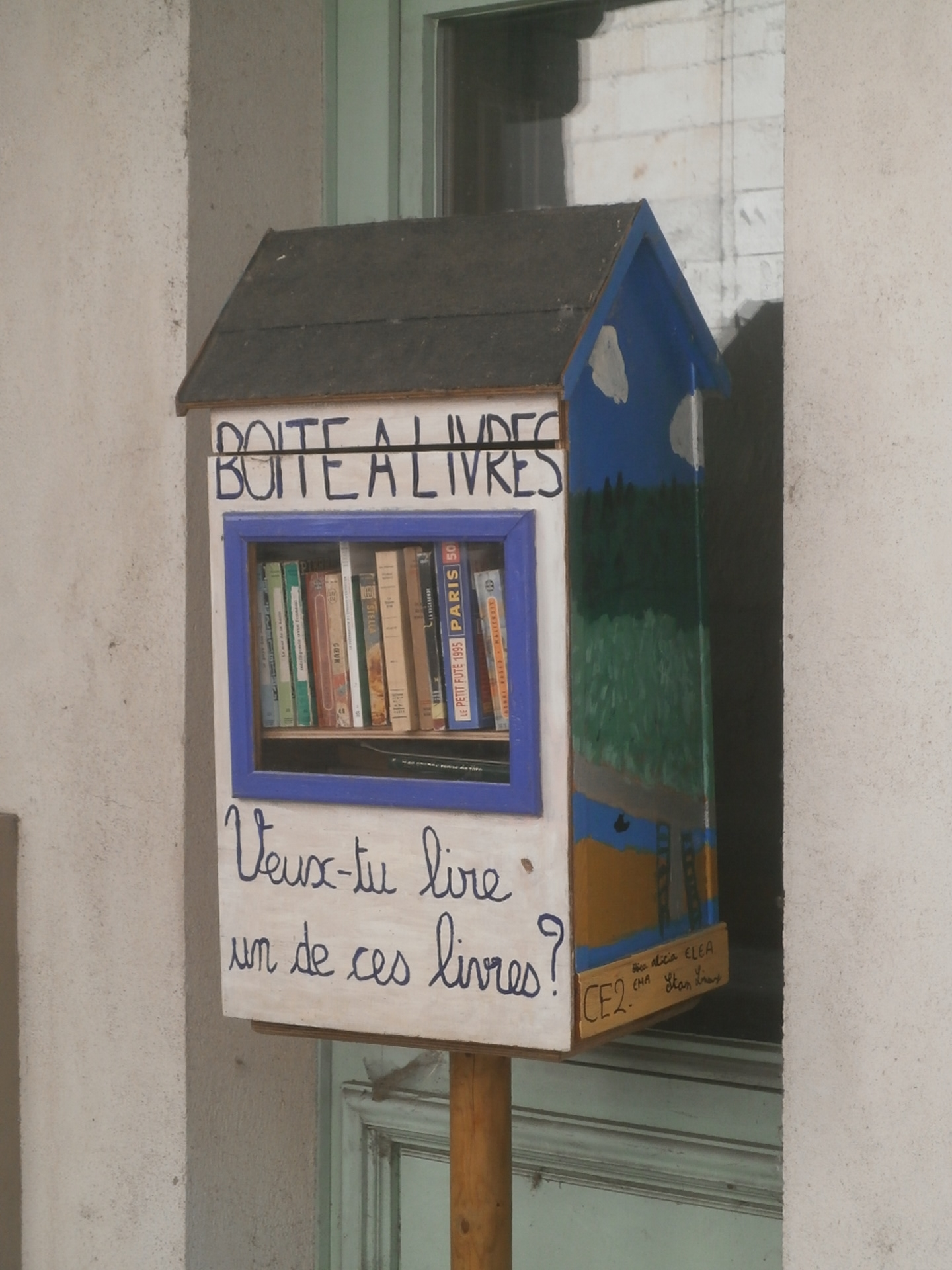
Boîte à livres.

#### Équipements collectifs
Le village dispose d'un terrain de tennis. Une boîte à livres, casier accessible au public où chacun emprunte et dépose librement des ouvrages, est installée dans la rue principale de la commune.

#### Manifestations culturelles et festivités
En période estivale, dans le cadre des « flâneries de Candes », la circulation dominicale est interdite dans le bourg pour permettre aux visiteurs de découvrir plus facilement le patrimoine bâti du village et les activités de ses artisans.
Une foire est toujours organisée le 11 novembre, jour de la Saint-Martin et fête patronale et un concours de confitures, dont 2015 voit la vingtième édition, a lieu à l'automne.

### Sécurité
Depuis le départ de la brigade de gendarmerie de Candes en 1924, qui avait autrefois ses quartiers au Château Vieux, les brigades de proximité sont situées à Chinon ou Fontevraud-l'Abbaye pour les plus proches.

### Santé et services d'urgence
Aucun professionnel de santé n'exerce à Candes-Saint-Martin. Les médecins généralistes les plus proches sont situés à Fontevraud-l'Abbaye ou à Avoine, qui propose également les services de plusieurs médecins spécialistes au sein d'un pôle pluridisciplinaire.
Les pôles hospitaliers les plus proches de Candes-Saint-Martin sont ceux de Saumur (environ 12 km) ou de Chinon qui regroupe l'hôpital François-Rabelais et la clinique Jeanne-d'Arc (environ 14 km).
Un centre de secours principal, composé de pompiers professionnels, est installé à Chinon.

### Culte
Le territoire de la commune dépend de la paroisse de Sainte-Jeanne d'Arc en Chinonais au sein du doyenné de Chinon, lui-même partie de l'archidiocèse de Tours. En 2016, l'église Saint-Martin de Candes est l'un des vingt-et-un lieux de culte de cette paroisse ; des offices y sont célébrés en alternance avec les autres églises paroissiales.

## Économie

### Revenus et fiscalité
En 2015, le revenu fiscal médian par ménage est de 25 836 €, alors que la moyenne départementale s'établit à 32 011 € et que celle de la France métropolitaine est de 32 409 €. Le revenu médian net déclaré par foyer fiscal est de 17 895 euros en 2012.

### Emploi
Les deux tableaux ci-dessous présentent les chiffres-clés de l'emploi à Candes-Saint-Martin et leur évolution de 2008 à 2013, :
|                               | Candes-Saint-Martin 2008 | Candes-Saint-Martin 2013 | Évolution |
| ----------------------------- | ------------------------ | ------------------------ | --------- |
| Population de 15 à 64 ans     | 134                      | 139                      | + 3,7 %   |
| Actifs (en %)                 | 77,6                     | 71,2                     | - 8,2 %   |
| dont :                        |                          |                          |           |
| Actifs ayant un emploi (en %) | 68,7                     | 64,0                     | - 6,8 %   |
| Chômeurs (en %)               | 9,0                      | 7,2                      | - 20,0 %  |

|                                      | Candes-Saint-Martin 2008 | Candes-Saint-Martin 2013 | Évolution |
| ------------------------------------ | ------------------------ | ------------------------ | --------- |
| Nombre d'emplois dans la zone        | 43                       | 45                       | + 4,6 %   |
| Indicateur de concentration d'emploi | 45,7                     | 48,1                     | + 5,2 %   |

La population potentiellement active de Candes-Saint-Martin est restée relativement stable sur la période considérée, mais le taux d'actifs a baissé. Le taux de chômage, au sens de l'Insee, a fortement baissé. Puisque le nombre d'emplois disponibles dans la commune augmente faiblement en cinq ans mais que sur la même période le pourcentage d'actifs résidant dans la commune diminue, l'indicateur de concentration d'emploi subit une augmentation.
En 2013, 74,5 % des actifs résidant à Candes-Saint-Martin travaillent en dehors de la commune, aucune précision sur la localisation de leur lieu de travail n'étant fournie par l'Insee.

### Tissu économique
Le tableau ci-dessous détaille le nombre d'entreprises implantées en 2013 à Candes-Saint-Martin selon leur secteur d'activité et le nombre de leurs salariés :
|                                                              | Total | %    | 0 salarié | 1 à 9 salariés | 10 à 19 salariés | 20 à 49 salariés | 50 salariés ou plus |
| ------------------------------------------------------------ | ----- | ---- | --------- | -------------- | ---------------- | ---------------- | ------------------- |
| Ensemble                                                     | 44    | 100  | 37        | 7              | 0                | 0                | 0                   |
| Agriculture, sylviculture et pêche                           | 5     | 14,1 | 4         | 1              | 0                | 0                | 0                   |
| Industrie                                                    | 6     | 13,6 | 6         | 0              | 0                | 0                | 0                   |
| Construction                                                 | 0     | 0,0  | 0         | 0              | 0                | 0                | 0                   |
| Commerce, transports, services divers                        | 31    | 70,5 | 27        | 4              | 0                | 0                | 0                   |
| dont commerce et réparation automobile                       | 4     | 9,1  | 4         | 4              | 0                | 0                | 0                   |
| Administration publique, enseignement, santé, action sociale | 2     | 4,5  | 0         | 2              | 0                | 0                | 0                   |
| Champ : ensemble des activités.                              |       |      |           |                |                  |                  |                     |

Deux entreprises supplémentaires se sont créées sur la commune en 2014, dans le domaine du commerce, des transports, et des services divers.
Les entreprises installées à Candes-Saint-Martin sont toutes de petite taille, aucune d'entre elles n'employant plus de 9 salariés. Fin 2013, près de 70 % des emplois proposés dans les établissements de Candes-Saint-Martin relèvent de la sphère présentielle, c'est-à-dire que les biens et services qu'ils produisent sont destinés en majorité à satisfaire les besoins locaux, des habitants ou des touristes.

#### Agriculture
Le tableau ci-dessous présente les principales caractéristiques des exploitations agricoles de Candes-Saint-Martin, observées sur une période de 22 ans :
|                                            | 1988 | 2000 | 2010 |
| ------------------------------------------ | ---- | ---- | ---- |
| Nombre d’exploitations                     | 16   | 9    | 4    |
| Équivalent Unité de travail annuel         | 21   | 7    | 6    |
| Surface agricole utile (SAU) (ha)          | 198  | 249  | 279  |
| Cheptel (nombre de têtes)                  | 35   | 22   | 31   |
| Cultures permanentes (ha)                  | 36   | 17   | 16   |
| Superficie moyenne d’une exploitation (ha) | 12,4 | 27,7 | 69,8 |

L'agriculture candaise observe une évolution comparable à celle rencontrée dans d'autres communes : diminution du nombre d'exploitations et augmentation de leur superficie moyenne. Le cheptel est réduit et constitué principalement de petits troupeaux de vaches laitières. Les prairies du bec de Vienne ne sont généralement pas exploitées par des agriculteurs résidant dans la commune, mais par des éleveurs de Beaumont-en-Véron ou de Savigny-en-Véron qui y installent leur bétail. Les cultures permanentes mentionnées dans le recensement général agricole sont constituées par des vergers et des vignes.

#### Industrie, artisanat et commerces
Les artisans candais interviennent surtout dans le domaine artistique (peinture, poterie et céramique, tournage sur bois, etc.). Les commerçants proposent des produits locaux, ou offrent des possibilités de restauration. Les commerces et services de proximité proposés sur place, parmi lesquels une agence postale communale, sont peu nombreux. Pour pouvoir disposer d'une offre élargie, les résidents candais doivent se rendre à Fontevraud-l'Abbaye, ou dans les villes importantes les plus proches que sont Chinon et Saumur.

#### Services et tourisme
Les services liés au tourisme sont développés à Candes-Saint-Martin qui dispose d'un camping et de plusieurs possibilités d'hébergement en gîtes ou en chambres d'hôtes mais qui propose également des services orientés vers les activités de loisirs, comme des promenades en bateau (toue cabanée) sur la Vienne.

## Culture locale et patrimoine

### Site du patrimoine mondial
Le territoire communal de Candes-Saint-Martin est inscrit dans le Val de Loire entre Sully-sur-Loire et Chalonnes, inscrit en 2000 au titre du patrimoine mondial par l'Organisation des Nations unies pour l'éducation, la science et la culture (UNESCO) pour ses paysages, ses lieux historiques, ses monuments et ses activités agricoles.

### Lieux et monuments

#### Patrimoine protégé au titre des monuments historiques

Localisation des monuments historiques sur un plan de Candes-Saint-Martin.

L'église collégiale (1) des XIIe et XIIIe siècles, fortifiée au XVe siècle et restaurée à plusieurs reprises jusqu'au XXIe siècle,, est classée au titre des monuments historiques en 1840. Cette église de pèlerinage est très fortement inspirée par le style gothique de l'Ouest mais la richesse de sa décoration — nef et porche nord — et les aménagements fortifiés qui lui ont été ajoutés en font un édifice singulier dont la succession des phases de construction et l'interprétation du décor sont toujours discutés.
Le château Vieux des archevêques de Tours (2) est construit du XVe au XVIIe siècle en remplacement d'un château fort disparu. Inscrit au titre des monuments historiques en 1971, il est jusqu'à la fin du XVIIe siècle une résidence estivale des archevêques de Tours ; sans être démoli, il est alors remplacé par un nouveau château.
Le château Neuf ou nouveau logis, (3), inscrit au titre des monuments historiques en 1977, remplace après la Révolution française un second château construit à partir de 1682 et qui remplit la même fonction de résidence épiscopale. Un portail en plein cintre surmonté de mâchicoulis donne accès à sa cour et un avant-corps en arc de cercle de sa façade nord s'avance sur la terrasse.
L'hôtel de la prévôté (4), des XVe et XVIe siècles, inscrit au titre des monuments historiques en 1951 pour ses façades et toitures, était le siège du tribunal local jusqu'au XVIIIe siècle sous la présidence de l'un des chanoines, élevé au rang de prévôt. Une tourelle d'escalier accompagne sa façade nord.
À proximité de la collégiale, quatre maisons ou demeures des XVe et XVIe siècles sont également inscrites en 1951. Le Vieux Logis de Candes (5) du XVIe siècle possède une tourelle d'escalier à vis de pierre. Une maison du XVIe siècle (6) possédait, jusqu'à l'agrandissement de ses baies, des chapiteaux Renaissance ; ils ont disparu mais subsistent encore les moulures encadrant les oculus et la porte. Une autre maison du XVIe siècle (7), fut de 1769 jusqu'à la Révolution le presbytère de l'église ; située au nord de cette dernière, elle conserve sa tourelle d'escalier dont la toiture a disparu. Construite au XIIe siècle et remaniée au XVIe siècle, une maison canoniale (8) a servi de presbytère après la Révolution ; sa façade ouest est percée d'une fenêtre romane et elle possède, donnant sur sa cour intérieure, une tourelle d'escalier en pierre.
Le moulin cavier du Puits-Saint-Michel (9), d'un type fréquent dans l'ouest de la Touraine et en Anjou, est encore en bon état, rue du Puits-Saint-Michel, même s'il a perdu sa hucherolle et ses ailes ; il a fonctionné jusqu'en 1877. Le logement du meunier, contigu au moulin, est lui aussi préservé. Le moulin est inscrit depuis le 2 février 1993.

Monuments historiques (sélection)
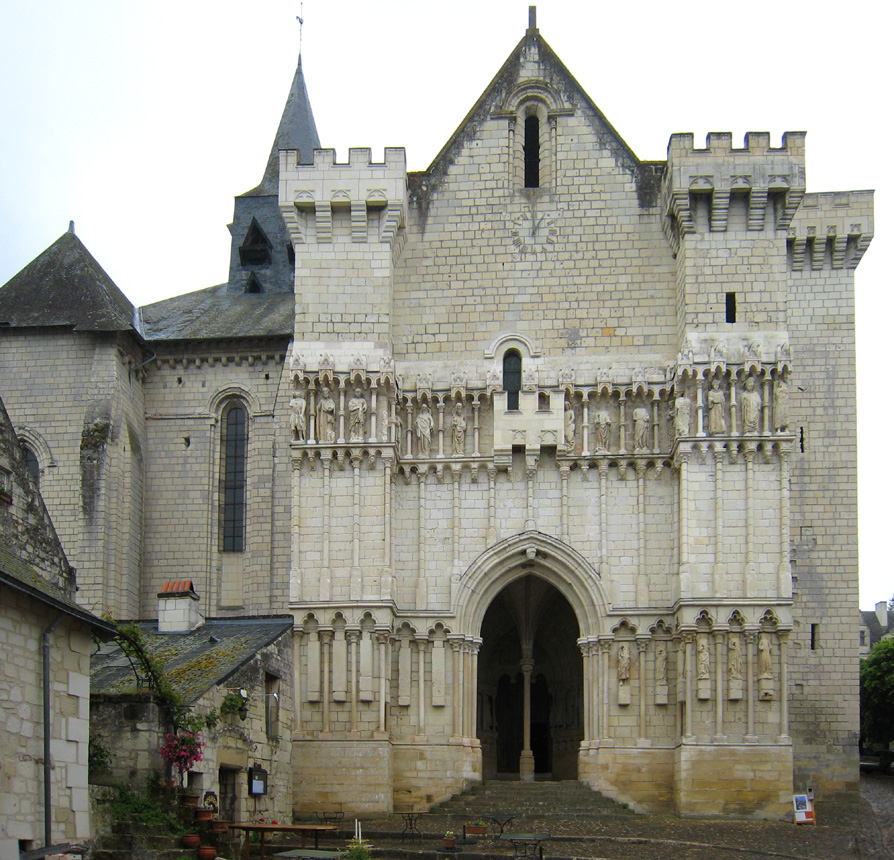
Porche nord de la collégiale Saint-Martin.
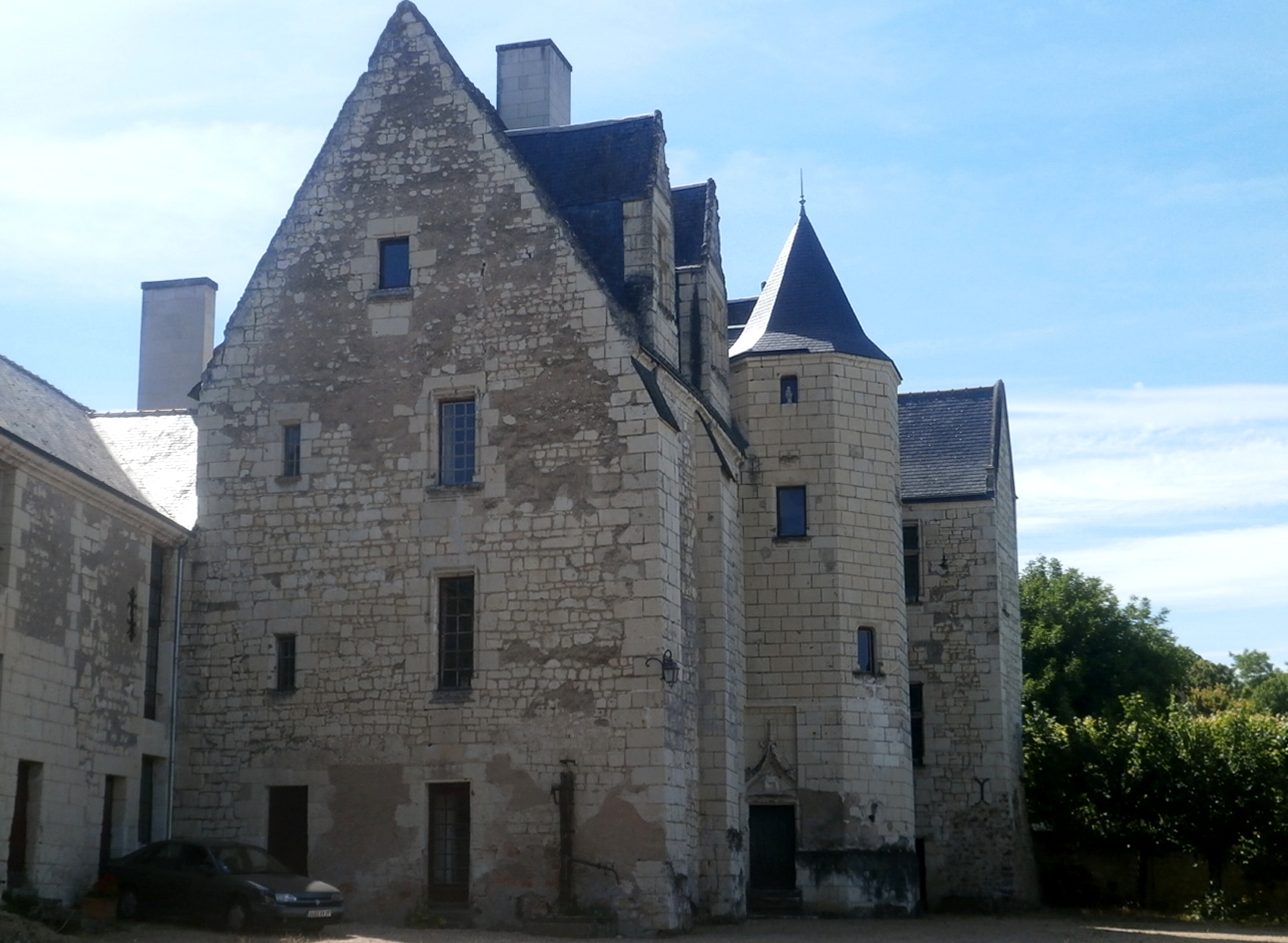
Château Vieux.
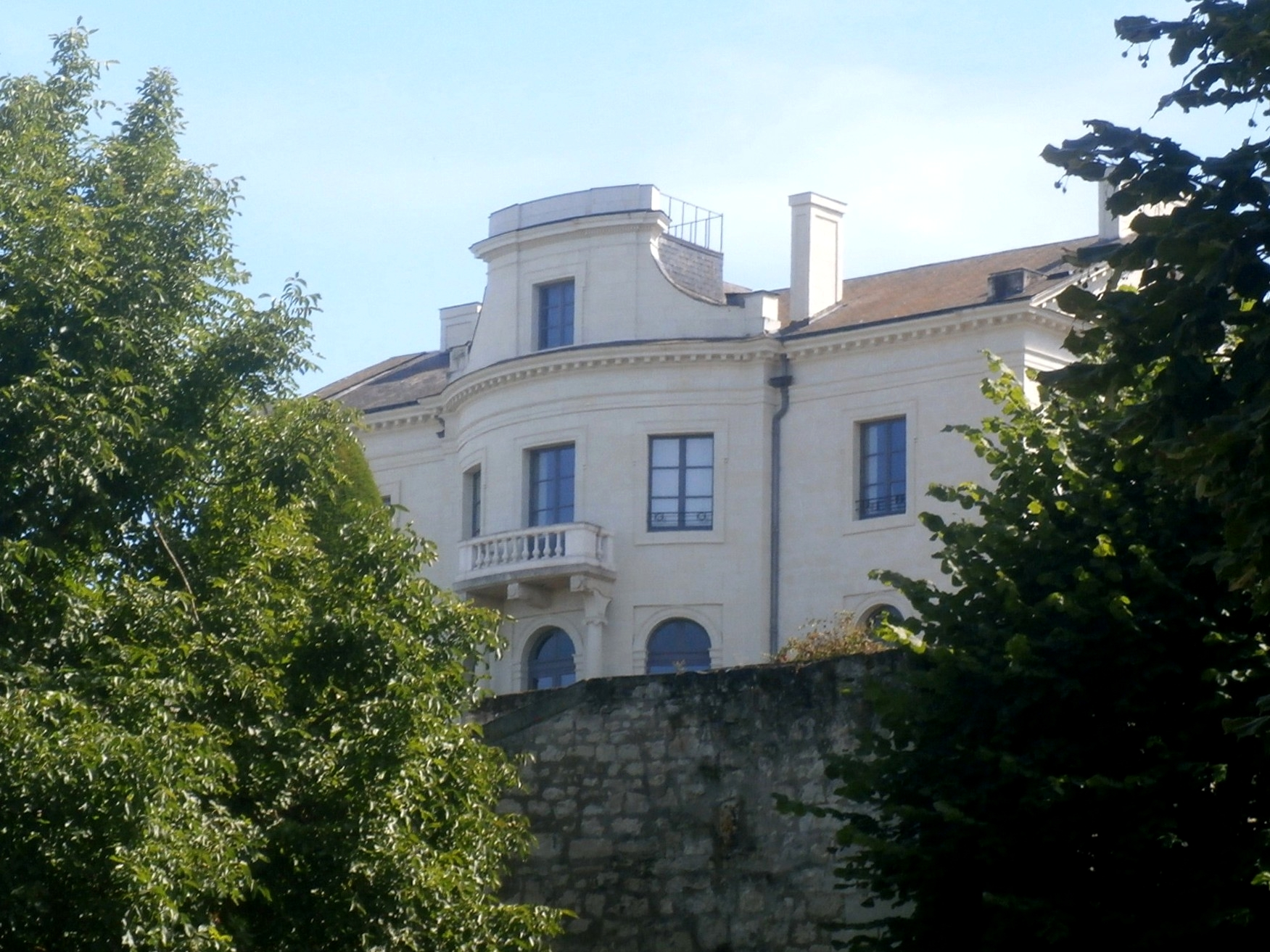
Château Neuf.
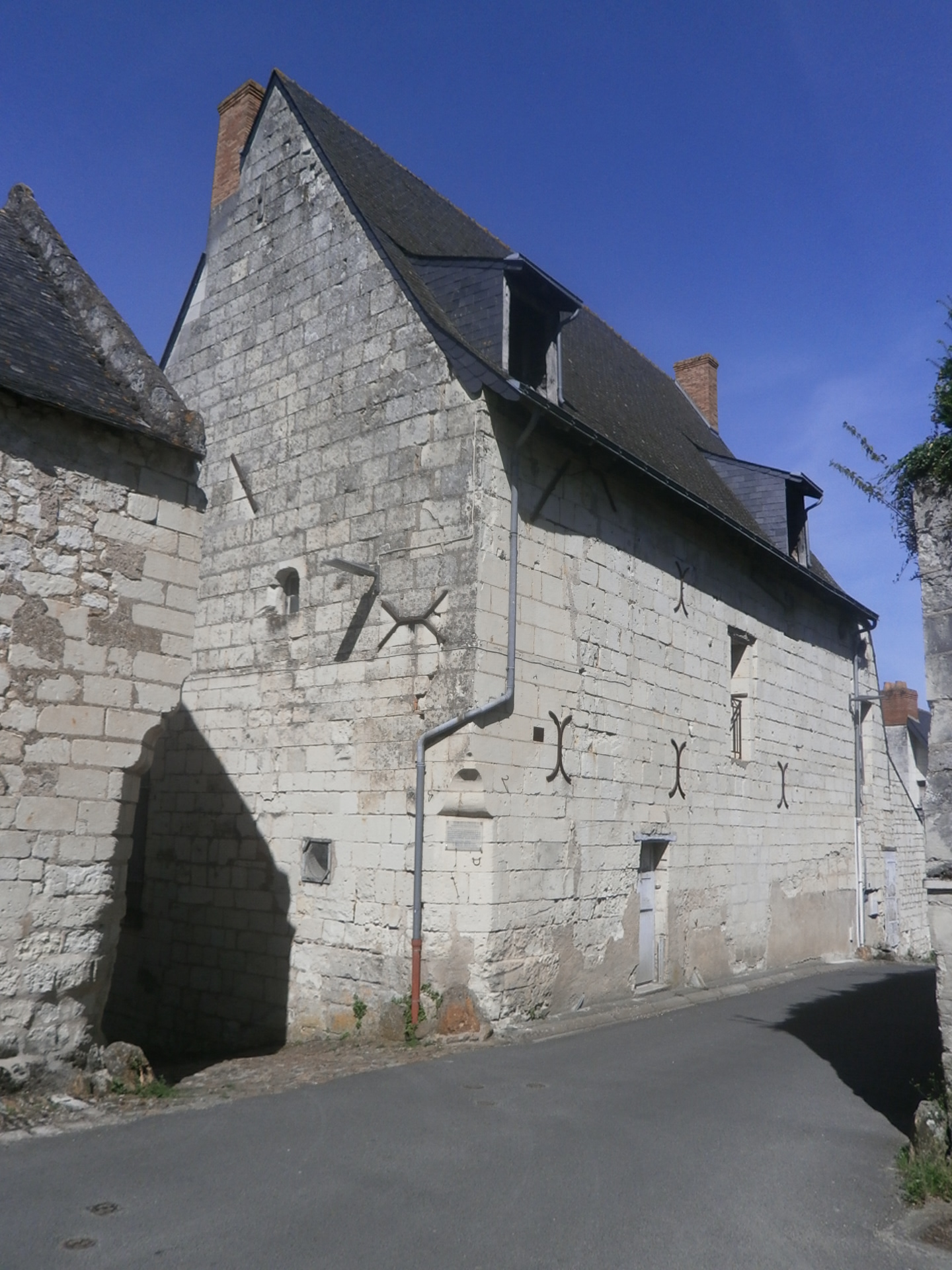
Façade sud de l'hôtel de la prévôté.
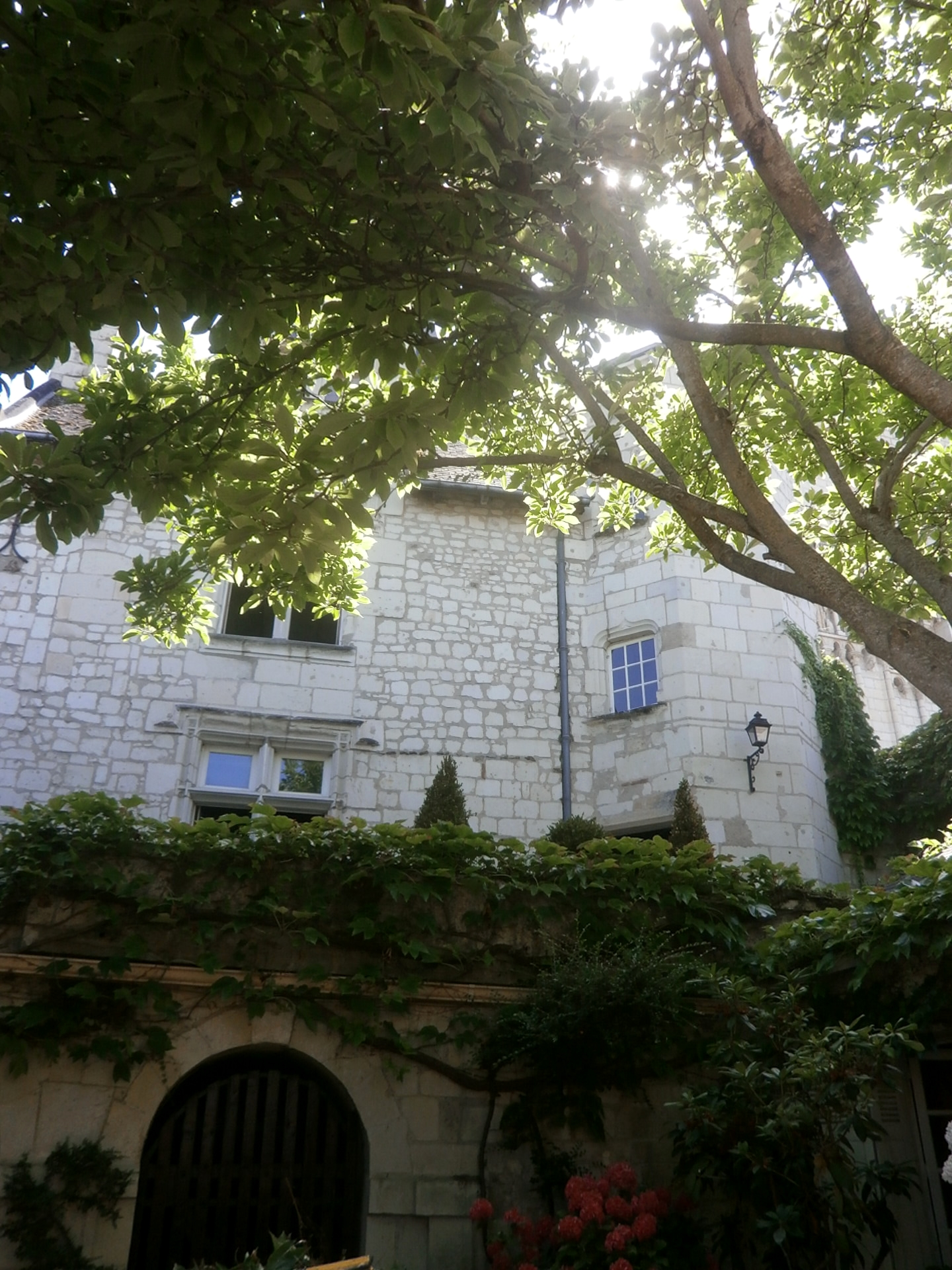
Maison des Quatre-Curés.
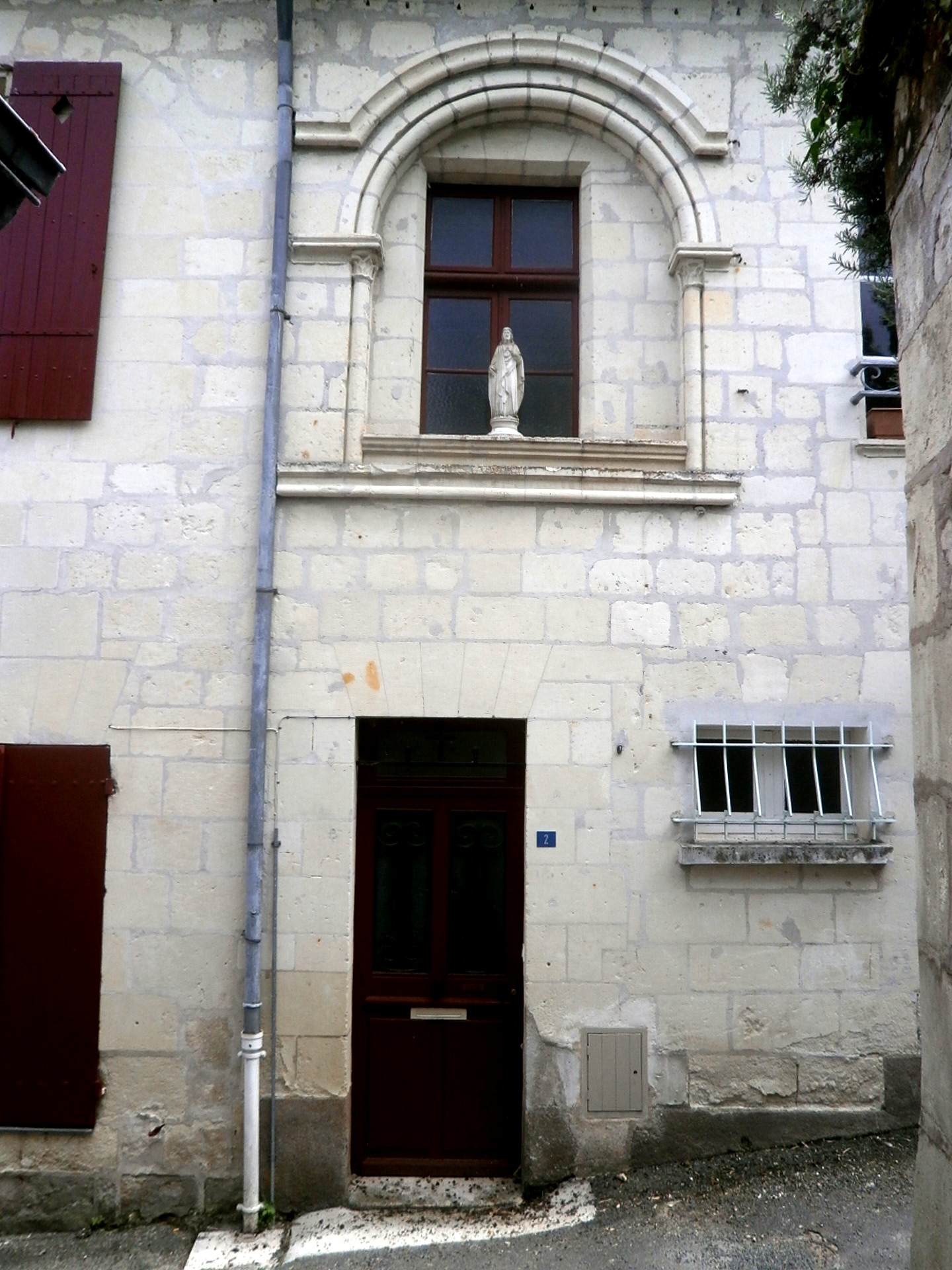
Maison canoniale à fenêtre romane.
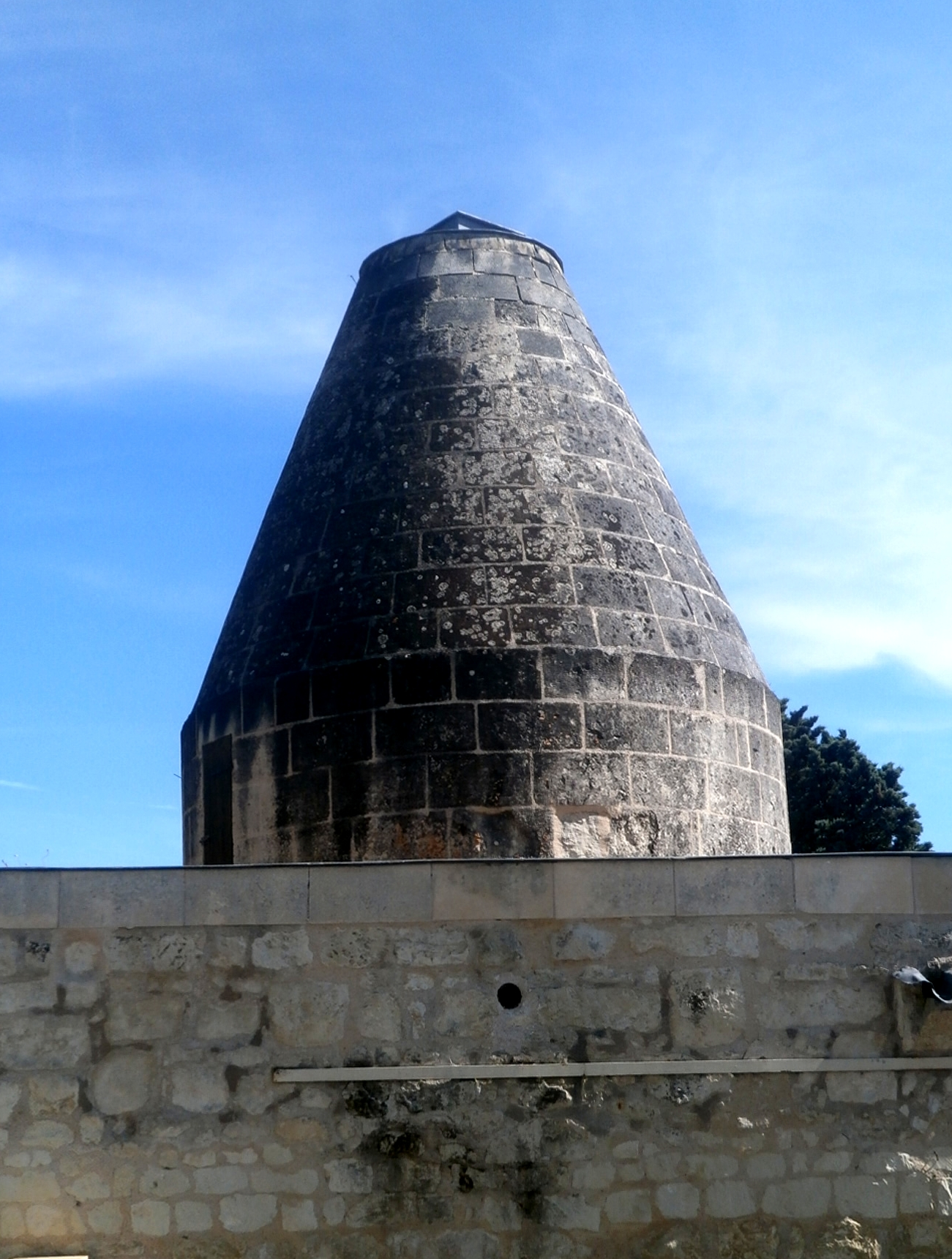
Moulin-cavier du Puits-Saint-Michel.

#### Autre patrimoine bâti remarquable
Une borne moderne, copie d'un cippe antique et dont l'emplacement est mentionné sur une carte de 1774, est installée en limite des trois communes de Candes-Saint-Martin, Fontevraud-l'Abbaye et Montsoreau depuis la construction de la route contournant le village. Les inscriptions qu'elle porte rappellent l'existence antique des trois cités des Turons, des Andécaves et des Pictons.
La maison de la garnison, du XVe siècle mais très remaniée ultérieurement, est intégrée au système défensif médiéval de Candes sur l'ancienne route de Fontevraud, au niveau de la porte de Torché. Elle a servi de casernement pour la garnison de la ville. Elle conserve la trace de la porte piétonne qui permettait de franchir l'enceinte et de l'une des tours couronnées de mâchicoulis qui flanquaient celle-ci,.
La maison-Dieu ou aumônerie, route de Compostelle, était au XVIe siècle un hospice accueillant malades et pèlerins.
Fondée par un des chanoines de Candes dix ans avant la Révolution, la maison de charité, également dite maison du chanoine, est un lieu où se fait alors l'instruction des jeunes filles sous la conduite de religieuses de la congrégation des Sœurs de la Providence de Saumur ; ces dernières assurent également les soins aux indigents de la paroisse. Une fois passé l'épisode révolutionnaire, des religieuses y poursuivent leur activité jusqu'à la Seconde Guerre mondiale, se limitant à l'aide médicale à partir de 1905.
Les bâtiments de plusieurs fabriques de pruneaux de Tours existent toujours, dont l'une dans la rue principale du village ayant employé jusqu'à quarante personnes à la fin du XIXe siècle et dont les deux fours de séchage sont préservés, mais cette production a totalement disparu localement.
Un pont, dit féodal et daté du XVIe siècle, enjambe l'ancien fossé de la ville close au bas de la rue de la Douve. Deux autres ponts, reliant le château à son parc situé en dehors de l'enceinte médiévale, enjambent cette rue, comme celui qui jouxte la tour l'Enfant ou tour d'Aubigny. Construite en 1490 mais largement remaniée ultérieurement, cette tour gardait l'une des portes de la ville, plus spécialement réservée à l'usage des châtelains.
Les ruines d'un ancien moulin-tour, appelé moulin de la Pelouse ou moulin du Panorama, surplombent le village. Déjà dépourvu de sa toiture en 1936, l'édifice supporte un canon de la DCA allemande pendant la Seconde Guerre mondiale. Il n'en reste qu'un pan de mur ; le site est aménagé en table d'orientation vers le panorama du confluent.

Patrimoine bâti non protégé (sélection)
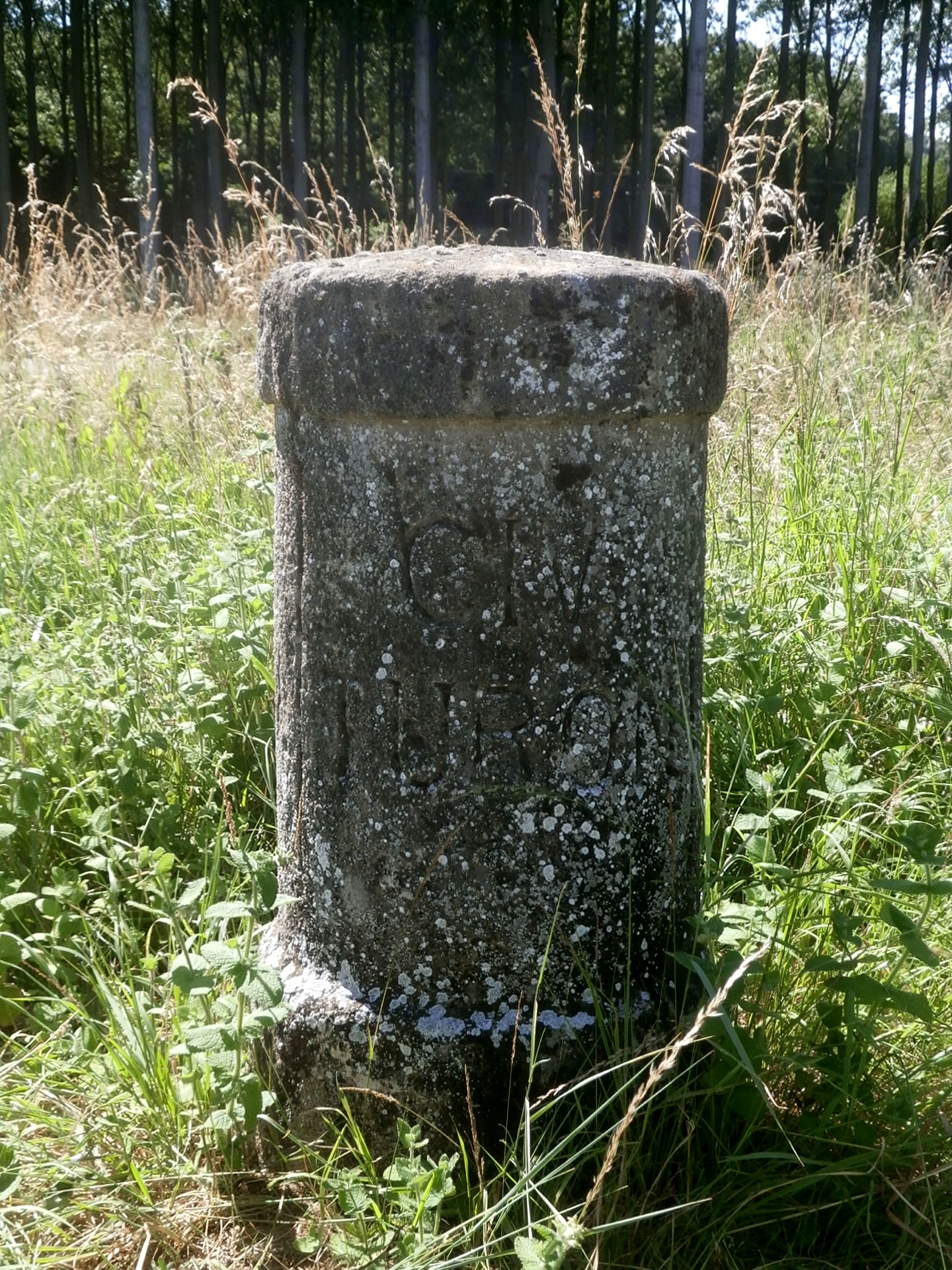
Borne des Trois-Évêchés.
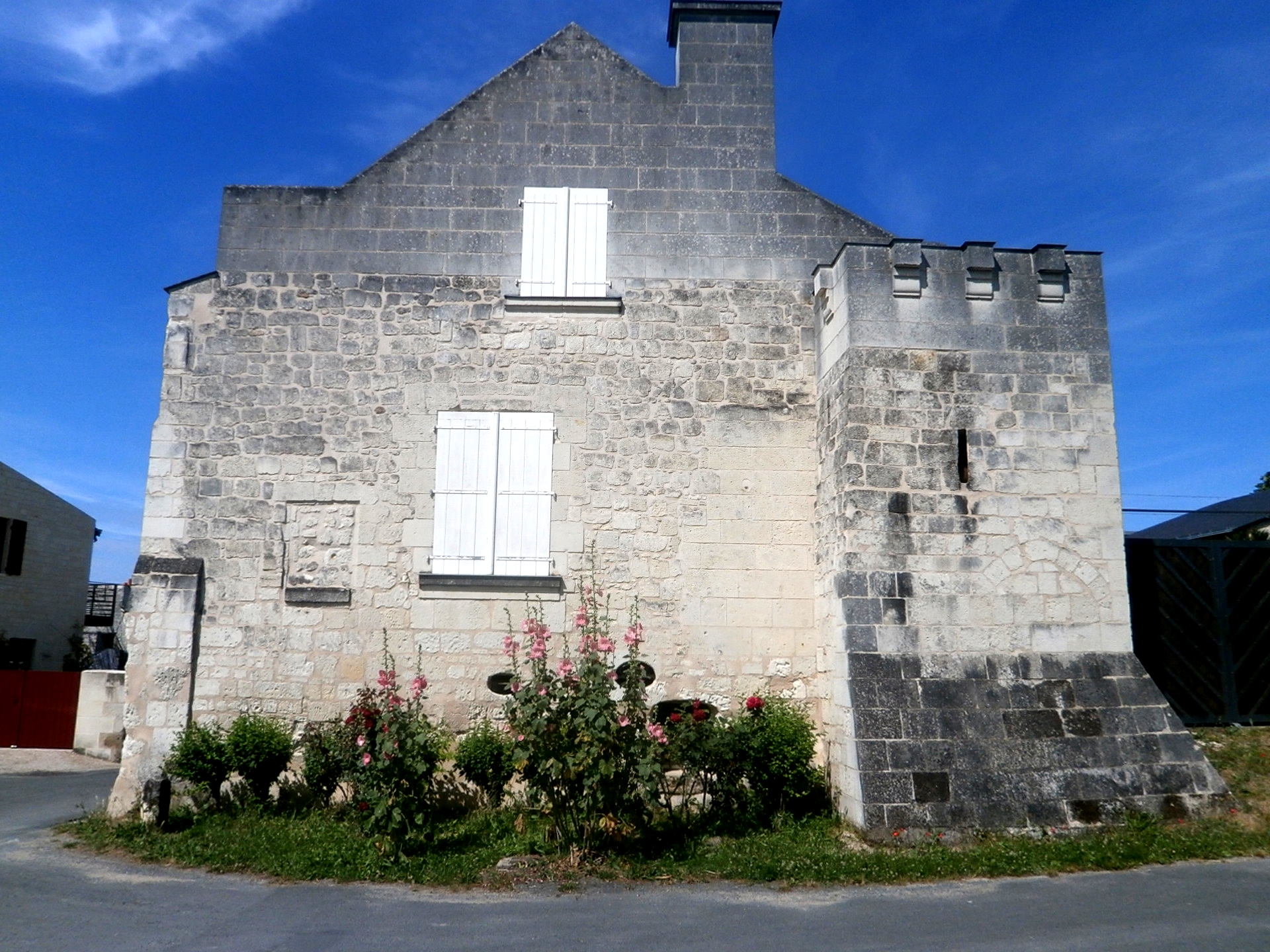
Maison de la garnison.
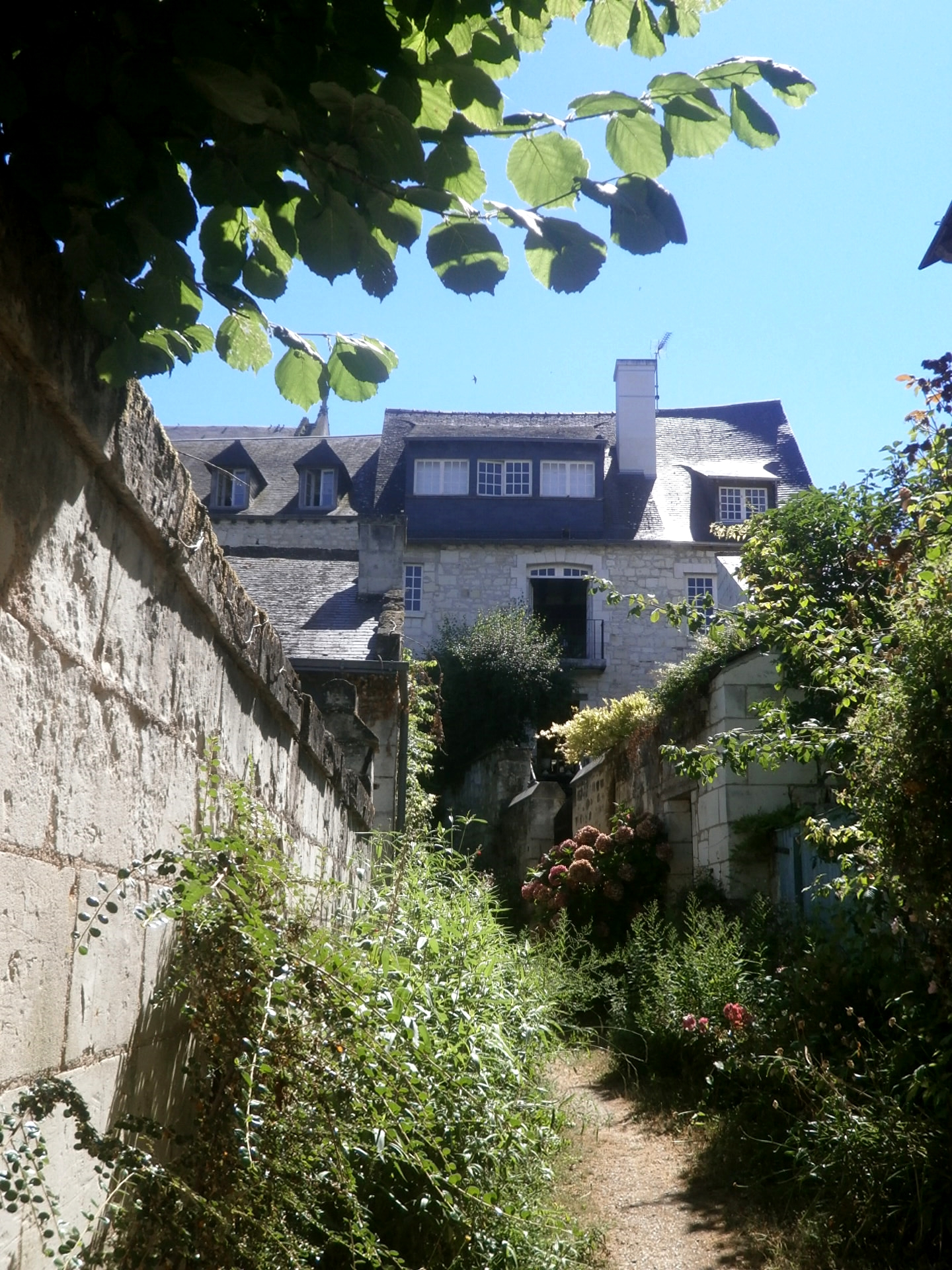
Maison-Dieu.
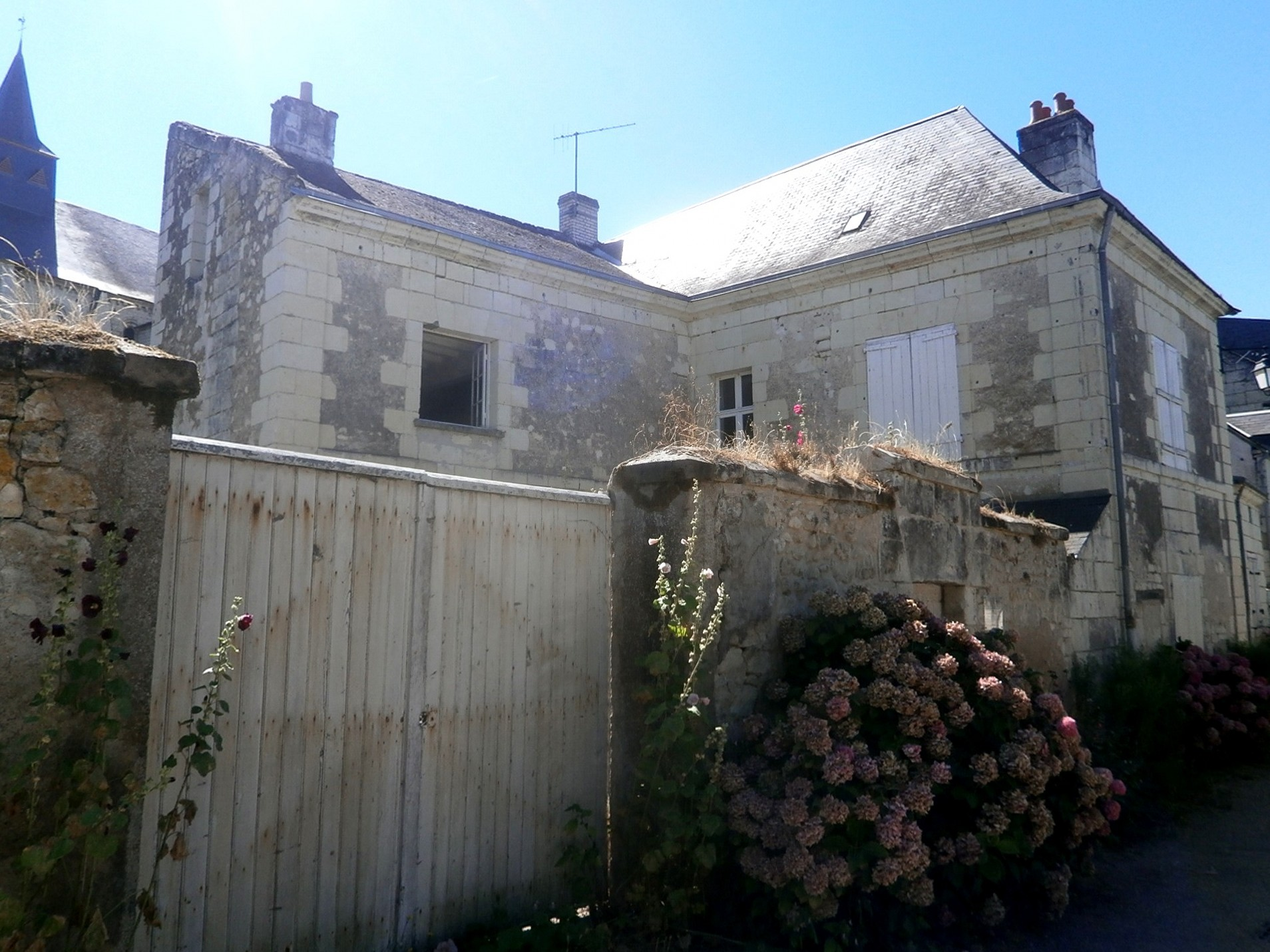
Maison de charité.
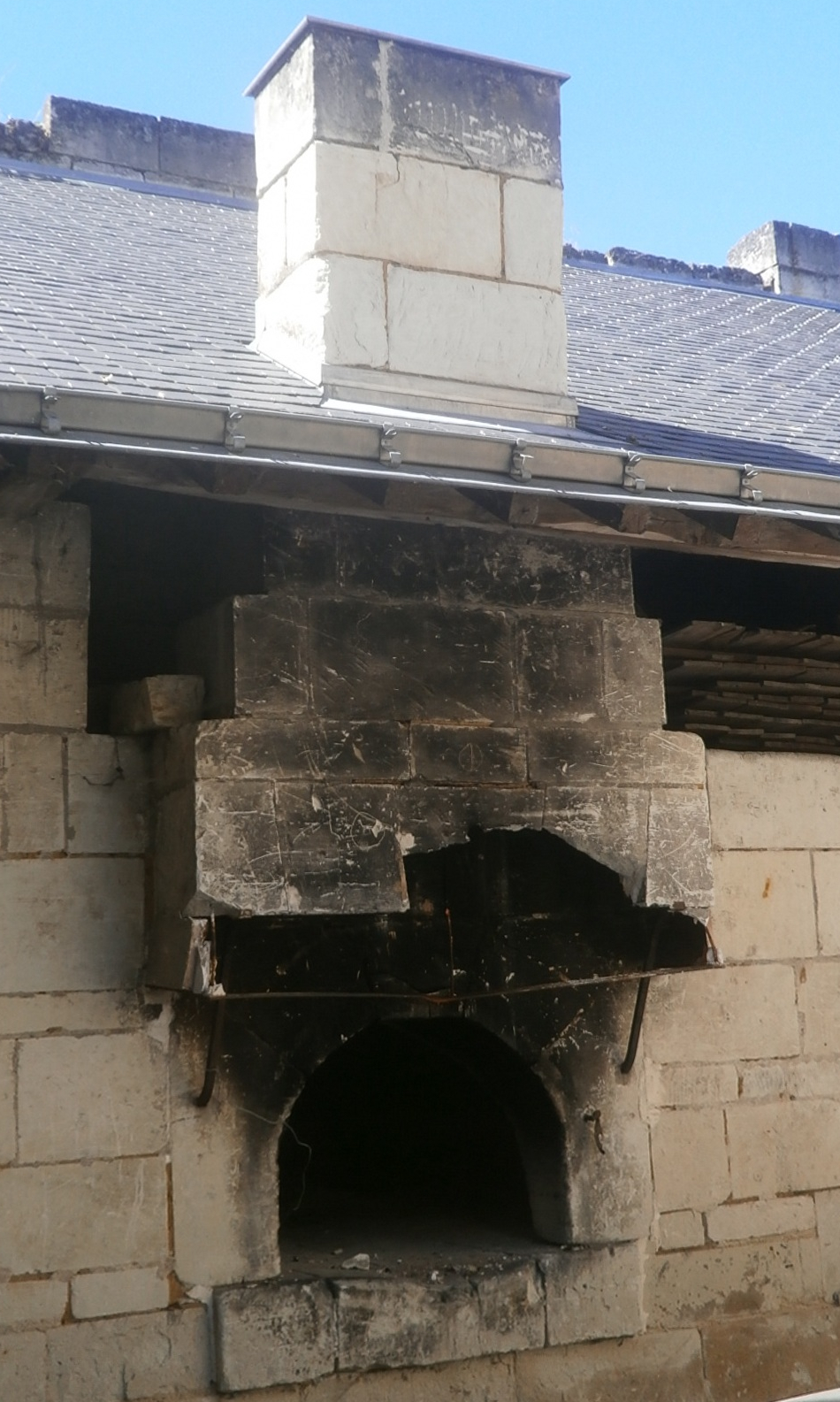
Four de séchage des pruneaux.
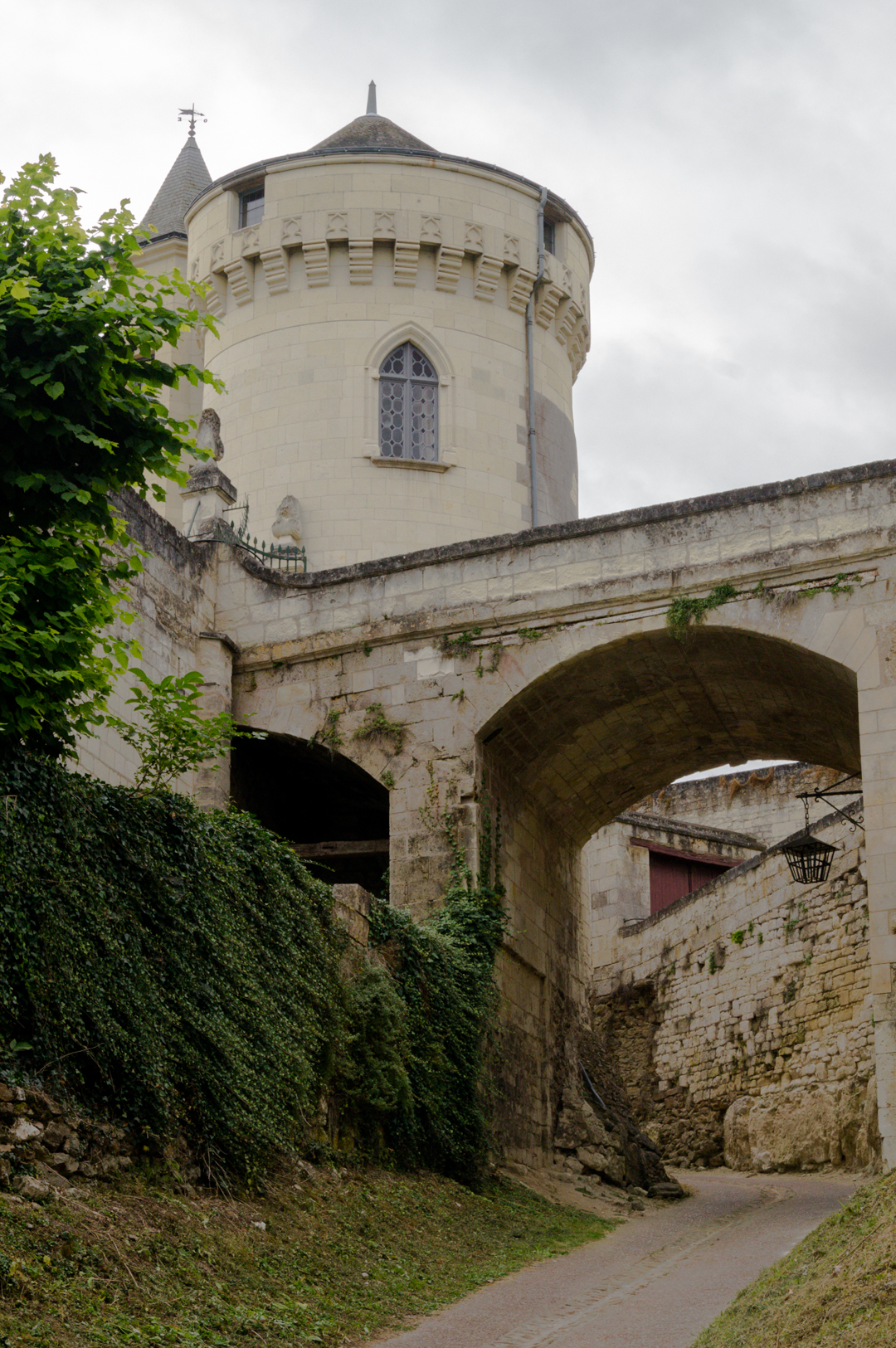
Tour l'Enfant.
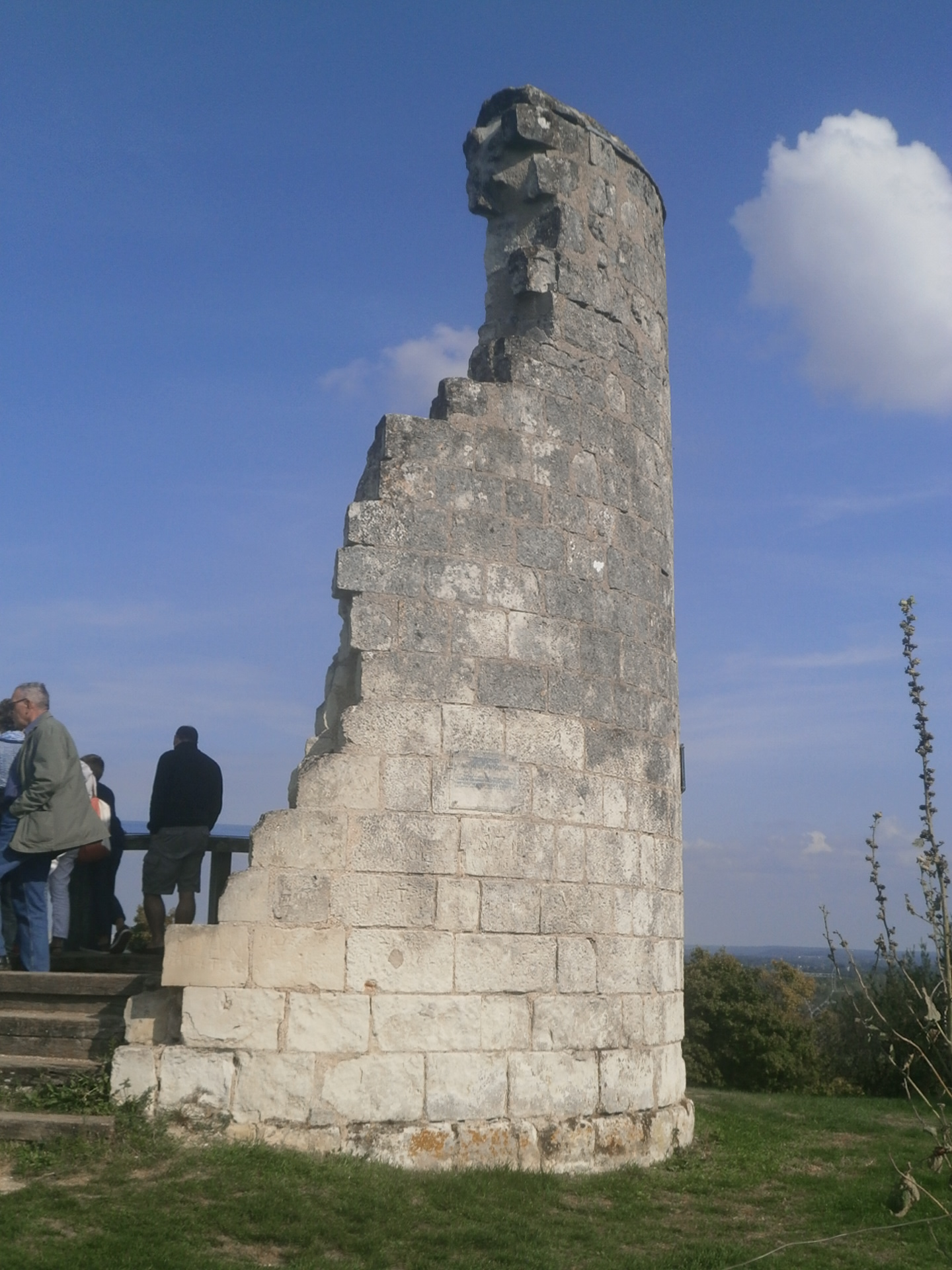
Ruines du moulin-tour de la Pelouse.

### Patrimoine naturel

#### Parc naturel régional
Depuis 1996, sur deux départements (Indre-et-Loire et Maine-et-Loire) et deux régions (Centre-Val de Loire et Pays de la Loire), 141 communes dont Candes-Saint-Martin sont engagées jusqu'en 2020 au sein du parc naturel régional Loire-Anjou-Touraine pour préserver et promouvoir les patrimoines paysager, architectural, faunistique, floristique, historique et culturel.

#### ZNIEFF et sites du réseau Natura 2000
Candes-Saint-Martin est également intégrée, à des degrés divers, à trois zones naturelles d'intérêt écologique, faunistique et floristique (ZNIEFF) et à trois sites du réseau Natura 2000 dont les territoires se recoupent partiellement.
La ZNIEFF du « bocage du Véron » de 2e génération et de type 2, sur cinq communes d'Indre-et-Loire dont Candes-Saint-Martin, regroupe sur plus de 1 650 ha des biotopes de prairies limitées par des arbres têtards dont l'une des plantes caractéristiques est la Fritillaire pintade (Fritillaria meleagris). La « Loire tourangelle » est une ZNIEFF continentale de type 2 ; sa superficie de près de 5 100 ha est répartie sur 39 communes qui jalonnent le cours de la Loire ; sa fonction de corridor écologique est importante pour de nombreuses espèces végétales ou animales comme la Sterne pierregarin (Sterna hirundo). La ZNIEFF continentale de type 1 concerne une superficie d'un peu plus de 34 ha centrée sur l'île Boiret, une île de la Vienne à proximité de son confluent ; une plante aquatique, Ceratophyllum submersum, appelé Cornifle submergé, Cératophylle submergé ou encore Cératophylle inerme, a élu domicile dans ses eaux, comme dans quelques rares autres sites de la région Centre-Val de Loire.
Le territoire de Candes-Saint-Martin est partiellement couvert par deux sites du réseau Natura 2000 créés dans le cadre de la directive oiseaux. Le site de la « vallée de la Loire d'Indre-et-Loire » est une zone de protection spéciale (ZPS) de plus de 5 900 ha sur 40 communes d'Indre-et-Loire bordant la Loire ; une vingtaine d'espèces d'oiseaux y sont observées dont l'Aigrette garzette (Egretta garzetta) dont des populations distinctes y nichent ou y hivernent. Sur plus de 5 600 ha, le site des « basses vallées de la Vienne et de l'Indre » est lui aussi organisé en ZPS sur 22 communes. Onze des espèces visées par la directive oiseaux y sont recensées, comme la Cigogne noire (Ciconia nigra) qui y observe des haltes lors de ses migrations.
Le site Natura 2000 de « la Loire de Candes-Saint-Martin à Mosnes » est créé en application de la directive habitats. Près de 5 600 ha sont concernés sur 38 communes. Dix habitats remarquables y sont identifiés qui abritent une faune et une flore variée, comme le Saumon atlantique (Salmo salar).

Cartographie des ZNIEFF et des sites Natura 2000 de Candes-Saint-Martin.
ZNIEFF du bocage du Véron.
ZNIEFF de la Loire tourangelle.
ZNIEFF de l'île Boiret.
Site Natura 2000 de la vallée de la Loire d'Indre-et-Loire.
Site Natura 2000 des basses vallées de la Vienne et de l'Indre.
Site Natura 2000 de la Loire de Candes-Saint-Martin à Mosnes.

Sélection de représentants de la faune et de la flore des ZNIEFF et des sites Natura 2000 de Candes-Saint-Martin.
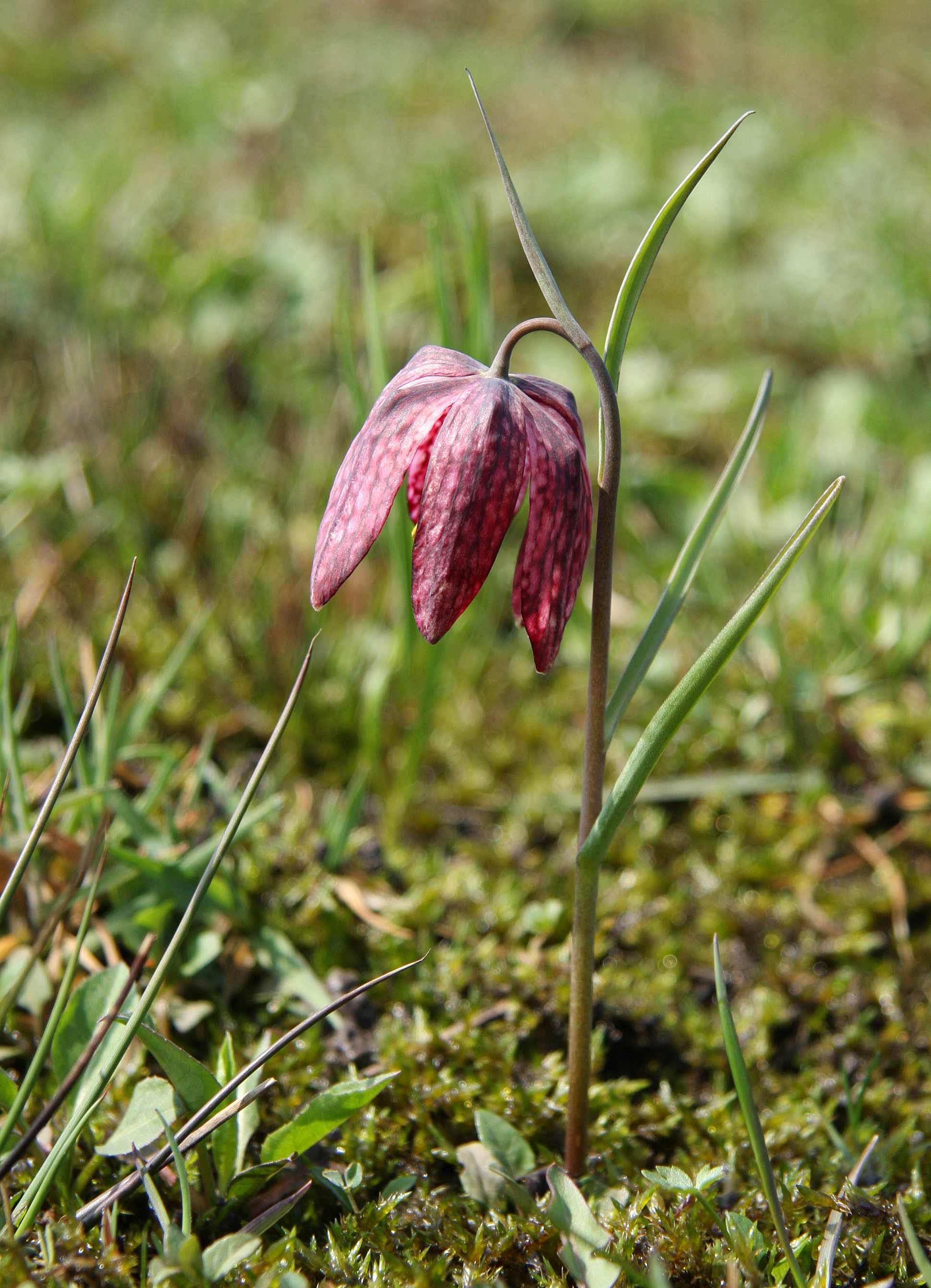
Fritillaire pintade.
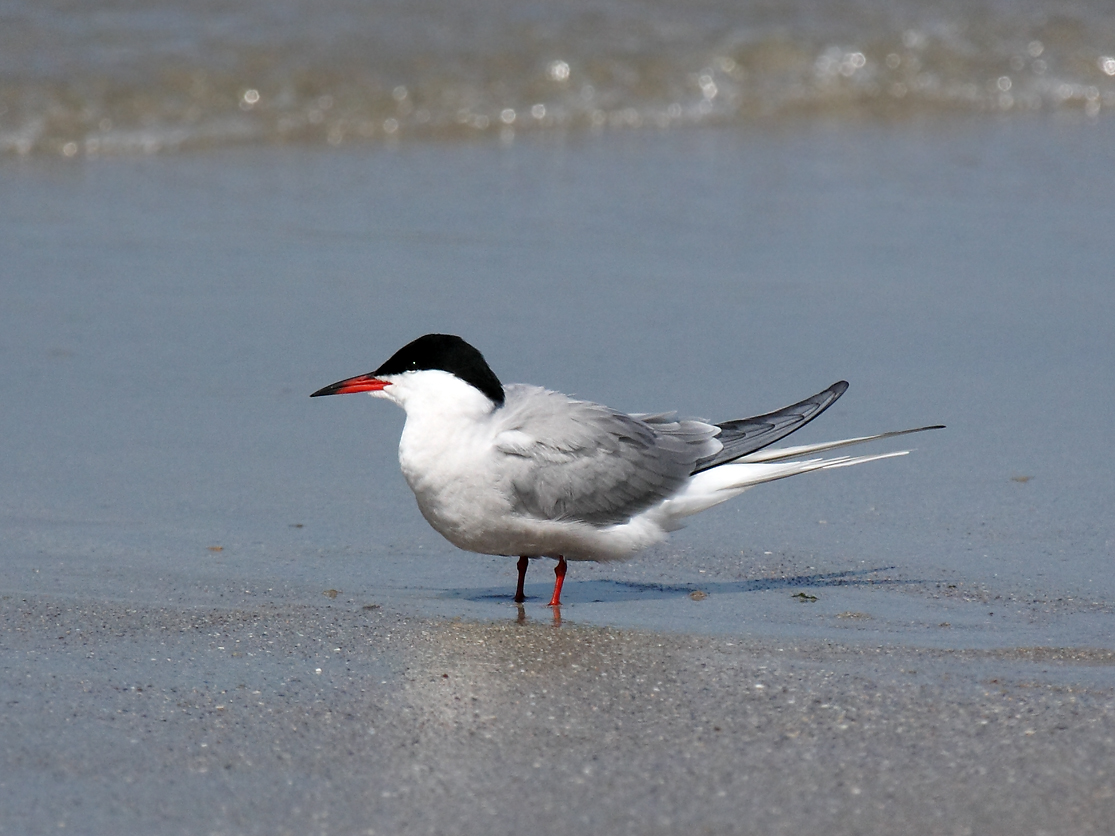
Sterne pierregarin.
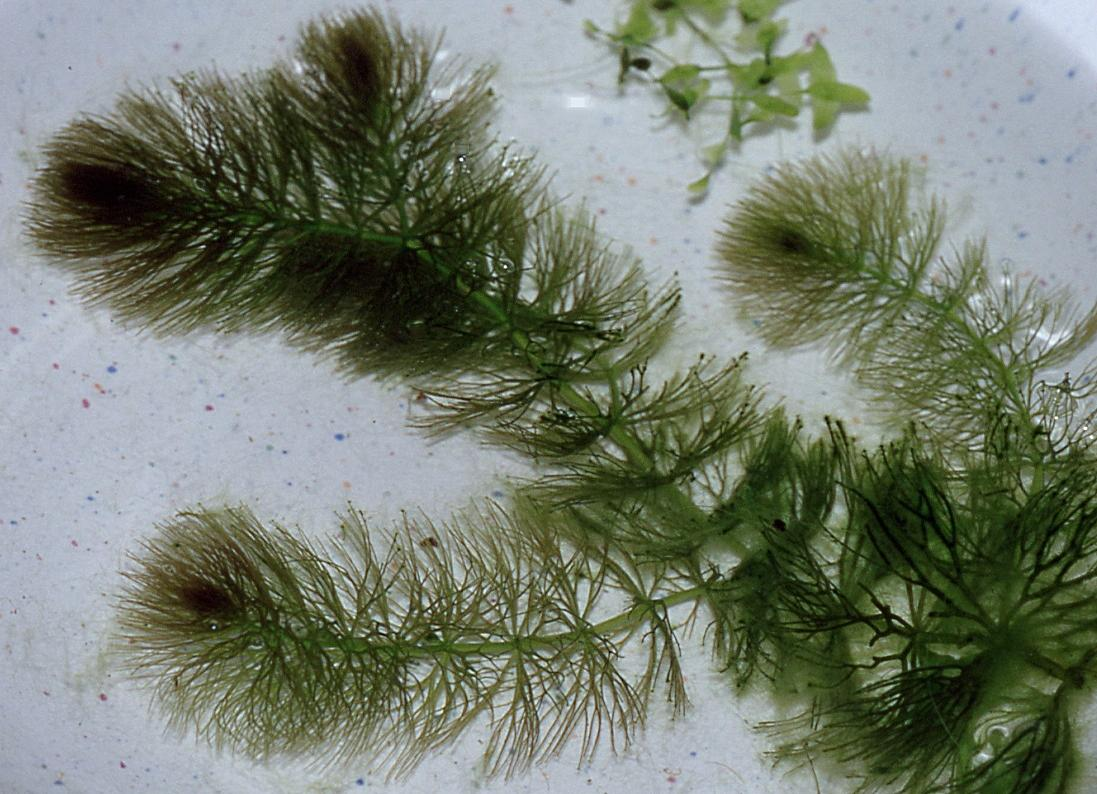
Ceratophyllum submersum.
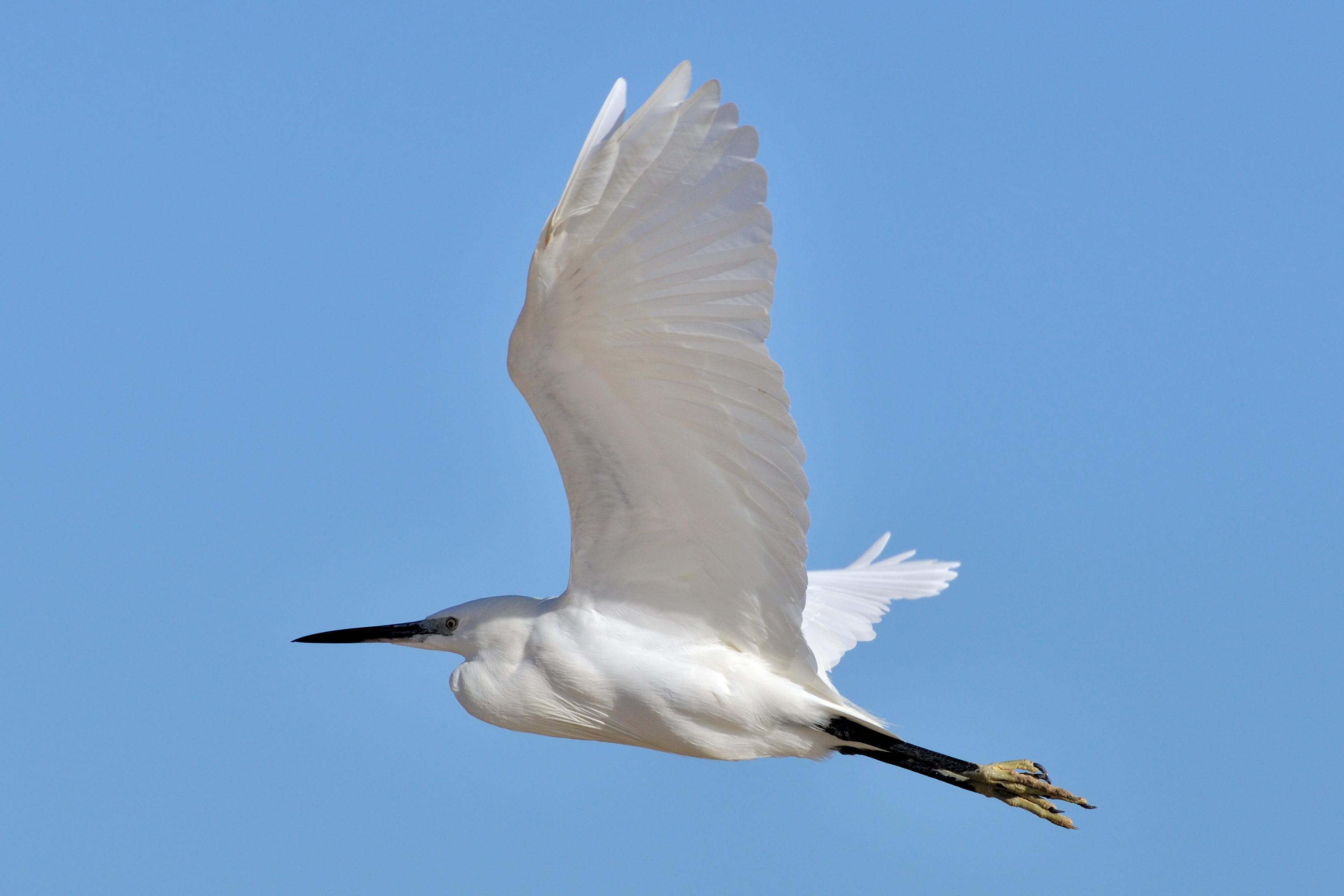
Aigrette garzette.
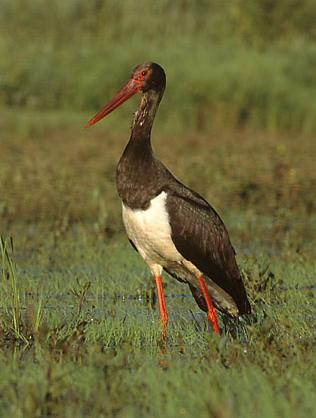
Cigogne noire.
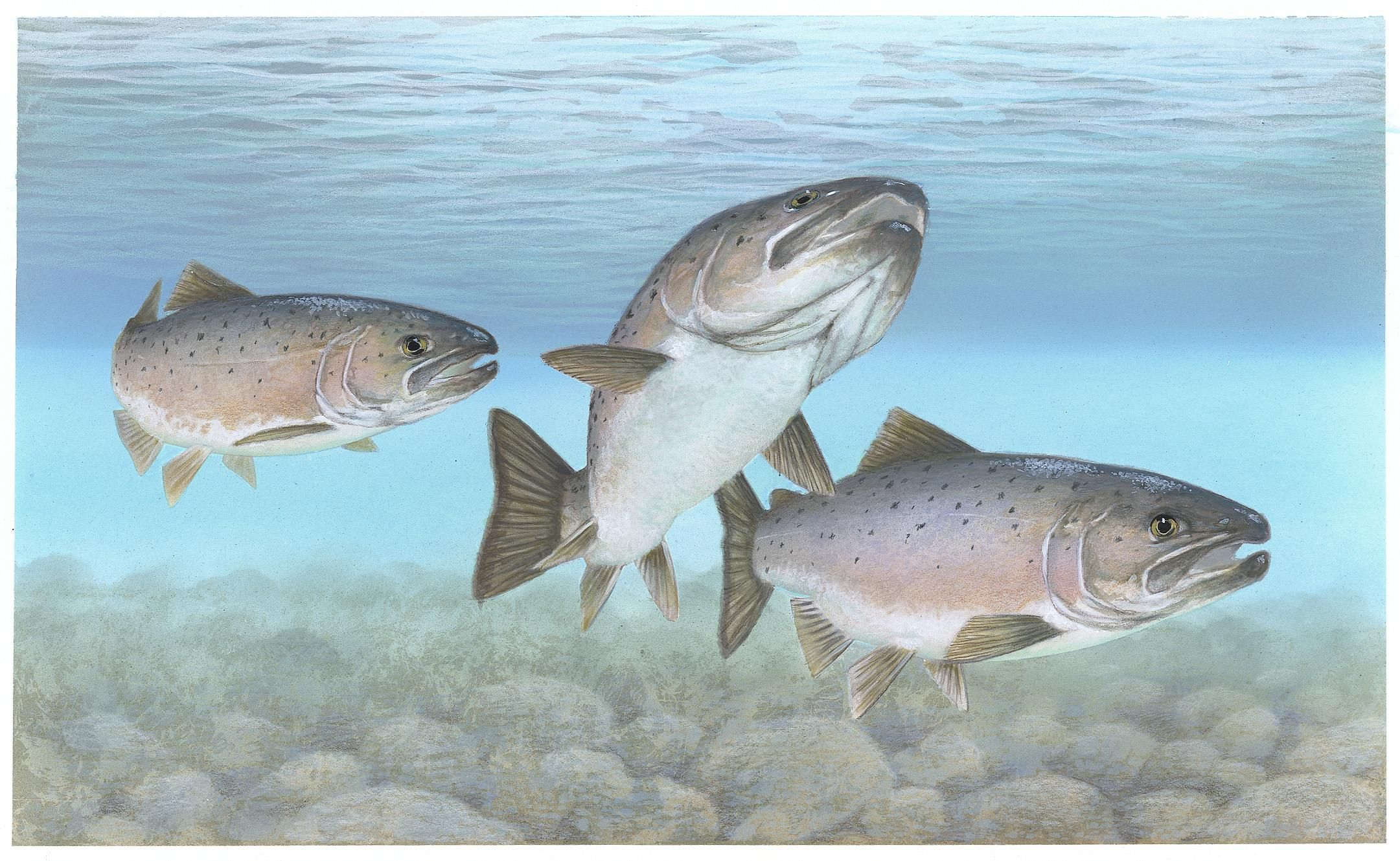
Saumons atlantiques (dessin).

#### Autres éléments remarquables du patrimoine naturel
Le Castor d'Europe (Castor fiber), réintroduit en Loir-et-Cher au milieu des années 1970 a progressivement colonisé l'ensemble du cours de la Loire dans le département d'Indre-et-Loire puis a remonté ses affluents (rive gauche avant tout). C'est ainsi qu'en 2014 sa présence est avérée au niveau de Candes-Saint-Martin, tant sur la Vienne que sur la Loire.

### Patrimoine gastronomique
Onze produits bénéficient d'une appellation d'origine protégée / appellation d'origine contrôlée s'ils sont élaborés sur le territoire communal de Candes-Saint-Martin. Ces produits sont le fromage Sainte-Maure de Touraine et dix vins tranquilles ou effervescents, rouges, rosés ou blancs. L'agneau du Poitou-Charentes, le bœuf du Maine et les rillettes de Tours produits à Candes-Saint-Martin bénéficient pour leur part d'une indication géographique protégée, tout comme 120 vins.

### Personnalités liées à la commune
- Saint Martin (316-397), évêque de Tours, est mort à Candes.
- Pierre Leclerc de Courcelles, auteur d'une rhétorique française et de plusieurs ouvrages en vers, est né à Candes au début du XVIe siècle. La date de sa mort n'est pas connue[169].
- Paul-Désiré Trouillebert (1829-1900), artiste peintre, a réalisé de nombreux tableaux du village, où il avait installé son atelier et son domicile, et des environs[Sav 5].
- Henri Dutilleux (1916-2013), compositeur, a habité la commune et l'école de Candes-Saint-Martin porte son nom depuis 2008[170].

Personnalités liées à Candes-Saint-Martin.
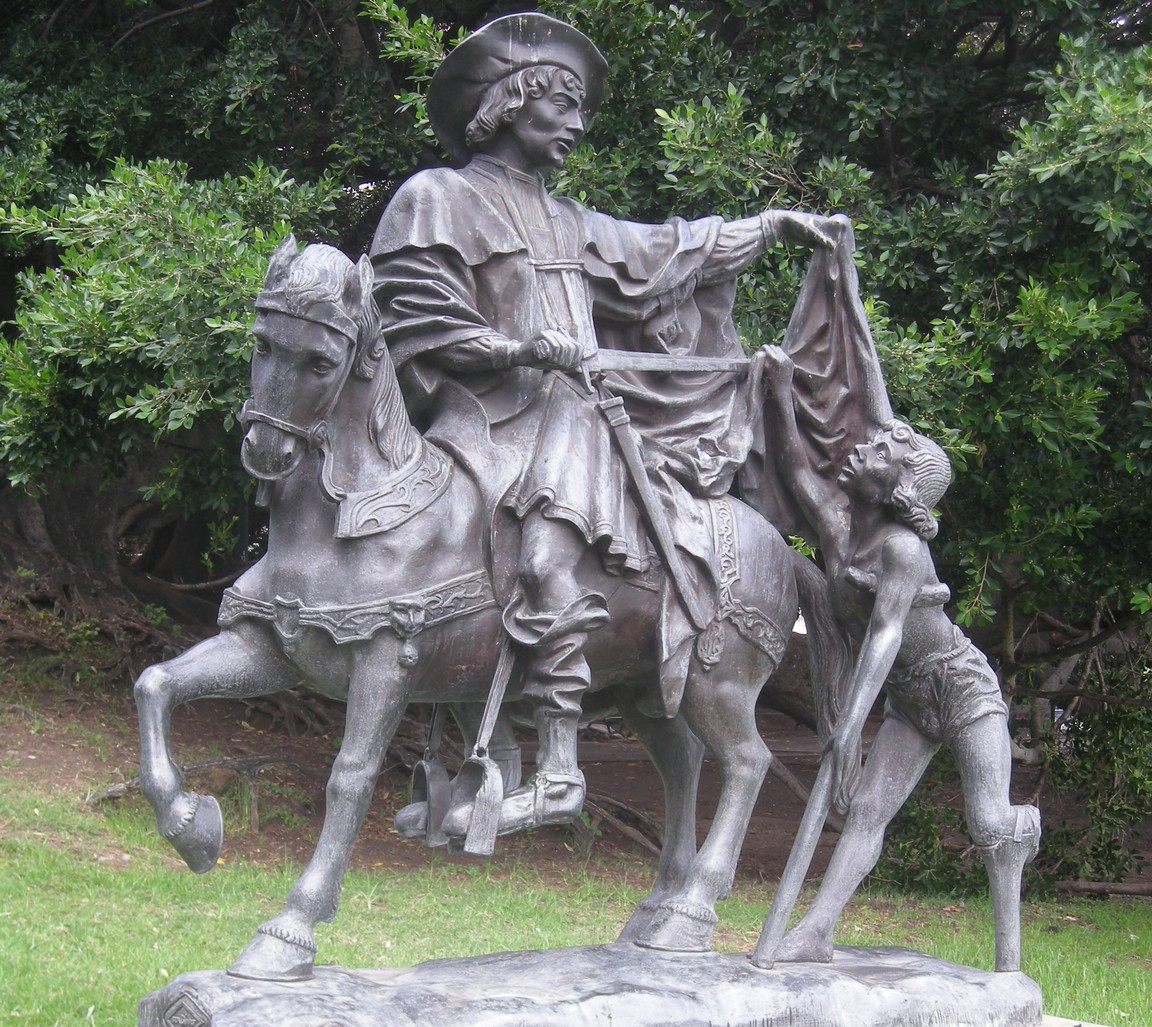
Statue équestre de saint Martin, Buenos Aires.
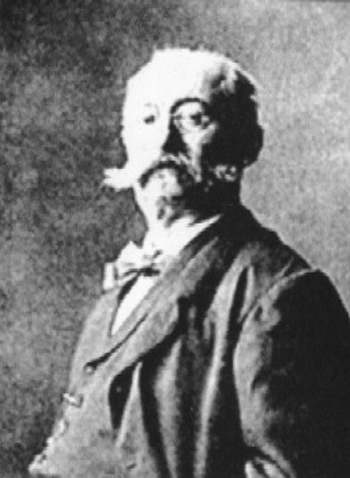
Paul-Désiré Trouillebert.
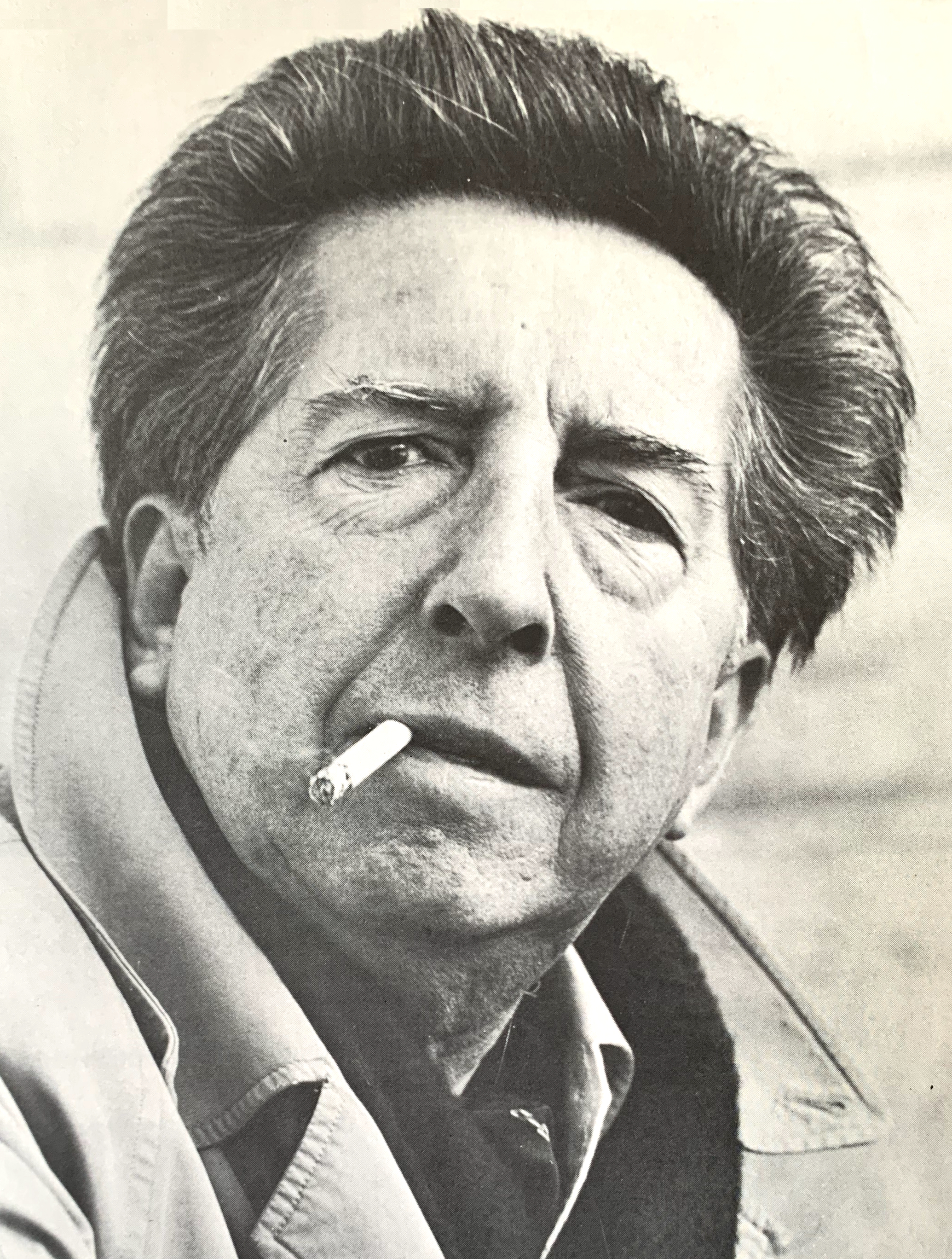
Henri Dutilleux[171].

### Philatélie
Le 3 juin 2013, La Poste émet un carnet de dix timbres-poste Croix-Rouge française - la Loire (réf Yvert BC837) à validité permanente au tarif lettre verte. L'un d'eux (réf Yvert A843), intitulé « Candes-Saint-Martin », représente une vue aérienne stylisée du confluent de la Loire et de la Vienne avec le village de Candes-Saint-Martin.

### Littérature
René Boylesve situe l'intrigue de son roman La Leçon d'amour dans un parc, paru en 1902, dans un lieu fictif mais tout proche de Montsoreau et dont le parc est la restitution fidèle de celui du château Neuf de Candes.

### Cinéma
La collégiale de Candes-Saint-Martin a servi de décor au tournage de scènes du film franco-italien de Bernard Borderie, Hardi ! Pardaillan, sorti en 1964.

### Héraldique
| Blason de Candes-Saint-Martin | Blason  | De gueules à un château de trois tours couvertes d'or, pavillonnées et girouettées de même, ouvert du champ et ajouré de sable. |
| Blason de Candes-Saint-Martin | Détails | Le statut officiel du blason reste à déterminer.                                                                                |

#### Publications consacrées à l'histoire et la géographie de Candes-Saint-Martin
- [Collectif], Candes-Saint-Martin au cours des âges, Chambray-lès-Tours, CLD (réimpr. 1996) (1re éd. 1994), 62 p. (ISBN 978-2-854-43254-1).
- Henri Bas (abbé), Candes, Tours, édité par l'auteur, [1921], 31 p.
- Jacques-Xavier Carré de Busserolle, Notice sur la ville et la collégiale de Candes, Tours, Semeur Plaine, 1885, 16 p.
- Claude Croubois (dir.), L'Indre-et-Loire – La Touraine, des origines à nos jours, Saint-Jean-d'Angely, Bordessoules, coll. « L'histoire par les documents », 1986, 470 p. (ISBN 2-90350-409-1).
- Pierre Gourdin, « Candes-Saint-Martin au cours des âges », mémoire de la Société archéologique de Touraine, t. LXII,‎ 1997, p. 107-125.
- Jean-Paul Lecompte, « Découverte d'un ouvrage de franchissement gallo-romain dans le confluent Loire/Vienne à Candes-Saint-Martin », Bulletin de la Société archéologique de Touraine, t. XLV,‎ 1999, p. 745-764 (lire en ligne).

- Stéphanie Philippon et Matthieu Gaultier, « Candes-Saint-Martin et ses cimetières : évolution de son organisation spatiale, depuis l’Antiquité jusqu’à l’époque Moderne (Région Centre, Indre-et-Loire) », revue archéologique du centre de la France, t. 53,‎ 2014 (lire en ligne).
- P.-A. Savette, Candes, notice historique, Saumur, Roland, 1935, 31 p.

#### Publications consacrées à la géographie, à l'histoire et au patrimoine de la Touraine
- [Collectif], Les Gallo-Romains entre Loire et Vienne, Savigny-en-Véron, Écomusée du Véron, 2012, 130 p. (ISBN 2-951-80162-9).
- Pierre Audin, La Touraine autour de l'an mil : inventaire des sources historiques et archéologiques, t. LXIX, Tours, Mémoires de la Société archéologique de Touraine, 2012, 151 p. (ISSN 1149-4670).
- Jacques-Xavier Carré de Busserolle, Dictionnaire géographique, historique et biographique d'Indre-et-Loire et de l'ancienne province de Touraine, t. II, Société archéologique de Touraine, 1879, 489 p. (lire en ligne).
- Jean-Mary Couderc (dir.), Dictionnaire des communes de Touraine, Chambray-lès-Tours, C.L.D., 1987, 967 p. (ISBN 2-85443-136-7).
- Claude Croubois (dir.), L'Indre-et-Loire – La Touraine, des origines à nos jours, Saint-Jean-d'Angely, Bordessoules, coll. « L'histoire par les documents », 1986, 470 p. (ISBN 2-90350-409-1).
- Jean-Luc Flohic (dir.), Patrimoine des communes de France, t. 1, Flohic, 2001, 704 p. (ISBN 2-84234-115-5).
- André Montoux, Vieux logis de Touraine, 6e série, Chambray-lès-Tours, C.L.D., 1984, 216 p. (ISBN 978-2-85443-061-5).
- Robert Ranjard, La Touraine archéologique : guide du touriste en Indre-et-Loire, Mayenne, Imprimerie de la Manutention, 1930 (réimpr. 1986), 9e éd., 733 p. (ISBN 2 855 54017 8).